# Dynastie Liao
Pour les articles homonymes, voir Liao (homonymie).
907/916–1125
Entités précédentes :
- Dynastie Tang
- Khitans
- Balhae

Entités suivantes :
- Dynastie Jin
- Kara-Khitans

La dynastie Liao (chinois simplifié : 辽朝 ; chinois traditionnel : 遼朝 ; pinyin : Liáo Cháo ; Khitan : Mos Jælud), également connue sous le nom d'Empire Khitan (chinois simplifié : 契丹国 ; chinois traditionnel : 契丹國 ; pinyin : Qìdān Guó ; Khitan : Mos diau-d kitai huldʒi gur), est un empire d'Asie orientale qui règne sur les actuelles Mongolie, une partie de la Russie orientale et du nord de la Chine continentale entre 907 et 1125. Elle est fondée par le Khagan Khitan Yelü Abaoji à la suite de la chute de la dynastie chinoise Tang et est le premier État à contrôler l'ensemble de la Mandchourie.
Presque immédiatement après sa fondation, la dynastie Liao entame un processus d'expansion territoriale, dont la première étape est la conquête du royaume de Balhae par Abaoji. Les empereurs suivants obtiennent le contrôle des seize préfectures en alimentant une guerre par procuration qui provoque l'effondrement des Tang postérieurs (923-936). Ils reçoivent également un tribut du royaume coréen de Goryeo après avoir mené plusieurs guerres contre eux (en). En 1004, après de nombreuses escarmouches, la dynastie Liao déclare la guerre à la dynastie Song. Après de violents combats et avoir essuyé de lourdes pertes, les deux empires signent le traité de Chanyuan, mettant ainsi fin au conflit. Par ce traité, la dynastie Liao oblige les Song à reconnaître les Khitan comme étant leurs égaux et à leur verser un lourd tribut annuel. C'est le début d'une ère de paix et de stabilité entre les deux puissances, qui dure environ 120 ans.
Bien que couvrant essentiellement les steppes mongoles, la Mandchourie et quelques provinces du Nord de la Chine actuelle, la majorité de la population sous le contrôle de la dynastie est d'origine chinoise Han. Les tensions provoquées par le décalage entre les pratiques sociales et politiques traditionnelles des Khitan d'une part et l'influence et les coutumes chinoises d'autre part, sont un trait caractéristique de cette dynastie. Ces tensions provoquent une série de crises de succession; les empereurs Liao favorisant le concept chinois de primogéniture, tandis qu'une grande partie du reste de l'élite Khitane soutient la méthode traditionnelle de succession en faveur du candidat au trône le plus puissant. Les mœurs et traditions khitanes et chinoises sont si différentes qu'Abaoji met en place deux gouvernements parallèles : l'administration du Nord gouverne les régions de peuplement khitan en suivant les pratiques traditionnelles khitanes, tandis que l'Administration du Sud gouverne les régions à forte population non-khitane, en adoptant les pratiques gouvernementales chinoises traditionnelles héritées des Tang et de leurs prédécesseurs.
Les différences entre les sociétés chinoise et khitane portent notamment sur les rôles des sexes et les pratiques matrimoniales, les Khitans ayant une vision plus égalitaire des sexes, ce qui contraste fortement avec les pratiques culturelles chinoises ou les hommes et les femmes ont des rôles distincts au sein de la société. Ainsi, les femmes Khitanes apprennent à chasser, gèrent les biens familiaux et occupent des postes militaires. De nombreux mariages ne sont pas arrangés, les femmes ne sont pas tenues d'être vierges à leur premier mariage et elles ont le droit de divorcer et de se remarier.
L'empire Khitan est détruit par les Jürchens de la dynastie Jin en 1125, lorsque ces derniers capturent l'empereur Tianzuo. Toutefois, certains survivants du peuple Khitan, menés par Yelü Dashi, partent plus à l'ouest où ils fondent la dynastie des Liao occidentaux. Connue également sous le nom de Khanat Kara-Khitans, cette dynastie règne sur une partie de l'Asie centrale pendant près d'un siècle, avant d'être conquis à son tour par l'armée mongole de Gengis Khan. Bien que les réalisations culturelles associées à la dynastie Liao soient très importantes, et qu'un certain nombre de statues et autres objets divers existent dans les musées et autres collections privées, des questions majeures demeurent quant à la nature exacte et à l'étendue de l'influence des Khitan de la dynastie Liao dans les différents domaines de la culture chinoise et mongole, tels que les arts musicaux et théâtraux.

## Noms de la dynastie
La dynastie est officiellement fondée en 916 lorsque Abaoji se proclame empereur et adopte le nom dynastique de  « Khitan » (chinois : 契丹 ; pinyin : Qì Dān). En 946, l'empereur Liao Taizong renomme officiellement la dynastie en « Grand Liao' » (chinois : 大遼 ; pinyin : Dà Liáo). Le nom de la dynastie est à nouveau changé en « Khitan » en 983 sous le règne de l'empereur Liao Shengzong. En 1066, l'empereur Liao Daozong réintroduit le nom dynastique de "Grand Liao", qui reste le nom officiel jusqu'à l'effondrement de la dynastie.
En 1124, l'État successeur établi par Yelü Dashi dans les régions de l'Ouest adopte également comme nom dynastique « Grand Liao ». Cependant, dans l'historiographie, ce Khanat est plus communément appelé "Liao occidental" ou "Kara Khitan".
Il n'y a pas de consensus parmi les historiens concernant l'étymologie de « Liao ». Certains pensent que « Liao » est dérivé du mot « fer » en langue khitan, tandis que d'autres pensent que le nom provient du bassin versant de la rivière Liao, qui la région d'origine du peuple khitan.

## Histoire

### Les Khitans avant Abaoji
Les sinologues Denis C. Twitchett et Klaus-Peter Tietze sont à l'origine de la théorie généralement admise selon laquelle les Khitans sont issus de la branche Yuwen du peuple Xianbei. En 345, après une défaite face à une autre branche de Xianbei, les Yuwen se sont divisés en trois tribus, dont l'une s'appelait Kumo Xi. En 388, les Kumo Xi se divisent à leur tour en deux groupes dont l'un va garder le nom de Kumo Xi et l'autre prendre celui de Khitan. Ce point de vue est en partie repris dans le Livre des Wei, qui décrit les Khitans comme ayant comme origines les Xianbei. D'autres théories concurrentes existent sur leurs origines. Au début de la dynastie Song, certains érudits suggèrent que les Khitans sont peut-être des descendants du peuple Xiongnu. Alors que les historiens modernes rejettent cette idée d'origine unique, certaines théories évoquant une origine mixte entre Xianbei et Xiongnu. Suivant les théories de Rashid al-Din au XIVe siècle, plusieurs chercheurs occidentaux pensent que les Khitans sont d'origine mongole. À la fin du XIXe siècle, des théories sur une origine toungouse émergent; théories depuis contredites par de récentes analyses linguistiques. Enfin, les langues khitanes et coréennes ont de nombreux mots communs ou similaires, qui ne se retrouvent pas dans les langues toungouses ou mongoles.
Les premières références à un État khitan apparaissent dans le Livre des Wei, un ouvrage historique datant de la dynastie Wei du Nord (386-534) qui a été complété en 554. À l'époque, les Khitans forment un État qui s'étend sur les actuelles provinces chinoises du Jilin et du Liaoning. Plusieurs livres écrits après cette date décrivent des activités de la part de ce peuple à la fin du IIIe siècle et au début du IVe siècle. Le Livre des Jin (648), un ouvrage historique sur la dynastie Jin (265-420), y fait référence dans un chapitre couvrant le règne de Murong Sheng (398-401). Le Samguk sagi (1145), un ouvrage historique des Trois Royaumes de Corée, mentionne quant à lui un raid khitan en 378. Ces  sources nous apprennent que les Khitans subissent une série de défaites militaires de la part d'autres groupes nomades de la région, mais également de la part des Chinois des dynasties Qi du Nord et Sui. Les royaumes khitans tombent régulièrement sous l'influence de royaumes turques comme les Ouïghours et de dynasties chinoises comme les Tang et les Sui. Cette influence va significativement modeler leur langue et leur culture.
Dans le Livre des Sui (Volume 84), les Khitan sont décrits comme étant "belliqueux dans le pillage et les raids aux frontières" et "les plus discourtois et arrogants parmi tous les barbares". Dans l'Histoire des Liao. (LS, vol. 32 et 59), l'historien Toqtogha (ᠲᠣᠭᠲᠠᠭᠠ) dresse le portrait des Khitan d'avant la dynastie Liao:

« Résidant dans le Grand Désert (大漠 - dàmò), balayé par le froid et le vent, ils se nourrissaient en élevant du bétail et en pêchant, s'habillaient de fourrures et migraient au gré des saisons. Leur spécialité était les charrettes et les chevaux... Dans l'ancienne coutume khitan, les chevaux représentaient la richesse et les soldats la force (du peuple Khitan). (En temps de paix,) Les chevaux étaient lâchés dans tout le pays et les soldats démobilisés étaient répartis dans tout le peuple. Lorsqu'une question d'importance ou une bataille devait être réglé, ils étaient appelés aux armes. Si l'ordre était donné à 5 heures du matin, ils se rassemblaient tous immédiatement à 7 heures. Les chevaux arrivaient après l'eau et le fourrage. (Pour la boisson) Les gens avaient du lait et du Koumis. Ils bandaient l'arc puissant et tiraient sur les animaux pour leur consommation quotidienne. Ils avaient de la nourriture séchée et du fourrage. C'était leur Voie (道 - dào). Grâce à cela, ils restaient victorieux et, où qu'ils regardaient, ils ne rencontraient aucune opposition. »

On trouve également dans le volume 32 de l'Histoire des Liao la liste des huit anciennes maisons aristocratiques des Khitan; qui sont également mentionnées dans le Livre des Wei :

« Ce sont les huit anciennes dynastie : la maison Xiwandan, la maison Hedahe, la maison Fufuyu, la maison Yuling, la maison Nilin, la maison Pixie, la maison Li (noire), la maison Tuliuyu... Peu de temps après avoir vu leur population augmenter, ils envahirent les Qi du Nord (北齊 - Běi Qí) mais perdirent cent mille personnes en captivité. Puis, sous la pression des Turcs (突厥 - Tūjué), ils résidèrent temporairement en Corée (高麗 - Gāolí) ne comptant guère plus de dix mille familles. »

Pendant la majeure partie des années 630 à 730, ils subissent l'influence de la dynastie Tang. Un arrangement entre les deux puissances est négocié par le clan khitan des Dahe. L'empereur Tang confère en récompense le nom chinois de "Li" aux Dahe et nomme leur dirigeant à une gouvernance que Twichett et Tietze décrivent comme « un bureau spécialement créé pour gérer indirectement les royaumes khitanes . » 
Vers la fin du siècle, toutefois, le contrôle de la dynastie Tang sur le Nord commence à se fissurer puisqu'elle a tendance à focaliser son attention sur ses autres frontières. En 696, le dirigeant Dahe, Li Jinzhong, lance une rébellion et mène les forces khitanes à envahir le Hebei. Bien que le soulèvement est écrasé et l'invasion contrée, il faut attendre cinquante ans avant que les Tang ne reprennent le contrôle des Khitans, même si ce contrôle est moindre qu'auparavant et dure peu de temps. Dans les années 730, le clan Yaolian remplace le clan Dahe à la tête des Khitans. Profitant de cette transition, le gouverneur Tang An Lushan lance deux invasions sur le territoire khitan en 751 et en 755. Après avoir été logiquement défaits par ses ennemis lors de la première invasion, An Lushan réussit la seconde et intègre un important contingent de soldats Khitans dans son armée, avant de se rebeller contre les Tang.
Dans son entourage, An Lushan a un eunuque khitan nommé Li Zhuer, qui travaille pour lui depuis l'adolescence. Mais un jour, An Lushan utilise une épée pour lui sectionner les organes génitaux et il manque de mourir après avoir perdu plusieurs litres de sang. An Lushan le ranime en enduisant sa blessure de cendres. Li Zhuer est très apprécié par An Lushan, et il lui sert d'assistant personnel, avec deux autres hommes. Lorsque An Lushan tombe malade et commence à abuser de ses subordonnés, Li Zhuer est approché par des conspirateurs qui veulent tuer Lushan. Finalement, An Lushan est massacré par Li Zhuer et un autre conspirateur, Yan Zhuang, qui avait été battu par An auparavant. Alors qu'il est en train de mourir, An Lushan crie "c'est un voleur de ma propre maison", tout en secouant désespérément ses rideaux car il n'arrive pas à trouver son épée pour se défendre,. Même si elle échoue, la révolte d'An Lushan marque le début de la perte irrémédiable de puissance de la dynastie Tang.
À la suite de cette révolte en 755, les Khitans passent sous la coupe des Ouïghours, tout en continuant de payer des tributs aux Tang. Cette situation dure jusqu'à la chute des Ouïghours en 840. À partir de là et jusqu'à l'ascension d'Aboaji, les Khitans restent tributaires de la dynastie Tang.

### Abaoji et l'ascension des Khitans

Asie du Nord en 900, montrant le territoire des Khitans et des tribus voisines, ainsi que les États l'année précédant le début des campagnes militaires d'Abaoji.

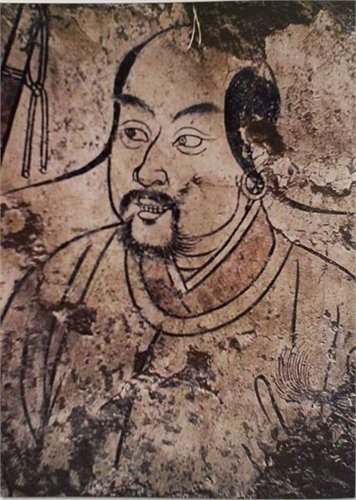
Peinture murale d'une tombe représentant un Khitan, bannière d'Aohan, Mongolie-Intérieure

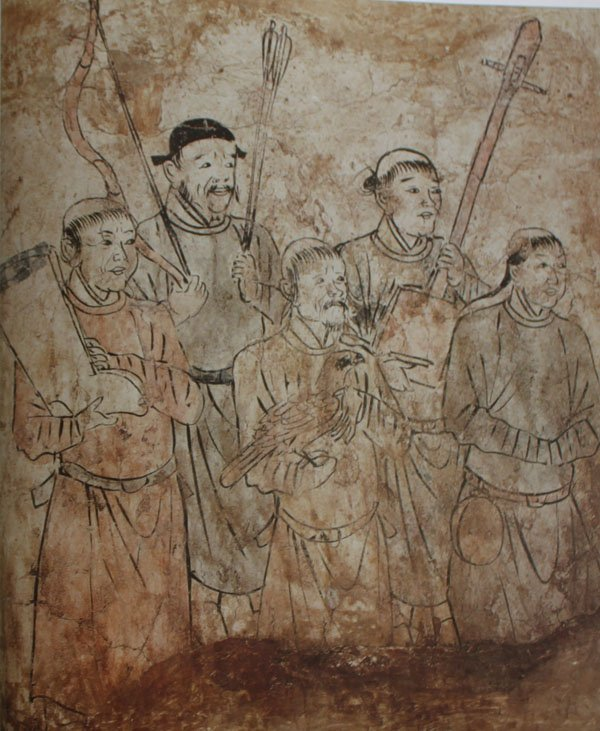
Peinture murale d'une tombe khitane en Mongolie-Intérieure. Serviteurs tenant un instrument de musique, un arc et des flèches, des bottes et un faucon.

Abaoji, le futur empereur Liao Taizu, naît en 872. Il est le fils d'un aristocrate Yila. À cette époque, cette maison aristocratique est la plus grande et plus puissante des huit maisons nobles affiliées aux Khitans. Toutefois, le Khagan, leur chef supérieur, descend de la lignée Yaolian. En 901, Abaoji est élu khan des Yila. À l'époque, aucun Khitan, à l'exception des Yaonian, n'utilise de nom de famille, mais durant les années 930, le clan d'Abaoji adopte "Yelü" comme nom de famille. À la même époque, leur clan consort commence également à utiliser le nom de famille Xiao.
Une fois khan des Yila, Abaoji lance des raids en Chine, attaque les Jürchens à l'est, et subjugue les peuples Xi et les Shiwei à l'ouest. En 903, il accède au rang de Yüye, c'est-à-dire chef militaire supérieur des Khitans, dont le seul supérieur est le Khagan. Deux ans plus tard, il conduit 70 000 cavaliers à Datong pour y conclure un pacte de sang avec le seigneur de guerre Li Keyong, du peuple Shatuo. En 907, Abaoji exige d'être fait khagan et devient chef suprême des Khitans le 27 février 907, avec le soutien des sept autres maisons aristocratiques, mettant fin à neuf générations de règne du clan Yaolian.
La même année de l'accession d'Abaoji au rang de Khagan, le seigneur de guerre chinois Zhu Wen, qui a assassiné en 904 le dernier empereur légitime de la dynastie Tang, déclare la fin de la dynastie Tang et s'auto proclame empereur de Chine. Sa dynastie est rapidement dissoute, inaugurant une période de trente-trois ans de désunion, connue sous le nom de période des Cinq Dynasties et des Dix Royaumes. Une des cinq dynasties, les Jin postérieurs (936-947), noue alors des relations importantes avec les Khitans.
Souvent dans l'histoire chinoise, la position de l'empereur est déterminée par la primogéniture. C'est-à-dire que le titre se passe du père au premier fils à la mort de celui-ci. Les Khitans n'utilisent pas ce même système. Même si le pouvoir reste dans la famille, le successeur est choisi en fonction de ses capacités parmi les frères, fils et neveux du dirigeant. Selon la tradition, le pouvoir n'est accordé que pour un mandat de trois ans. Toutefois, Abaoji montre son désir de devenir dirigeant permanent en 907. Il assassine la plupart de ses rivaux pour asseoir son pouvoir. Entre 907 et 910, son règne n'est pas contesté. Après cette date, il s'éloigne de la tradition en refusant de céder le pouvoir à un autre membre de sa famille. Des voix commencent alors à émerger pour critiquer Abaoji, une partie grandissante de l'élite Khitan voyant dans cette décision une évolution vers un style de gouvernement semblable à celui des empereurs chinois. Ainsi, en 912 et 913, des membres de sa famille, dont la plupart de ses frères, lancent des insurrections armées. Après l'échec de la première insurrection, Abaoji pardonne les conspirateurs. Après la seconde, seuls les frères d'Abaoji sont pardonnés, alors que les autres conspirateurs sont violemment exécutés. Les frères d'Abaoji mènent d'autres rébellions en 917 et 918, mais celles-ci sont facilement maîtrisées,.
En 916, à la fin de ce qui devrait être son troisième mandat en tant que Khagan, Abaoji effectue un certain nombre de changements qui conduisent l'État Khitan à se rapprocher du modèle de gouvernance utilisé par les dynasties chinoises. Il prend le titre d' "Empereur Céleste", proclame un nom d'ère chinoise et fait construire un temple confucéen. Il nomme son fils aîné, Yelü Bei, dont la mère, Shulü Ping, est sa principale compagne héritier présomptif et demande à toute la noblesse de lui jurer fidélité. Deux ans plus tard, la cour khitane est transférée dans la "Capitale Suprême" (Shangjing) (上京), une ville fortifiée nouvellement construite. Cette nouvelle cité imite le modèle des capitales chinoises, avec un grand parc et des tentes impériales implantées dans la partie de la ville correspondant à la zone ou un empereur chinois aurait édifié son palais,. Abaoji encourage la construction de 30 autres villes fortifiées pour que ses sujets chinois, tous capturés lors de raids, puissent y vivre. À la capitale suprême, il adjoint rapidement la "capitale orientale" (Dongjing). L'administration de l'empire Liao est divisée entre l' "Administration du Nord" qui supervise les affaires des steppe et l' "Administration du Sud", qui supervise la population sédentaire et chinoise, de plus en plus nombreuse au fur et à mesure qu'Abaoji repousse les limites de son empire. Les deux institutions sont dirigées par des chanceliers, celui du nord qui est nommé par le clan consort Xiao, et celui du sud qui est nommé par le clan Yelü au pouvoir,.
En 917, Abaoji reçoit de la naphte comme cadeau de la part du royaume de Wuyue:

« Le souverain de l'État de Wu (Li Bian) envoya à Abaoji, le souverain du Qidan (Liao), une quantité d'huile ardente furieuse (meng huoyou) qui, lorsqu'elle était enflammée et entrait en contact avec de l'eau, flambait avec d'autant plus d'ardeur. Elle pouvait être utilisée pour attaquer les villes. Tai Zu (Abaoji) fut ravi et prépara immédiatement une force de cavalerie de trente mille hommes avec l'intention d'attaquer Youzhou. Mais sa reine, Shulü, se mit à rire et dit : "Qui a entendu parler d'attaquer un pays avec du pétrole ? Ne serait-il pas préférable de prendre trois mille chevaux et d'attendre aux frontières, de dévaster le pays, afin que la ville soit affamée ? Par ce moyen, ils seront infailliblement mis au pas, même si cela prend quelques années. Alors pourquoi cette hâte ? Prenez garde de ne pas être vaincus, afin que les Chinois se moquent de nous et que les nôtres s'effondrent". Il n'alla donc pas plus loin dans son dessein. »

— Histoire des Liao
En 920, Abaoji ordonne la création d'un système d'écriture khitan connu sous le nom de grande écriture khitan (en) (契丹大字). Bien qu’apparemment similaire à l'écriture chinoise, la grande écriture khitan ajoute et réduit arbitrairement des traits aux caractères chinois pour composer les mots, ce qui la rend totalement méconnaissable pour les lecteurs chinois. En 925, l'arrivée d'une délégation du peuple ouïghour conduit Abaoji à ordonner à son jeune frère, Yelü Diela, d'étudier la langue ouïghoure. L'influence ouïghoure entraîne le développement de la petite écriture khitan (en) (契丹小字), qui contient plus d'éléments phonétiques que la grande. L'écriture khitan est utilisée pour les inscriptions commémoratives gravées sur des supports en bois ou en pierre et pour la tenue des registres de l'Administration du Nord. Presque aucun document important écrit en écriture khitan n'a survécu, ce qui suggère que peu d'entre eux ont été produits. Dans l’Établissement du Sud, le chinois est la langue administrative et de nombreux Khitan l'apprennent, y compris les fils d'Abaoji. Lors d'une conversation avec Yao Kun, un envoyé des Tang postérieurs, Abaoji explique qu'il parle le chinois mais évite de le faire en présence d'autres Khitans, car il craint qu'ils ne finissent par imiter les Chinois et s'adoucir.

« Après mon arrivée, on m'a accordé une audience. Abaoji m'a invité dans sa grande tente. Abaoji mesurait neuf chi [ce qui est très grand !]. Il portait une longue robe de brocart avec une large ceinture nouée dans le dos. Lui et son épouse étaient assis sur des divans qui se faisaient face. On m'a fait avancer et on m'a présenté. Avant que je ne puisse délivrer mon message, Abaoji a demandé [en se moquant] : "J'ai entendu dire que dans votre pays chinois, vous avez maintenant un Fils du Ciel au Henan et un autre au Hebei ; est-ce vrai ?" »

— Yao Kun
Abaoji attaque de nombreux peuples voisins et étend le territoire khitan de façon exponentielle. Contre les nomades des steppes, il mène des campagnes en 908 contre les Shiwei, en 910 contre les Kumo Xi, en 912 contre les Zubu, en 915 contre les Khongirad, et à nouveau contre ces derniers en 919 pour les soumettre définitivement. De 922 à 923, il mène des raids contre l'État de Jin, un royaume Shatuo qui contrôle le Shanxi, et son successeur, la dynastie des Tang postérieurs. Un an plus tard, il attaque les Tatars. Ses campagnes se poursuivent jusqu'à sa mort en 926 avec la conquête du Balhae et la création du royaume fantoche de Dongdan . La plus grande partie de la population du Balhae est déplacée dans la région qui correspond actuellement à la province du Liaoning. La destruction du Balhae donne naissance à trois groupes indépendants échappant au contrôle des Khitan : le peuple Balhae du nord-ouest dans l'actuelle province du Heilongjiang, le peuple Balhae à l'ouest de la rivière Yalu, et l'État de Jeongan dans la vallée supérieure de la rivière Mudan .
À son apogée, la dynastie Liao englobe l'actuelle Mongolie, des parties du Kazakhstan et de la Russie orientale, ainsi que les provinces chinoises du Hebei, Heilongjiang, Mongolie-Intérieure, Jilin, Liaoning et Shanxi. Abaoji meurt de la fièvre typhoïde à l'âge de 54 ans, le 6 septembre 926.

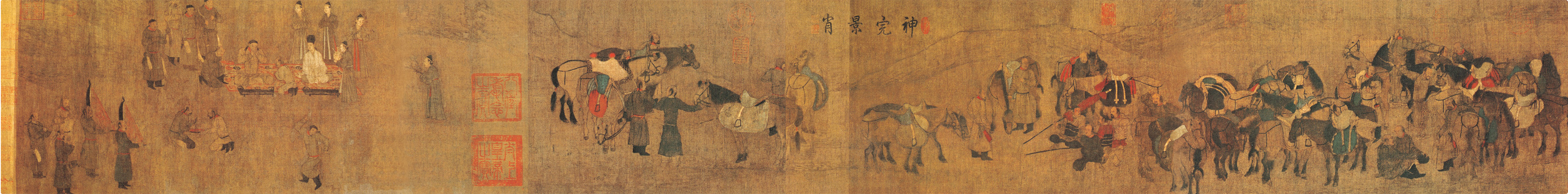
Zhuoxie tu, une peinture du Xe siècle représentant le Khan en train de faire une halte

### Taizong (926–947)

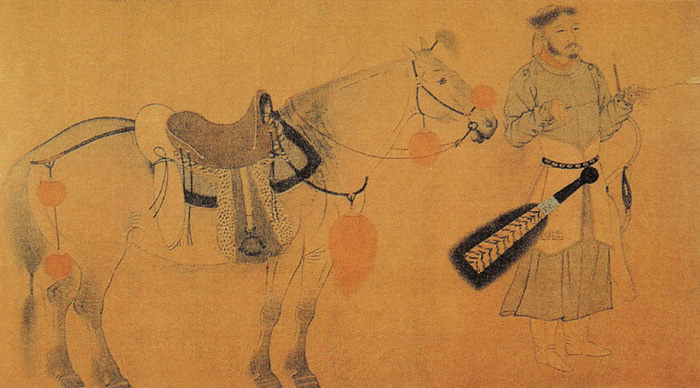
Cette peinture, titrée Cheval et Archer, est censée avoir été peinte par Yelü Bei.

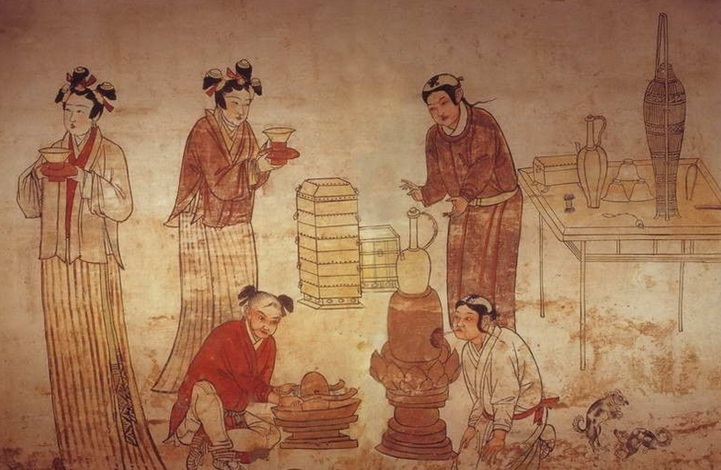
Garçons et filles Khitan(e)s

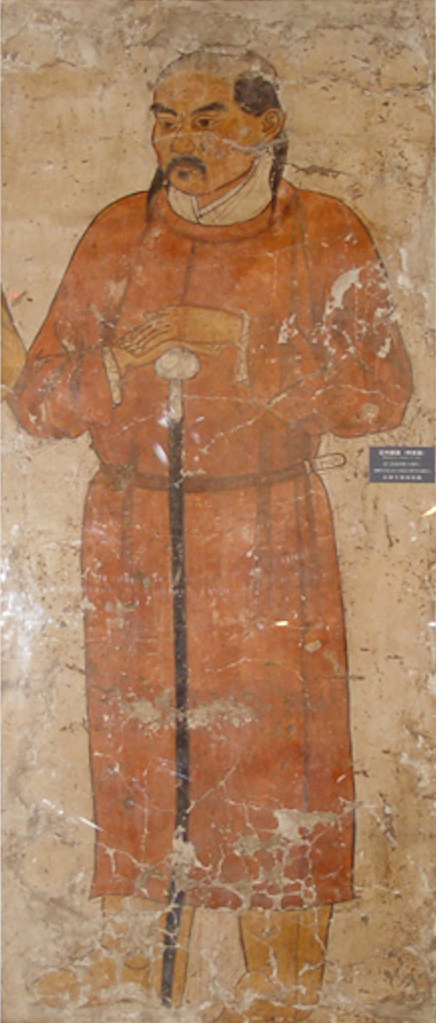
Khitan tenant une massue

En 916, Abaoji, devenu l'empereur Taizu, désigne donc officiellement son fils aîné, Yelü Bei, comme successeur,. Le concept de succession par primogéniture est depuis longtemps adopté dans la culture chinoise mais n'est pas accepté chez les Khitans. Les élites khitanes, dont la propre femme de l'empereur, Shulü Ping, s'opposent donc fermement aux volontés de Taizu. Ce dernier, sentant que le processus de succession s'annonce difficile, force les dirigeants khitans à prêter allégeance à Yelü Bei après l'avoir désigné comme héritier. Pour les Khitans, cela constitue un virage radical. Ce désaccord entre la primogéniture et la succession par sélection du meilleur candidat va mener à de nombreuses crises internes. La première survient après la mort soudaine et inexplicable de Taizu en 926.
Yelü Bei a trente-six ans à la mort de son père. En tant que polymathe, il représente beaucoup de valeurs de l'aristocratie chinoise. Il est expert en musique, médecine, voyance, peinture et écriture (à la fois en chinois et en langue khitane). Il est également un guerrier accompli, menant les troupes vers des batailles durant la conquête par son père de Balhae. Cette campagne victorieuse prend fin en 926. Taizu donne alors le commandement des territoires conquis à Bei, qui deviennent la principauté de Dongdan. Il lui confère par conséquent le titre de Prince de Dongdan.
L'impératrice Shulü Ping, qui devient l'impératrice douairière Yingtian à la mort de son mari, possède beaucoup de pouvoir, aussi bien avant qu'après la mort de Taizu. Quand ce dernier était encore en vie, elle possédait sa propre armée de 200 000 cavaliers chargés de maintenir l'ordre pendant que Taizu menait des campagnes militaires à l'étranger. Après la mort de son mari, l'impératrice rejette les coutumes traditionnelles khitanes qui veulent qu'elle soit enterrée avec lui. Elle choisit de se couper la main droite pour que celle-ci soit déposée dans le tombeau avec l'empereur à sa place. De plus, elle contrôle totalement l'autorité militaire et civile, ce qui lui permet de superviser la succession selon ses propres volontés. Le refus de l'impératrice de se suicider et s'enterrer avec Taizu met de facto terme à une coutume khitane ancestrale.
Précisément parce que le prince Yelü Bei représente à la fois les valeurs chinoises et khitanes, Shulü Ping s'oppose à ce qu'il monte sur le trône. Elle croit que son ouverture d'esprit pour la culture chinoise va altérer ses capacités de diriger l'empire en tant que Khitan. Elle lui préfère donc le second fils de Taizu, plus traditionaliste, Yelü Deguang. Ce dernier, qui a participé aux campagnes de 922-923 et 924-925 aux côtés de son père, jouit non seulement du soutien de sa mère, mais également de celui de la noblesse khitane. Réalisant qu'il ne pourra pas prendre le trône et qu'il est dangereux de tenter de le faire, Bei apporte son soutien à son jeune frère. À la fin de l'an 927, il annonce formellement à sa mère que les qualifications de Deguang sont supérieures aux siennes et renonce officiellement au trône,.
Deguang monte alors sur le trône et devient l'empereur Liao Taizong.

« Le souverain qui a reçu le mandat du Ciel doit être attentif au Ciel et respectueux des grands esprits. Je dois offrir ma vénération à ceux qui ont le plus de mérite. Lequel d'entre eux occupe la première place ?" Toutes les personnes présentes répondirent que ce devait être le Bouddha. Abaoji répondit : "Le bouddhisme n'est pas un enseignement chinois". Alors le Prince Bei prit la parole : "Confucius est le grand sage, vénéré depuis des myriades de générations. Il devrait occuper la première place." Abaoji fut ravi. Il ordonna alors la construction d'un temple confucéen et décréta que l'héritier devait lui-même diriger les offrandes rituelles de printemps et d'automne. »

— Histoire des Liao
Malgré la renonciation volontaire de Bei, Deguang le considère comme un traitre. il reste prince de Dongdan, des territoires de l'ancien royaume de Balhae, que son père lui avait donnés en apanage pour le récompenser de sa participation à sa conquête, où il s'installe après sa renonciation. Afin de briser tout pouvoir qu'il pourrait tirer de sa province, Taizong ordonne que la capitale de Dongdan et que tous ses habitants soient déplacés vers l'actuelle ville de Liaoyang. Le prince Bei lui-même est placé sous surveillance par l'empereur. En 930, il fuit pour rejoindre la dynastie des Tang postérieurs, où il devient un invité d'honneur de l'empereur Mingzong. Ce dernier va même jusqu'à lui attribuer le nom impérial Li (李). La mort du prince Bei reste mystérieuse et deux théories se confrontent. Pour certains historiens, il aurait été assassiné en 936 par l'empereur Mo des Tang postérieurs en réponse au soutien des Khitans pour renverser les Tang et les remplacer par la dynastie des Jin postérieurs (936-947). La seconde théorie prétend qu'en 937, il aurait été assassiné par l'empereur Gaozu des Jin postérieurs pour montrer sa loyauté envers l'empereur Liao Taizong.
Une fois au pouvoir, Taizong reprend à son compte la politique d'expansion territoriale de son père. En 929, après avoir maté une révolte des Khongirad, Taizong envoie son frère cadet, Yelü Lihu, attaquer les Tang postérieurs à Datong. En 933, Taizong mène une campagne contre les Tangoutes. Mais l'expansion la plus importante du territoire khitan au cours de son règne a lieu grâce à l'instabilité politique dans le sud.
En effet, après la mort de l'empereur Mingzong en 933, la dynastie des Tang postérieurs commence à s'effriter à cause d'une crise de succession. Le fils et successeur de Mingzong, Li Conghou, ne règne que pendant cinq mois avant d'être tué dans un complot mené par son frère adoptif, Li Siyuan. Le prince Bei qui est toujours invité d'honneur de la cour Tang à ce moment, écrit à son frère, l'empereur Liao Taizong, lui conseillant d'envahir les Tang. Au lieu d'attaquer directement, Taizong apporte un soutien militaire à une rébellion menée par Shi Jingtang, un gouverneur Tang et beau-fils de l'ancien empereur Mingzong. Il prend la tête d'un contingent de cavalerie de 50 000 hommes pour porter secours a Jingtang et vainc l'armée des Tang postérieurs près de Taiyuan. Le 28 novembre 936, Shi Jingtang est investi empereur des Jin postérieurs par les Khitans. En 938, après des négociations avec les puissants Khitans, il cède les Seize préfectures aux Liao,. Alors que ces dernières contiennent de nombreux passages stratégiques et fortifications, les Khitans ont désormais accès aux plaines du nord de la Chine,. Shi Jingtang consent également à traiter l'empereur Taizong comme son propre père, un comportement qui élève symboliquement Taizong et les Liao à une position supérieure. Une nouvelle "capitale du sud" (Nanjing) est construite à l'emplacement de l'actuelle ville de Pékin,. Pendant son règne, Shi Jingtang se comporte comme un vassal des Liao et autorise même des diplomates khitans à traverser son territoire pour contacter les Tang du Sud, qui sont pourtant ses rivaux géopolitiques.
Les relations entre les Liao et les Jin postérieurs se compliquent avec la mort de Shi Jiangtang en 942 et l'accession au trône de son neveu Shi Chonggui, également connu sous le nom d'empereur Chudi des Jin postérieurs. Le nouvel empereur s'entoure lui-même de conseillers anti-Khitans. En 943, Chudi chasse les représentants Liao de la capitale Jin de Kaifeng, révoque les privilèges commerciaux des Khitans à Kaifeng et saisit les biens des marchands khitans dans la ville. À la fin de l'année suivante, l'empereur Taizong lance en représailles une invasion du territoire des Jin, mais il subit une grave défaite en 945, devant fuir le champ de bataille sur un chameau. Cependant, à force de persévérance, et malgré plusieurs revers, les Khitans usent les forces des Jin, et à la fin de l'an 946, Taizong obtient la reddition du commandant en chef des armées Jin, Du Chongwei. Après cette victoire, il rentre dans Kaifeng sans rencontrer de résistance. L'empereur Jin et sa famille sont exilés dans la "Capitale Suprême" des Liao, tandis que l'armée Jin est désarmée et dissoute, et ses chevaux sont confisqués. Taizong célèbre sa victoire avec l'adoption du nom dynastique « Plus Grands Liao , . » .
Avec la conquête des Jin postérieurs, les Liao s'emparent du "Sceau de jade de la transmission de l'État" (chuanguo yuxi). Idéologiquement, ils se considérent donc comme les successeurs légitimes des Jin postérieurs et comme les souverains de la Chine. Taizong pare donc sa dynastie de tous les attributs des dynasties chinoises en choisissant l'Eau comme élément dynastique. Ce choix est hautement symbolique, car il s'agit de l'élément qui suit le Métal, qui était l'élément dynastique des Jin postérieurs, selon la séquence de création des Cinq Éléments (wuxing). Il choisit également le noir comme couleur dynastique, car il s'agit de la couleur correspondante à l'élément Eau.
Mais cette victoire est de courte durée. En effet, les forces d'invasion Liao n'ayant pas amené suffisamment de provisions pour leur campagne, les Khitans commencent à piller le territoire nouvellement conquis et y imposent de fortes taxes aux populations d'ethnie chinoise. Cette politique agressive provoque un ressentiment vif au sein de la population locale et une série de rébellions, qui culminent en 947 avec l'établissement de la dynastie des Han postérieurs par l'ancien gouverneur Jin, Liu Zhiyuan.
Après avoir occupé Kaifeng pendant seulement trois mois, l'empereur Taizong et les Liao sont forcés de se retirer vers le nord. Durant cette retraite, Taizong meurt d'une maladie foudroyante le 18 mai 947, au sud de l'actuelle ville de Shijiazhuang, dans le Hebei, à l'âge de 45 ans.

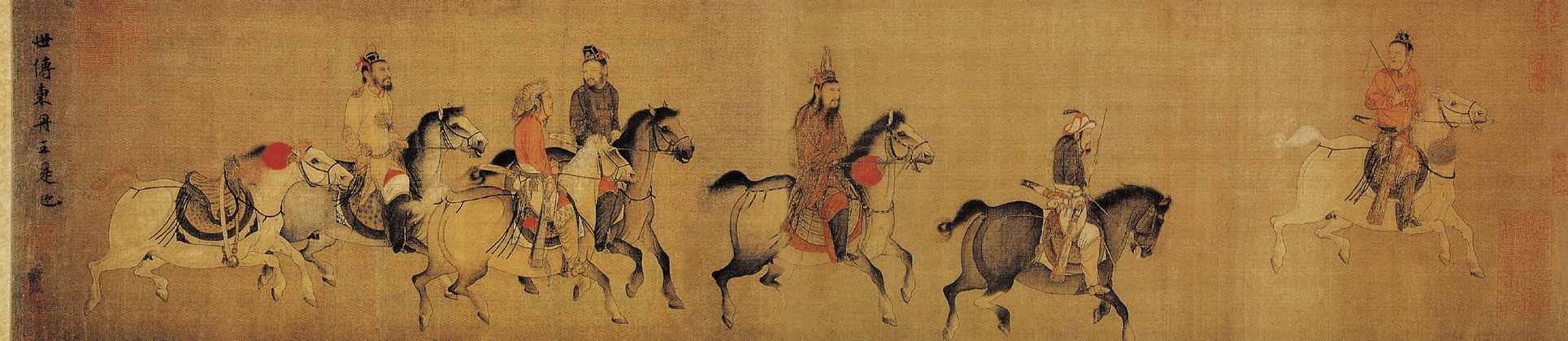
Le Roi de Dongdan va de l'avant (東丹王出行圖), rouleau, couleurs claires sur soie.. Musée national du Palais, Taipei. Attribué à Li Zanhua (李贊華 909–946), mais il s'agit peut-être d'un artiste plus tardif.

### Shizong (947–951)

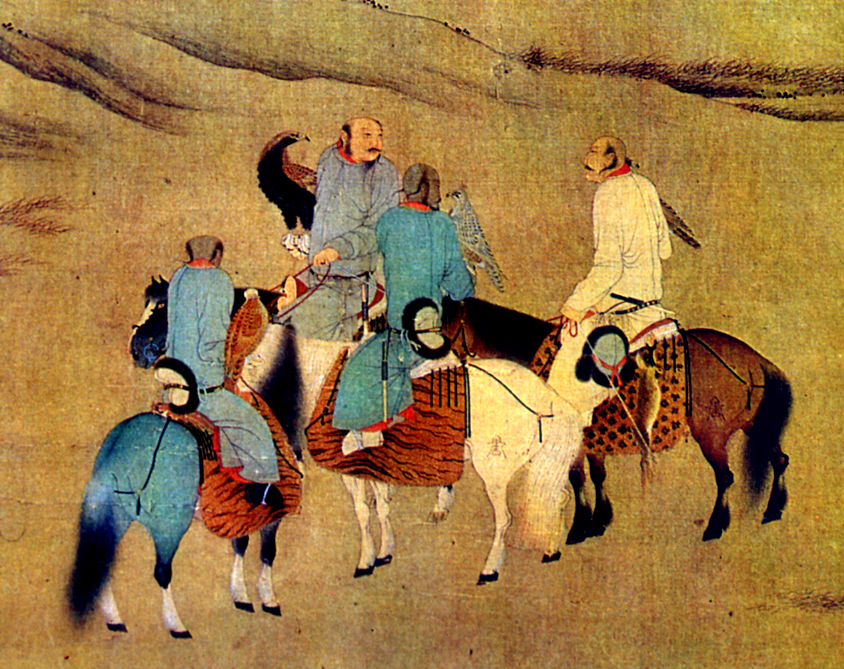
Khitans chassant avec des oiseaux de proie, 9-10e siècles

La mort de Liao Taizong crée une seconde lutte de succession, toujours menée par l'impératrice douairière Yingtian et alimentée par l'opposition entre primogéniture et coutumes de succession khitanes.
Le fils aîné du prince Bei et neveu de l'empereur Taizong, Yelü Ruan, s'auto-proclame empereur. Ce dernier a été élevé par son oncle Taizong après le départ de Bei pour la dynastie des Jin postérieurs en 930. Les relations entre l'oncle et le neveu étaient proches de celles existant entre un père et un fils. Yelü Ruan a accompagné l'empereur dans sa campagne d'invasion des Jin postérieurs et a conquis une réputation de guerrier et commandant compétent. Il est également quelqu'un de courtois et noble. À la mort de Taizong, Ruan se proclame empereur devant "le cercueil de son père".
Toutefois, l'impératrice douairière Yingtian soutient la candidature pour le trône du plus jeune frère de Taizong, Yelü Lihu. Lihu attaque Ruan alors qu'il était sur le chemin du retour vers la Capitale Suprême, mais est vaincu. Sa mère, Shulü Ping, prend alors la tête de sa propre armée pour affronter Ruan. Les deux armées s'affrontent sur la rivière Xar Moron, au sud de la Capitale Suprême, pendant plusieurs jours. Les deux armées n'arrivant pas à se départager, la bataille est dans une impasse, qui est résolue par un cousin royal nommé Yelü Wuzhi. Et finalement, Lihu, que la noblesse Khitane considère comme cruel et gâté, n'arrive pas à gagner suffisamment de soutien pour défier Yelü Ruan. Après une négociation de paix avec son cousin, Yelü Ruan assume officiellement le rôle d'empereur et prend le nom d'empereur Liao Shizong. Il exile immédiatement l'impératrice douairière Yingtian et Yelü Lihu de la capitale, mettant fin à leurs ambitions politiques,.
Shizong espére consolider son pouvoir en agissant ainsi, mais il doit vite déchanter car la situation interne des Liao reste instable. En 948, le second fils de Taizong, Yelü Tiande, conspire pour assassiner l'empereur. Le complot échoue et les vies des conspirateurs sont épargnées. Parmi eux, Xiao Han, un neveu de Shulü Ping, conspire à nouveau contre Shizong l'année suivante. Bien qu'il soit épargné une nouvelle fois, Xiao Han se met à comploter une troisième fois, ce qui entraîne son exécution.
En 947, un projet d'invasion de Goryeo avorte lorsque les Khitans se rendent compte que les défenses ennemies sont plus puissantes qu'ils ne le pensaient.
De 949 à 950, Shizong envahit les Han postérieurs et à la fin de l'année 951, il décide d'envahir les successeurs des Han, les Zhou postérieurs. Avant le départ de l'armée, Shizong et son entourage s'enivrent après avoir fait des sacrifices à son père. Chage, le fils du jeune frère d'Abaoji, Anduan, profite de la situation pour tuer Shizong. Chage est capturé et exécuté après le meurtre.
Shizong meurt en 951, à l'âge de 33 ans et n'a aucun fils en âge d'hériter du trône. Son règne est donc marqué par une série de rébellions venant de sa propre famille; mais bien qu'il ne règne que quatre ans, Shizong a le temps de superviser la mise en place d'une amélioration du double système de gouvernement mis en place par son grand-père, qui amène l'administration du sud à un modèle plus proche de celui utilisé par la dynastie Tang,. C'est également en 951 que la dernière des cinq dynasties survivante de la période des Cinq Dynasties et des Dix Royaumes, les Zhou postérieurs, émerge. Elle devient rapidement le principal ennemis des Liao
c'est le fils de Taizong, Yelü Jing, qui succède à Shizong. Il prend le nom d'empereur de Liao Muzong. Il est le second et dernier des empereurs à succéder à Abaoji sans être un descendant direct de Yelü Bei.

### Muzong (951–969)

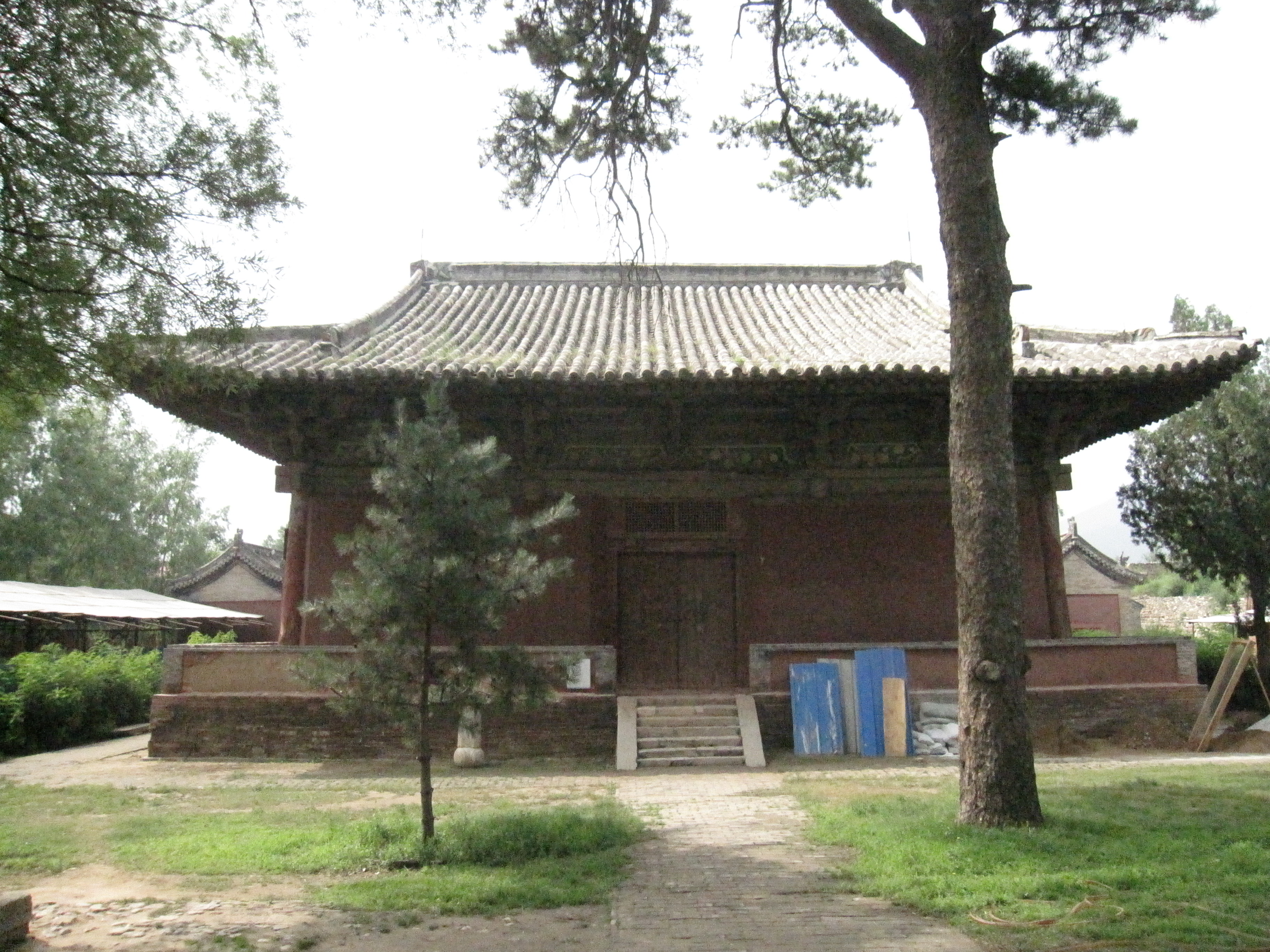
La salle Wenshu du temple Geyuan, construite en 966, est le plus ancien bâtiment Liao encore existant.

Liao Muzong est un grand buveur et passe la majeure partie de ses journées à chasser ou à dormir, ce qui lui vaut le surnom de "Prince dormant" de la part des Chinois. La première moitié de son règne est entachée par une instabilité persistante au sein de sa famille. Un frère cadet de Shizong, Louguo, complote avec l'un de ses oncles pour trahir les Liao au profit des Zhou postérieurs. Il est exécuté lorsque le complot est découvert. En 953, un fils de Yelü Lihu, nommé Wan, conspire a son tour contre l'empereur. Wan est épargné mais ses complices sont exécutés. En 959, Dilie, l'un des complices de Louguo, prépare une révolte, qui échoue également. L'année suivante, c'est Xiyin, le frère aîné de Wan, qui est arrêté pour avoir fomenté une rébellion. Lihu est également impliqué et meurt en prison.
En 952, les Liao aident les Han du Nord à repousser une attaque des Zhou postérieurs. L'empereur fondateur des Zhou postérieurs meurt en 954 et son fils adoptif lui succède sous le nom d'empereur Zhou Shizong. La même année, il lance une nouvelle attaque contre les Han du nord, qui provoque une nouvelle intervention des Liao. Lors des combats, les Khitans capturent par erreur des soldats Han du Nord, qui sont rapidement libérées. À certaines occasions, des envoyés des Han du Nord rendent visite aux Liao pour discuter de questions stratégiques. Avec le temps, l'empereur Shizong des Zhou postérieurs se persuade que la dynastie Liao est sur le point d'envahir son territoire. Il lance en 958 une campagne militaire préventive afin de reprendre les Seize préfectures cédées aux Liao par l'empereur Gaozu en 938. Les Zhou envahissent le territoire des Liao et prennent certaines préfectures frontalières. Muzong prend personnellement le commandement de l'armée et se dirige vers le sud pour affronter l'invasion des Zhou, mais l'empereur Shizong tombe malade et doit retourner à Kaifeng. Il meurt peu après et les troupes chinoises se retirent sans avoir affronté les Liao. En 960, le commandant en chef des gardes du palais des Zhou postérieurs, Zhao Kuangyin, usurpe le trône occupé par le fils de sept ans de Shizong et s'auto-proclame empereur fondateur de la dynastie Song. En 963, les Song lancent une nouvelle attaque contre les Han du nord, qui est repoussée avec l'aide des Khitans. Des escarmouches frontalières ont lieu entre les Liao et les Song en 963 et 967.
Il y a quelques troubles mineurs avec les Shiwei et les Khongirad en 965, mais sinon la frontière nord de l'empire Liao reste calme durant le règne de Muzong.
En 969, Muzong passe un mois entier à boire et commence à agir de façon violente et irrationnelle, massacrant certains de ses gardes du corps. Le 12 mars, six de ses gardes du corps l'assassinent, a l'âge de 37 ans,. C'est Yelü Xian, le fils de Liao Shizong, qui succède à Muzong et prend le nom d'empereur Liao Jingzong.

### Jingzong (969–982)

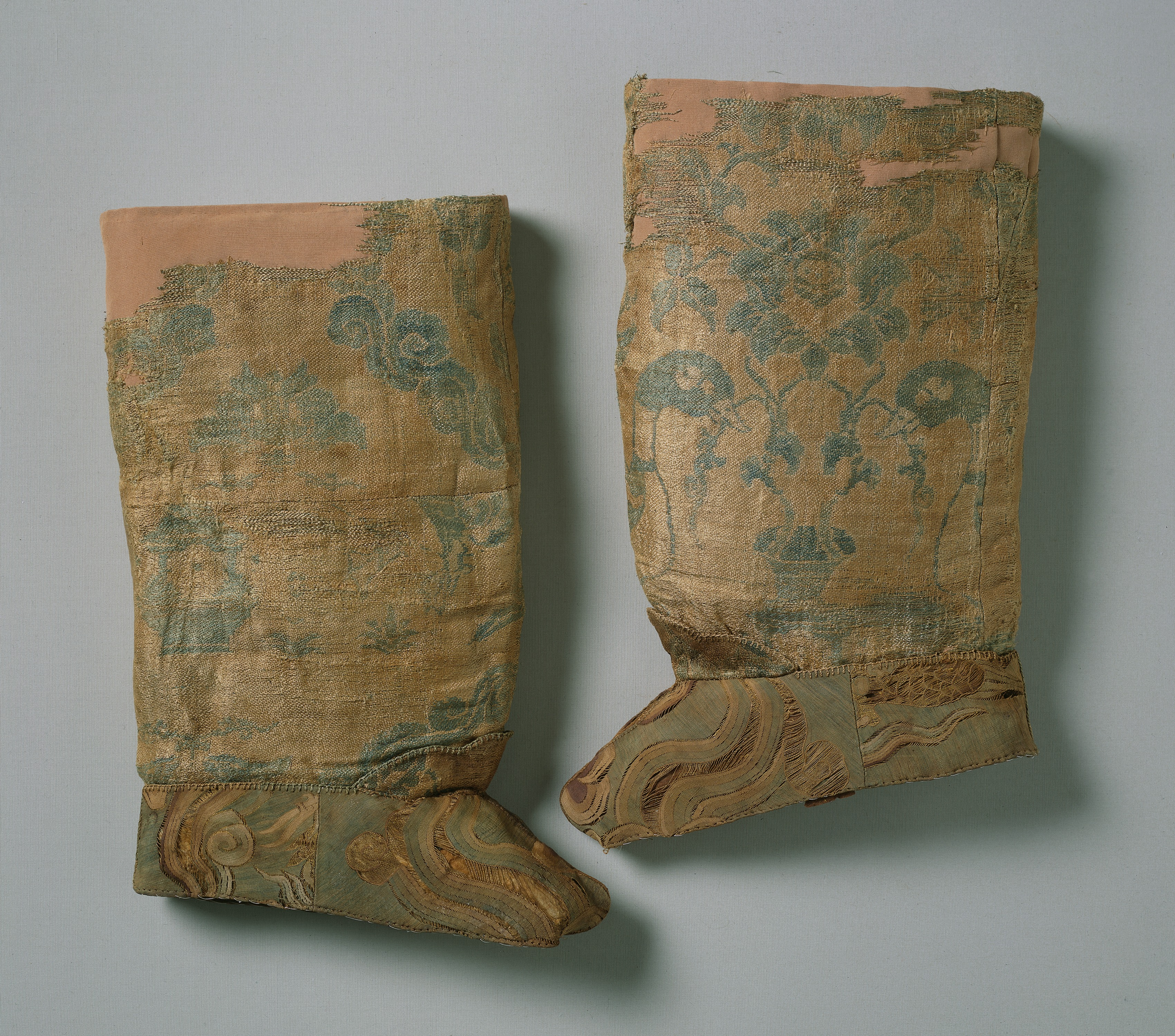
Bottes de soie Liao

Au début du règne de Jingzong, les relations entre Liao et Song sont tout d'abord pacifiques, les deux dynasties échangeant des ambassades en 974.
Concernant la partie de la Chine non contrôlée par les Liao, après la chute de la dynastie Tang, plusieurs seigneurs de guerres ont érigé les territoires qu'ils contrôlent en petits États indépendants et aucune des dynasties du Nord de la période des Cinq Dynasties et des Dix Royaumes n'a réussi à les réunifier. Au lieu de réclamer les terres de la dynastie Liao, Zhao Kuangyin, qui prend le titre d'empereur Song Taizu lorsqu'il fonde la dynastie Song, se concentre sur l'unification de ces petits territoires éparpillés dans le centre et le sud de la Chine. Il meurt en 976 après avoir réussi à prendre le contrôle de presque tous ces territoires, à l'exception du royaume des Han du Nord. Conscients de leur situation précaire, les Han renforcent leurs liens avec les Liao par des missions de courtoisie mensuelles à partir de 971.
En 974, les Song entament des négociations avec les Liao pour conclure un éventuel traité de neutralité. Ces efforts diplomatiques se soldent par un échec. En 976, quelques mois avant son décès, Taizu tente d'envahir les territoires des Han du Nord, alors sous protectorat des Liao. Grâce à l'intervention de ces derniers, l'invasion est repoussée; de même qu'une nouvelle tentative des Son qui a lieu l'année suivante.
Après la conquête de Wuyue, le dernier royaume du sud, en 978, les Song concentrent toutes leurs forces pour lancer une nouvelle invasion des Han du Nord. Cette fois, ils interceptent les forces Liao alors qu'elles sont en route pour secourir les Han et les écrasent. Au cours de l'été 979, l'empereur Song Taizong prend Taiyuan et annexe les Han du Nord. Fort de cette victoire, Song Taizong tente une invasion des Seize préfectures. Ses troupes, déjà surchargées et fatiguées, avancent vers la capitale suprême. Les premières escarmouches se terminent en faveur de l'armée Song, mais celle-ci perd la bataille de la rivière Gaoliang. Taizong est blessé et fuit vers le sud dans une charrette tirée par un âne. Capitalisant sur la victoire des Liao, Jingzong lance une expédition punitive en 980, et défait une armée Song. Mais lors d'une autre campagne en 982, c'est l'armée Liao qui est vaincue et Jingzong contraint de battre en retraite.
Outre les conflits avec les Song, les Liao ont également des problèmes avec les Tangoutes en 973. En 975, un conflit avec les survivants du peuple de Balhae entraîne une tentative d'invasion de Jeongan, qui échoue. Les Jürchens pillent le territoire Liao en 973 et 976. En 981, des soldats chinois capturés tentent d'introniser un fils de Xiyin mais le complot échoue et Xiyin est contraint de se suicider.
En 977, une salle d'examen est établie à l'extérieur de la capitale du Sud.
Le 13 octobre 982, Jingzong tombe malade lors d'une partie de chasse et meurt dans son camp, à l'âge de 34 ans. Avant de mourir, il désigne son fils aîné, Longxu, âgé de 11 ans, comme étant son successeur.

### Shengzong (982–1031)

Carte présentant les forces en présence dans la péninsule coréenne en 900. Le royaume de Bohai est ici référencé sous le nom Balhae.

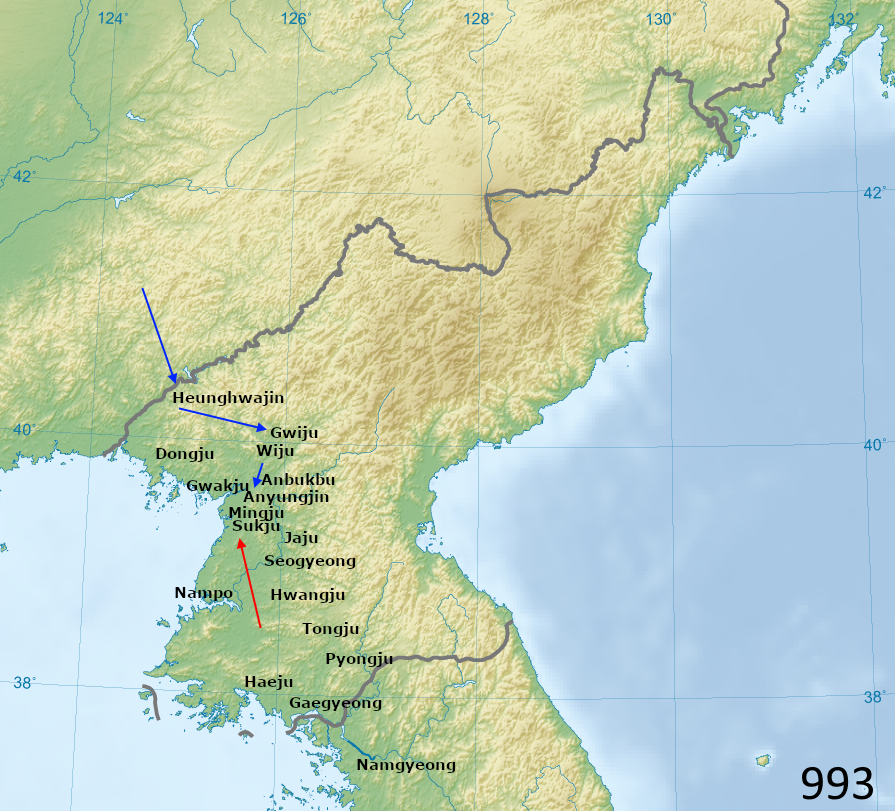
Première invasion de la guerre Goryeo-Khitan, 993

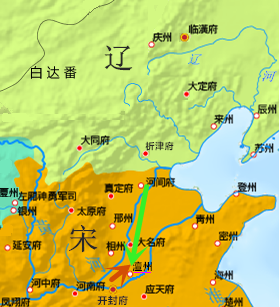
Invasion des terres de la Dynastie Song par les Khitans en 1004

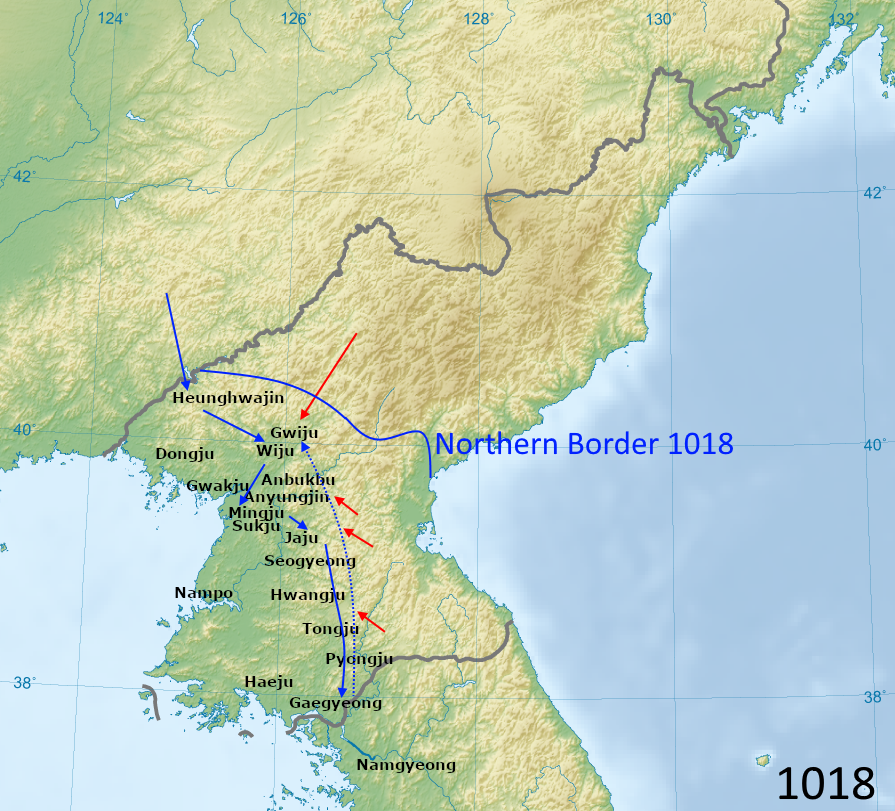
Troisième invasion de la guerre Goryeo-Khitan, 1018

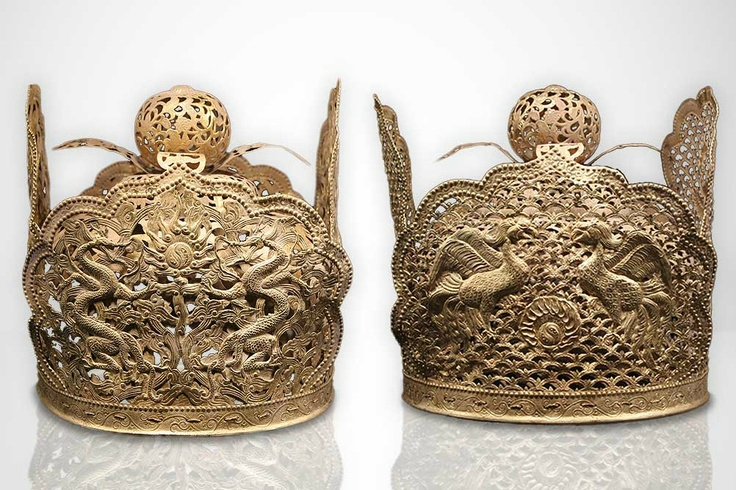
Couronne du Dragon et du Phoenix, dynastie Liao

Le règne de l'empereur Liao Shengzong  correspond à l'apogée de la dynastie,. Il est marqué par des campagnes militaires victorieuses contre les Chinois de la dynastie Song et les Coréens de la dynastie Goryeo. Dans les deux cas, les affrontements se concluent par des accords de paix à long terme, favorables aux Liao.
Lorsqu'il monte sur le trône, l'empereur Liao Shengzong n'a que 11 ans et est dans l'incapacité de régner seul. C'est la régente, sa mère Xiao Yanyan, qui détient réellement le pouvoir. Jusqu'à sa mort en 1009, l'empire khitan est dirigé par elle et trois ministres, dont deux Chinois. Xiao Yanyan est une souveraine extrêmement compétente, à la fois astucieuse en politique et en guerre, et capable de commander personnellement un ordo de 10 000 cavaliers. Selon l'Histoire des Liao , "la plupart de ses [Shengzong] succès doivent être attribués aux instructions de sa mère".
Un certain nombre d'avancées administratives sont réalisées pendant le règne de Shengzong. En 983, il donne l'ordre de traduire le code Tang en khitan pour qu'il soit utilisé par l'administration du Nord et en 994, il décide que tout Khitan qui commet un des "Dix crimes abominables" devra subir la même punition qu'un Chinois. En 1027,il ordonne que soit rédigé un code juridique de style chinois. Le premier examen jinshi a eu lieu en 988, et  par la suite, il est organisé jusqu'à la fin de la dynastie. Cependant, seuls deux ou trois diplômés sur dix finissent par trouver un emploi dans l'administration. Ces examens portent sur la poésie à mètre lyrique et les rhapsodies et seuls les Chinois les passent. En 991, les premières véritables archives impériales sont rédigées ; elles concernent le règne de Jingzong et font 20 chapitres. En 994, les Khitans créent leur propre calendrier. En 1011, des règles sont édictées pour sélectionner les écrits devant être archivés. En 991, les Khitans effectuent leur premier recensement général, suivi en 997 d'un autre recensement visant uniquement la population des tribus.
Les Kumo Xi sont complètement intégrés à l'administration khitane, par une série de réformes étalées entre 994 et 997, qui mettent fin à la relation de vassalité et de tribut des Xi envers les Khitan, relation qui durait depuis l'époque de l'empereur Liao Taizong. Le roi des Kumo Xi devient un fonctionnaire salarié, des unités administratives de style chinois sont créées sur le territoire des Xi et leur ancienne capitale devient la "capitale centrale" (Zhongjing). Un mur intérieur et extérieur, un temple confucéen et des bâtiments publics sont construits à Zhongjiing entre 1018 et 1020.
Sur le plan militaire, les Khitans entrent en conflit avec la dynastie Song et le royaume coréen de Goryeo. En 986, l'empereur Song Taizong lance une invasion sur trois fronts qui submerge rapidement les défenses frontalières des Khitan. Mais le vent tourne pour les Song lorsqu'ils s'aventurent profondément en territoire ennemi. Coupées de leurs lignes de ravitaillement, les armées Song sont encerclées et attaquées de toutes parts, ce qui permet aux Khitans de remporter des victoires retentissantes sur les trois fronts. L'impératrice douairière Xiao Yanyan commande personnellement l'armée Liao lors de cette campagne et inflige une défaite aux Song,,,,, luttant contre l'armée chinoise en retraite. Elle ordonne ensuite la castration d'environ 100 garçons d'origine ethnique chinoise qu'elle a capturés en Chine, complétant la population d'eunuques de la Cour Khitane. Wang Ji'en (zh) fait partie de ces garçons castrés, tous âgés de moins de dix ans et sélectionnés pour leur beauté,,,.
L'Histoire des Liao 遼史 décrit et fait l'éloge de la capture et castration massive des garçons chinois par l'impératrice dans une biographie de l'eunuque Wang Ji'en,,,,,,,,,,.
Mais malgré cette victoire, la région de la frontière Sud de l'empire Liao a été ravagée par le conflit et de nombreuses personnes ont fui leurs maisons. La région met des années à se remettre des conséquences de cette guerre.
En 986, le chef rebelle Tangoute Li Jiqian se soumet aux Khitans. Trois ans plus tard, il épouse une princesse Liao et reçoit de l'empereur Shengzong  le titre de "Roi de Xiping (西平王)", ou "Roi de Xia".
En 985-6, les Khitans attaquent Jeongan, mais malgré leurs efforts ils n'arrivent pas à détruire ou soumettre le royaume. Dans l'incapacité d'éliminer la menace et affaiblis par les Jürchens qui habitent aussi la région, les Liao établissent en 991 trois places fortes militaires dans la basse vallée de la rivière Yalu pour se protéger.
Ces manœuvres militaires proches des territoires Goryeo, combinées à l'invasion Liao de Goryeo annulée en 947 et aux relations diplomatiques et culturelles entre Goryeo et les dynasties Song, sont à l'origine de relations tendues entre les deux puissances. À la fois Liao et Goryeo se considèrent comme une menace militaire réciproque. Les Liao craignent que Goryeo soutienne des rébellions des populations du Bohai. Les Goryeo quant à eux redoutent une invasion des Liao. À juste titre, puisque ces derniers les envahissent pour la première fois en 992, en envoyant une force de 800 000 hommes et en demandant aux Goryeo de céder aux Liao plusieurs territoires autour de la rivière Yalu. Les Goryeo font appel à l'assistance de la dynastie Song, avec qui ils ont noué une alliance militaire. Toutefois, leur requête reste sans réponse. Les Liao continuent leur progression au sud avant d'atteindre la rivière Chongchon, d'où ils appellent à ouvrir des négociations entre les dirigeants militaires des deux camps. Alors que les Liao demandent à l'origine la reddition totale des Goryeo et que ces derniers semblent prêts à considérer cette éventualité, eo Hui le négociateur coréen arrive finalement à convaincre les Khitans d'accepter que la dynastie Goryeo devienne un État vassal des Liao. En 994, des échanges diplomatiques réguliers entre les deux pays commencent, tandis que le Goryeo met définitivement fin à ses relations avec les Song.
Après avoir sécurisé leur frontière avec le Goryeo, les Khitans attaquent la dynastie Song en 994 et assiègent Zitong, mais ils sont repoussés par les défenseurs de la cité, qui utilisent des flèches de feu (en). Les Khitans lancent une série de campagnes contre les Song en 999. Bien que généralement victorieux sur le champ de bataille, ils ne parviennent pas à obtenir quoi que ce soit de réellement important de la part des Song. Cela change en 1004 lorsque Shengzong et sa mère mènent une campagne éclair jusqu'aux abords de Kaifeng, la capitale des Song, en ne prenant que les villes qui se rendent, tout en évitant de se lancer dans des sièges prolongés lorsqu'ils se retrouvent face à des villes qui résistent fortement. L'empereur Song Zhenzong sort alors de sa capitale et rencontre les Khitan à Chanyuan, une petite ville sur le fleuve Jaune. En janvier 1005, les dirigeants des deux empires signent le traité de Chanyuan, qui stipule que les Song doivent donner chaque année 200 000 rouleaux de soie et 100 000 onces d'argent aux Liao, que les deux empereurs doivent s'adresser l'un à l'autre en parlant d'égal à égal, qu'ils finalisent le tracé de leur frontière contestée et que les deux dynasties doivent reprendre des relations cordiales. Aucune guerre n'éclate entre les Song et les Khitans durant le siècle qui suit la signature du traité, bien que les sommes versées, appelées "cadeaux" par les Song et "tributs" par les Liao, soient ensuite réévaluées à 300 000 rouleaux de soie et 200 000 onces d'argent par an, les Song craignant que les Liao ne forment une alliance militaire avec les Xia occidentaux. En signant le traité, les Song renoncent à leurs prétentions sur les seize préfectures. Une partie de la frontière délimitée par le traité passe dans la plaine de la Chine du Nord, dans le Hebei, soit une zone totalement dépourvue de défenses. Pour fortifier ces zones frontalières très périlleuses, les Song créent une vaste forêt défensive le long de la frontière Song-Liao, afin de contrecarrer les éventuelles attaques de la cavalerie khitane.
Quatre ans après l'invasion des Song, un nouveau conflit éclate avec le Goryeo. En 1009, le général Goryeo Gang Jo assassine le Roi Mokjong des Goryeo et installe le Roi Hyeonjong sur le trône avec pour intention de servir comme régent du jeune garçon. Les Liao envoient immédiatement une armée de 400 000 hommes pour punir Gang Jo. Après une période de succès et la rupture de plusieurs tentatives de négociations de paix, les Goryeo et les Liao entrent dans une décennie de guerre féroce. En 1018, les Liao subissent la plus importante défaite militaire de l'histoire de la dynastie, leur armée étant pratiquement anéantie lors de la bataille de Gwiju par les troupes du Goryeo, commandées par le général Gang Gam-chan. Mais dès l'année suivante, ils parviennent à rassembler une nouvelle armée encore plus puissante pour marcher sur le Goryeo. À ce moment, chaque camp se rend compte que la victoire de l'un ou de l'autre est illusoire. En 1020, le Roi Hyeonjong recommence à envoyer des tributs aux Liao et en 1022 ces derniers reconnaissent officiellement la validité du règne du roi Hyeonjong. Les Goryeo restent vassaux et les relations entre les deux États restent pacifiques jusqu'à la fin de la dynastie Liao.
En 1006, le Royaume de Guiyi (en) envoie un tribut à la cour de Shengzong, ce qui semble l'encourager à attaquer le Royaume Ouïgour de Ganzhou. Les Liao organisent en 1008, 1009 et 1010 des expéditions militaires contre les Ouïghours de Ganzhou. Ces conflits débouchent sur un succès limité et la déportation d'une partie de la population capturée. En 1027, les Khitans assiègent Ganzhou, mais ne parviennent pas à prendre la ville. Le siège s’achève par une catastrophe, lorsque les soldats Khitans tombent dans une embuscade tendue par les Zubu (en).
Dans les années 1020, l'Établissement du Sud tente d'étendre son système de taxation aux Balhaes du défunt royaume de Dongdan, qui jusque là n'avaient qu'un tribut à payer. Les Balhae reçoivent l'ordre de construire des bateaux pour transporter des céréales vers la capitale du Sud. Le voyage est dangereux et de nombreux bateaux coulent lors du trajet, ce qui provoque un ressentiment au sein de la population. Au cours de l'été 1029, un lointain descendant de la famille royale du Balhae, Da Yanlin, se rebelle dans la capitale orientale. Il emprisonne le ministre Xiao Xiaoxian et sa femme, tue les commissaires fiscaux et le commandant militaire en chef, puis proclame sa propre dynastie, la dynastie Xing Liao. Il demande de l'aide au Goryeo, mais le royaume coréen refuse d'intervenir. D'autres Balhae servant dans l'armée refusent également de rejoindre sa révolte. Finalement, Yanlin n'est soutenu que par une poignée de Jurchens. Un an plus tard, l'un des officiers de Da Yanlin le trahit et ouvre les portes de la capitale orientale aux Khitans. Sa dynastie éphémère prend fin et en guise de mesure de rétorsion, l'ancienne noblesse du Balhae est réinstallée près de la Capitale Suprême tandis que d'autres fuient vers le Goryeo.
Shengzong meurt le 25 juin 1031 à l'âge de 60 ans. Sur son lit de mort, il confie à ses ministres Xiao Xiaomu et Xiao Xiaoxian le soin d'introniser son fils aîné, Yelü Zongzhen, alors âgé de 15 ans.

### Xingzong (1031–1055)

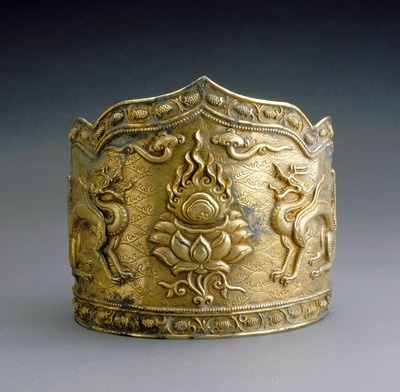
Couronne du dragon de la dynastie Liao

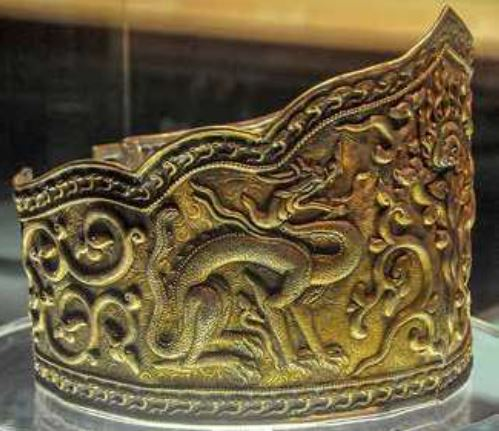
Couronne de la dynastie Liao - vue de côté

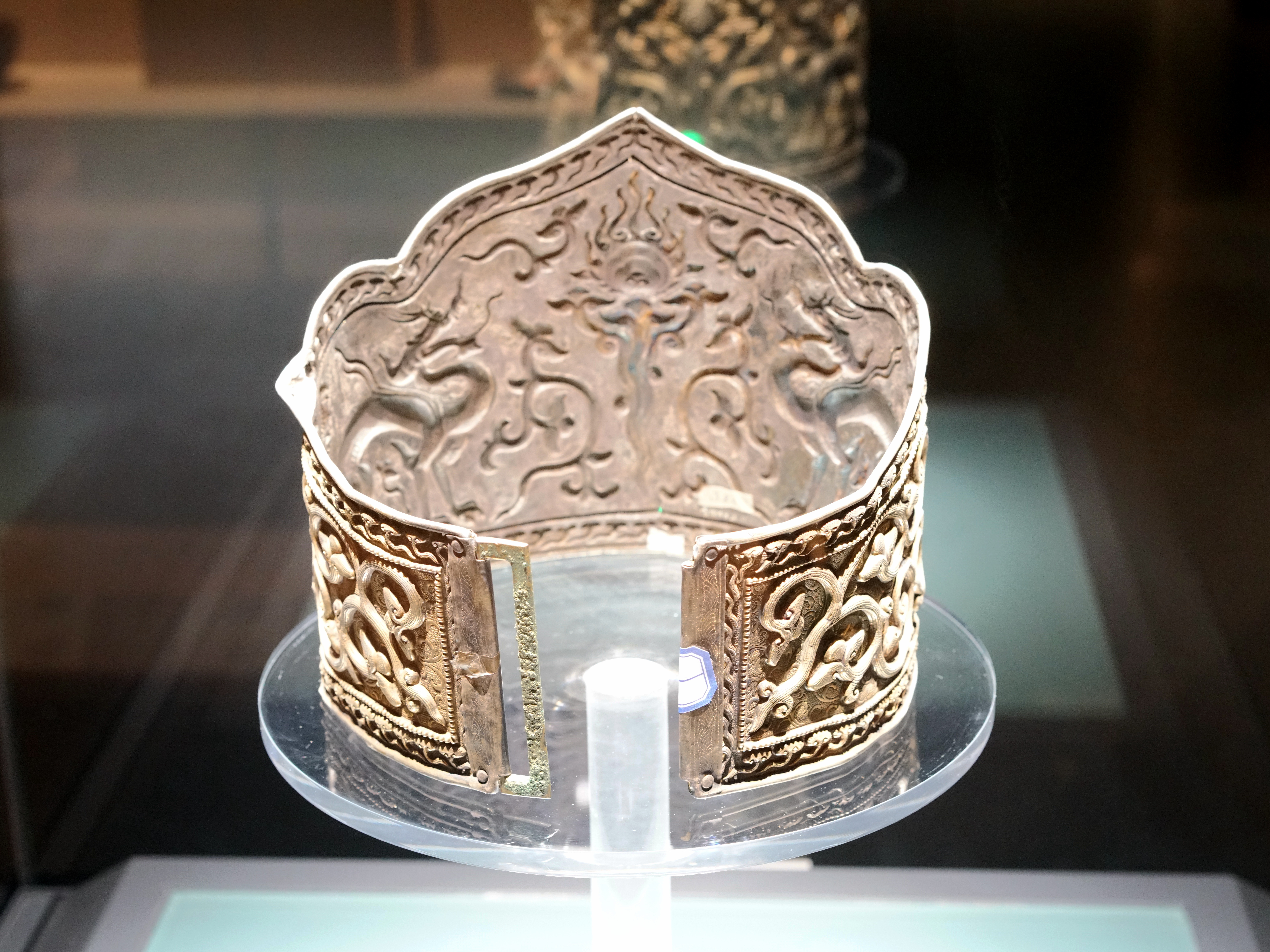
Couronne de la dynastie Liao - vue de derrière

Celui-ci devient empereur sous le nom de Liao Xingzong à seulement quinze ans et son règne est immédiatement menacé par des luttes intestines. Sa mère est une concubine de faible importance, Nuou Jin. Toutefois il a été élevé par la femme de l'empereur Shengzong, l'impératrice Ji Dian. Nuou Jin parvient rapidement à marginaliser Ji Dian et ses partisans. Pour y parvenir, elle monte un complot qui aboutit à son exil et à l'exécution de la plupart de ses soutiens durant plusieurs mois de purge. Nuou Jin envoie même des assassins pour tuer Ji Dian, mais cette dernière se suicide. Après la mort de sa rivale pour le pouvoir, Nuou Jin s'auto-déclare régente, fait de son anniversaire un jour férié, et commence à tenir la cour et à exercer les fonctions normalement dévolues à l'empereur. En 1034, alors que Xingzong devient de plus en plus mécontent du pouvoir confisqué par sa mère, Nuou Jin tente de le remplacer par un autre de ses fils, Zhong Yuan, qu'elle a élevé personnellement et qui est donc plus docile. Toutefois, ce dernier informe l'empereur des plans de leur mère et Xingzong la condamne immédiatement à l'exil dans le mausolée de leur père. Zhong Yuan, pour sa part, est récompensé pour avoir dénoncé les sombres desseins de sa mère. Il reçoit le titre de "jeune frère impérial" et occupe une succession de postes de haut rang : commandant en chef, commissaire du Nord aux affaires militaires et vice-roi de la capitale du Sud.
Mais la victoire de Xingzong n'est que partielle, car les proches de Noujin restent au pouvoir à la cour. En 1037, Xingzong tente de se réconcilier avec ces éléments en traitant Noujin avec grand respect et en lui rendant visite. Xingzong nomme son frère, Xiao Xiaomu, chancelier du Nord. En 1039, Noujin revient à la capitale et subit une cérémonie de renaissance pour rétablir symboliquement sa position. La dynastie Song commence alors à envoyer des émissaires distincts pour lui rendre hommage.
L'historien Frederick W. Mote explique l'importance de cette lutte intestine et sa relation avec le déclin de la dynastie. Selon lui, elle « montre que ce qui alimente le problème de succession dans le clan impérial est une source de faiblesse dans la direction de l'État. Cela a gaspillé des gens, dispersé les énergies et dévié l'attention des dirigeants de leurs tâches de gouvernement. »
Le règne de Xingzong voit la parution d'un code des lois en 1036, avec la promulgation du Xinding tiaozhi qui contient 547 articles et compile toutes les lois depuis le règne d'Abaoji. En 1046, tous les administrateurs locaux reçoivent l'ordre de rapporter toutes les affaires juridiques à la capitale suprême. Les lois sont à nouveau révisées en 1051. Mais la faction pro-Khitan dirigée par Zhong Yuan s'oppose à l'application universelle de la loi, préférant le système avec un code des lois pour les Khitans et un autre pour les non-Khitans. En 1043, une nouvelle loi interdit aux Chinois vivant dans les Établissements du Sud de posséder des arcs et des flèches. En 1044, à la suite d'une suggestion de Zhong Yuan, des inspecteurs de police khitans sont établis dans chacune des capitales pour protéger les intérêts khitans. En 1046, il est interdit aux Khitans de vendre des esclaves aux Chinois. Dans le même temps, les restrictions imposées aux Balhae se relâchent et ils sont autorisés à jouer au polo, un jeu qui est alors considéré comme étant un exercice militaire.
Sur le plan militaire, les Liao semblent être en déclin sous le règne de Xingzong. En effet, le grand nombre de guerres menées au cours des décennies précédentes a fait peser un lourd fardeau sur le peuple. À la fin des années 1030, Xingzong demande conseil à ses ministres pour faire face à la détresse croissante, à l'appauvrissement, au mécontentement interne et au banditisme dus aux demandes excessives de corvées et de service militaire. L'érudit confucéen Xiao Hanjianu préconise le retrait des trop grandes garnisons stationnées sur des frontières lointaines et l'arrêt des politiques expansionnistes qui incorporent à l'empire des territoires inutiles. Au lieu de cela, les garnisons devraient être concentrées dans des zones clés au sud et à l'est. En 1039, un recensement est effectué afin de fournir une base pour la levée des effectifs. L'armée manquant de chevaux, le sacrifice de chevaux et de bœufs lors des cérémonies est interdit en 1043. L'armée et ses dépendances sont organisées en registres en 1046 et ces registres sont à nouveau révisés en 1051. Le gouvernement s’inquiète également de la qualité de l'entraînement des troupes, en particulier des troupes chinoises spécialisées dans l'artillerie et les arbalètes, compétences qui renforcent la cavalerie des Khitans.
En 1042, les Khitans profitent de l'invasion des Song par Li Yuanhao pour demander des concessions territoriales aux Song. Les négociations aboutissent à l'abandon par les Liao de leurs revendications territoriales et à une augmentation du tribut annuel des Song à 200 000 tales d'argent et 300 000 rouleaux de soie. Lorsque Li Yuanhao demande en 1043 aux Khitans de se joindre à lui pour attaquer les Song, Xingzong refuse. En 1044, une partie des Tangoutes vivant en territoire Liao se rebellent et partent se réfugier chez les Xia occidentaux. Les Khitans accusent alors Yuanhao d'avoir fomenté la rébellion et envoient immédiatement une armée d'invasion commandée par Zhongyuan et XIao Hui, le commissaire du Nord aux affaires militaires. Les Liao remportent une première victoire mais ne parviennent pas à prendre la capitale Xia et sont brutalement malmenés par les défenseurs de Yuanhao. Selon des espions Song, les charrettes transportant des morts Liao se succèdent dans le désert. En 1048, l'empereur Xia meurt et le trône passe à un enfant. Les Khitans y voient l'occasion de se venger et envahissent à nouveau le pays en lançant une attaque sur trois fronts. L'armée qui est sous le commandement personnel de Xingzong rencontre peu de résistance, mais doit se replier a cause du manque d'eau et de pâturage pour ses chevaux. L'armée de Xiao Hui avance sur le fleuve Jaune avec une flottille de navires de guerre, mais tombe dans une embuscade et est vaincue. La troisième armée lance un raid sur un palais Tangoute dans les monts Helan, capturant au passage la jeune veuve de Yuanhao et quelques officiels de haut rang. Les Khitans lancent une nouvelle invasion l'année suivante, pillent les campagnes des Xia et acceptent la reddition d'un général Tangoute. Finalement, les Xia occidentaux acceptent de verser un tribut aux Liao et les relations pacifiques entre les deux pays sont rétablies en 1053.
En 1044, Datong devient officiellement la "Capitale de l'Ouest" (Xijing), complétant ainsi les cinq capitales des régions.
Xingzong tombe malade et meurt le 28 août 1055, à l'âge de 39 ans.

### Daozong (1055–1101)

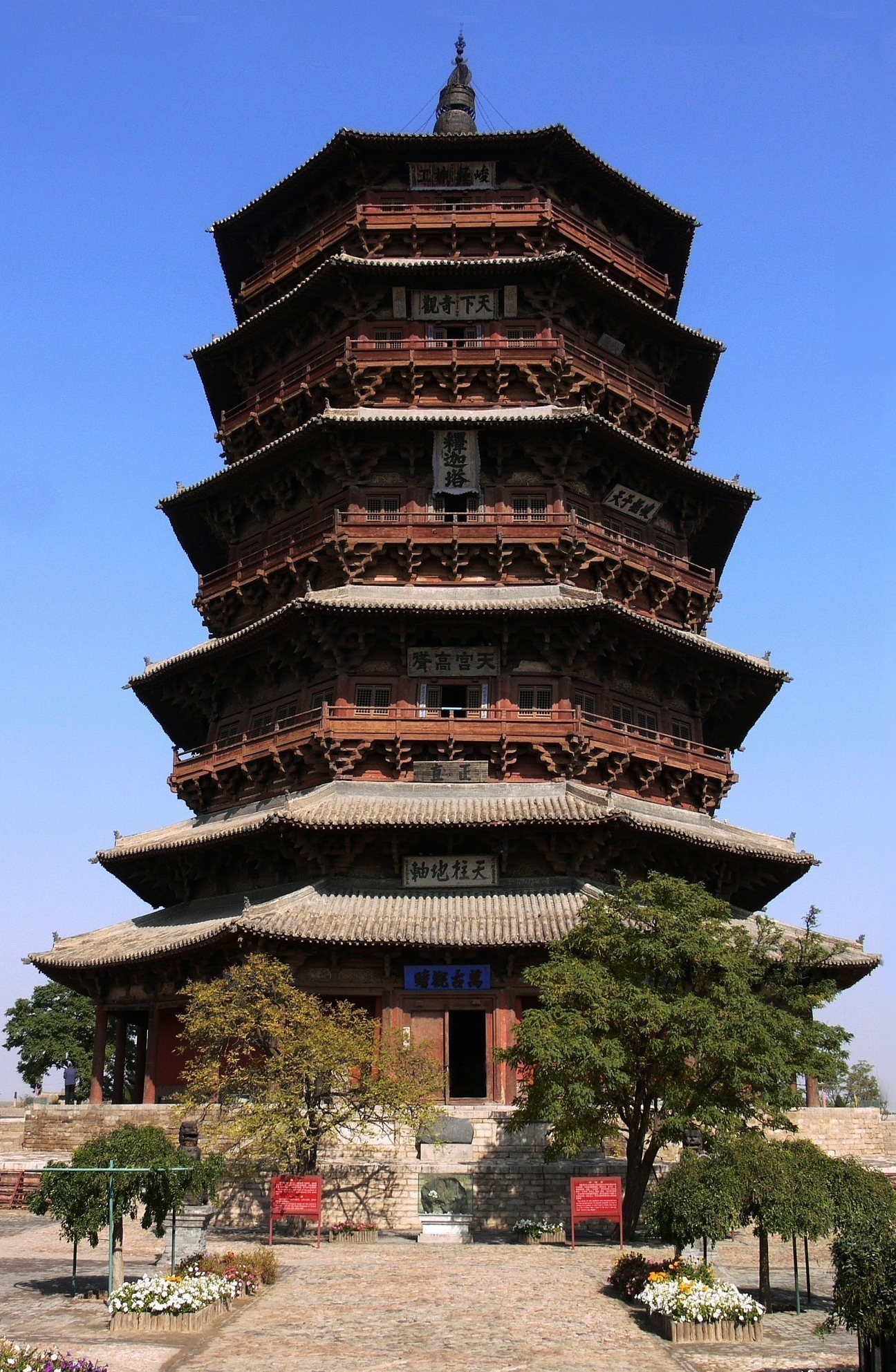
La pagode du temple Fogong a été construite par l'empereur Daozong en 1056 sur le site de la maison familiale de sa grand-mère.

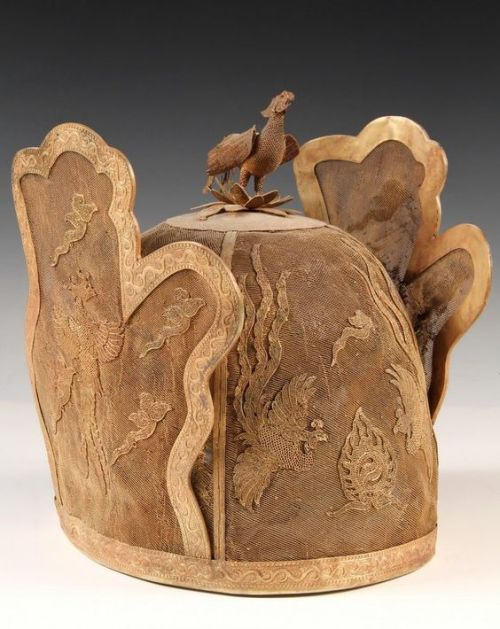
Couronne phénix en fil d'or de la dynastie Liao

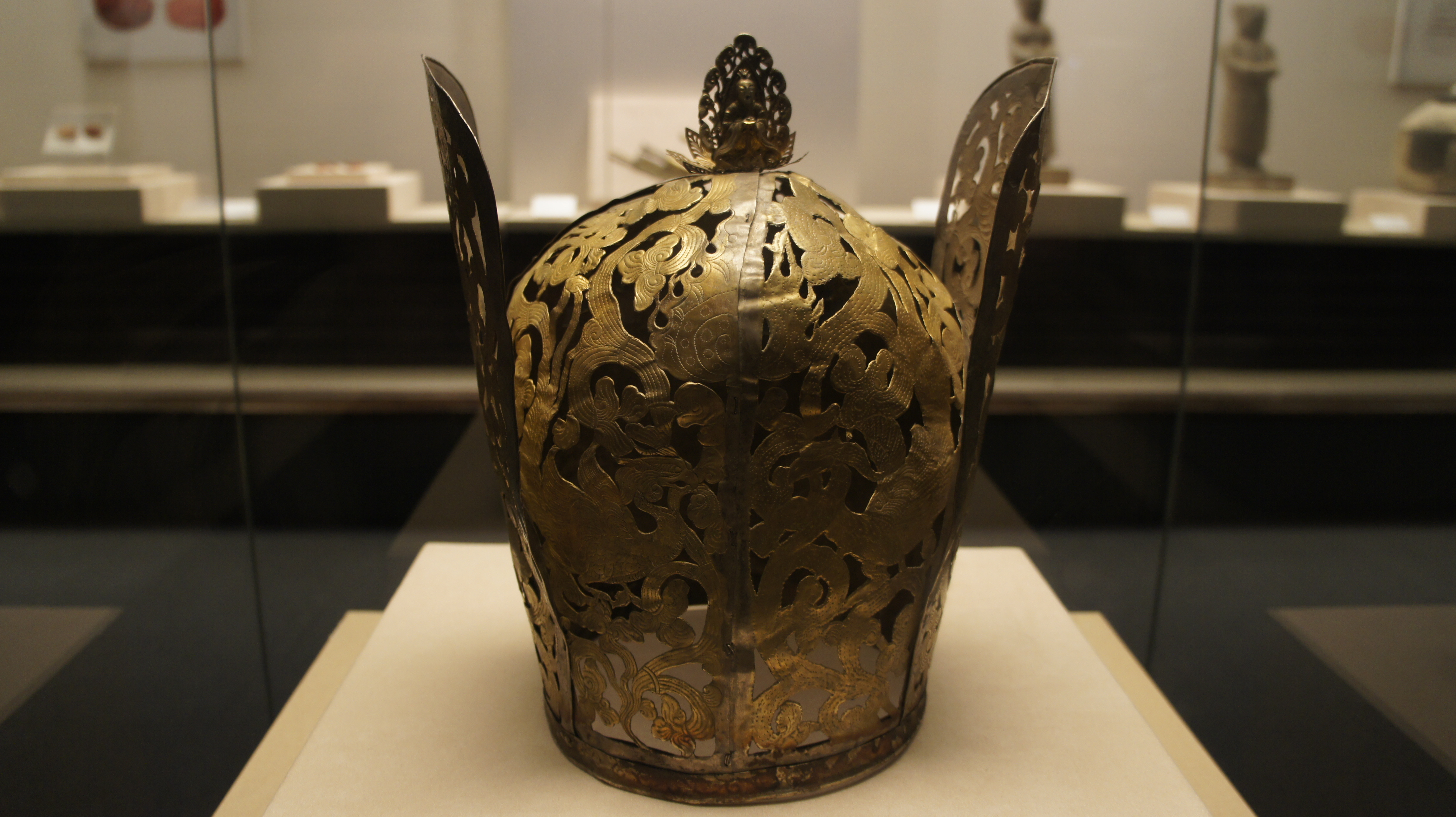
Couronne en argent doré, excavée en 1986 de la tombe de la princesse de Chen et de son mari a Tongliao, Mongolie-Intérieure.

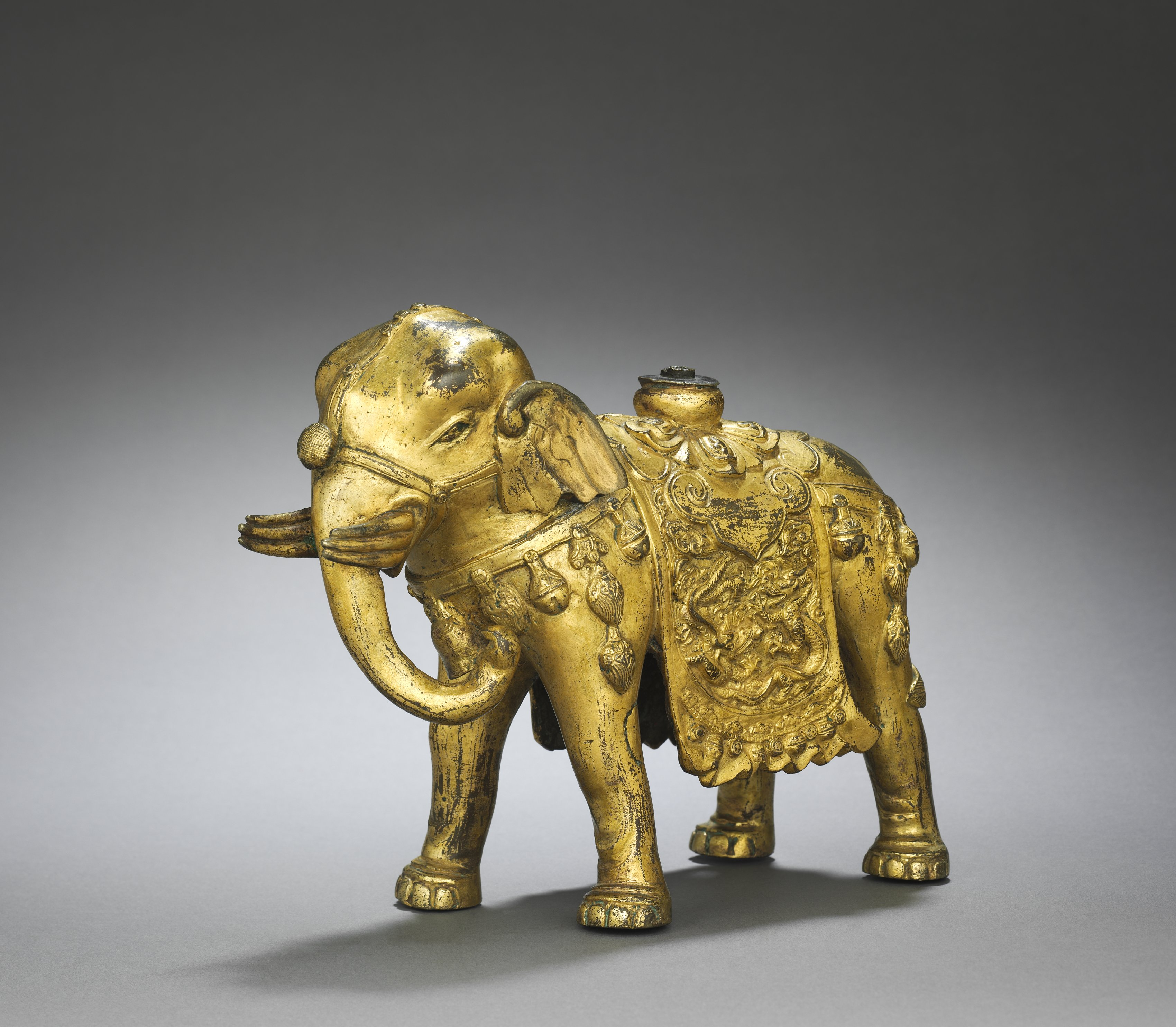
Statue en bronze doré de l'éléphant à six défenses tenant le trône de Puxian (Samantabhadra), le bodhisattva de la vertu universelle, vers l'an 1000, dynastie Liao.

Après la mort de Xingzong en 1055, c'est son fils aîné, Yelü Hongji qui monte sur le trône et devient l'empereur Liao Daozong. Daozong a déjà acquis une expérience de gouvernement du vivant de son père, et contrairement à ce dernier, il n'est pas au centre d'une crise de succession. Alors que Ji Dian et Zhong Yuan sont toujours en vie et que leur influence pourrait interférer le processus de succession, aucun des deux ne bouge.
Le règne de Daozong commence par un renforcement de la sinisation du gouvernement et de l'administration. En 1055, tous les officiels, et pas seulement l'empereur et les membres de l’Établissement du Sud, sont tenus de porter la tenue de cour chinoise lors des grandes cérémonies. Daozong lui-même est très porté sur l'apprentissage, la poésie, le confucianisme et le bouddhisme chinois. Il accorde une plus grande importance à l'éducation chinoise et aux examens impériaux pour la sélection des fonctionnaires. Le nombre de jinshi réussissant chaque examen passe de 50-60 sous le règne de Xingzong à plus de 100 sous Daozong. En 1059, des écoles sont créées dans les préfectures et les Xian, ainsi que des établissements d'enseignement supérieur dans les cinq capitales. En 1060, un deuxième Guozijian est mis en place dans la capitale centrale en plus de celui de la capitale suprême. En 1070, un examen spécial de palais appelé "Examen pour les dignes et les bons" (Xianliang ge) est créé, exigeant des candidats qu'ils soumettent un texte de 100 000 caractères. En 1072, Daozong rédige personnellement les questions de l'examen du palais.
Mais même si son règne commence sous de bons auspices, il est toutefois en proie à des luttes intestines entre factions au sein de son gouvernement, aggravées par la faiblesse des propres généraux de l'empereur.
Dans les premières années, la cour est dominée par deux hommes, Xiao Ge et Xiao A La. Xiao A La est le fils de Xiao Xiaomu et fait partie de la famille élargie de Xiao Noujin. Il est un ami proche de Xingzong et a servi comme conseiller d'État et vice-roi de la capitale orientale. Il est également marié à une princesse impériale. Lors de l'accession de Daozong, A La est nommé commissaire du Nord pour les affaires militaires, ce qui fait de lui, aux côtés de Xiao Ge, l'un des hommes les plus puissants de la cour. Mais les deux hommes se brouillent et Ala demande à prendre sa retraite. Au lieu de cela, il est envoyé comme vice-roi de la capitale orientale en 1059. En 1061, il revient à la cour et émet de sévères critiques envers le gouvernement. Ge le dénonce à l'empereur, et malgré les supplications de l'impératrice douairière Renyi, Daozong ordonne qu'A La soit mis à mort par strangulation. En ordonnant cette exécution, Daozong commet la première grosse erreur de son règne. L'auteur de l'Histoire des Liao spécule que si Xiao A La n'avait pas été exécuté deux incidents majeurs du règne de Daozong, la rébellion de 1063 et la tentative de coup d'état de de Yelü Yixin, auraient pu être évités.
La cour est alors entre les mains de Xiao Ge, qui prend sa retraite l'année suivante, de Yelü Renxian et de Yelü Yixin. Yixin a grandi dans la pauvreté mais s'est élevé pour devenir un préposé au palais sous Xingzong et, à la fin de son règne, un commandant de la garde. Pendant le règne de Daozong, Yixin est nommé chancelier du sud, puis transféré à la chancellerie du nord en 1059. Quant à Renxian, il se fait remarquer en 1042, lors des négociations avec la dynastie Song. En 1060, Zhongyuan tente de faire renvoyer Renxian, qui s'oppose à sa faction, de la chancellerie du sud, mais Yixin intercède en sa faveur en allant directement voir Daozong.
En 1059, les juges reçoivent l'ordre de soumettre tous les cas de condamnation à mort au préfet ou au magistrat local pour examen. Si quelqu'un prétend que la sentence est injuste, sa demande de révision du jugement doit être transmise au gouvernement central pour décision. C'est peut-être ce changement qui est la source de la rébellion des éléments pro-Khitan dirigé par Zhongyuan, qui éclate en 1063. En 1061, le fils de Zhongyuan, Nielugu, est nommé commissaire du sud pour les affaires militaires et devient la figure de proue des nobles dissidents; une faction dirigée par Xiao Hudu, le commissaire aux affaires militaires du Nord. En 1063, les dissidents tendent une embuscade à Daozong lors d'une partie de chasse. L'empereur est blessé lorsque son cheval est abattu par des arbalétriers, mais il est sauvé par ses serviteurs tandis que sa mère, l'impératrice douairière Renyi (Xiao Tali), dirige les gardes pour repousser les assaillants. La bataille dure jusqu'à l'aube. Nielugu est tué par une flèche perdue, Hudu s'enfuit et se noie, et Zhongyuan s'enfuit également et finit par se suicider. Yelü Ming, vice-roi de la capitale du Sud et co-organisateur de la rébellion, n'abandonne pas le combat lorsqu'il apprend la disparition de Zhongyuan. Il conduit une troupes de soldats Kumo Xi dans la capitale et les arme pour se préparer au combat. Mais son vice-gouverneur découvre la manœuvre et mobilise la garnison chinoise pour leur résister. Lorsque les ordres de l'empereur arrivent à la capitale, Ming est exécuté. Tous les conspirateurs et leurs familles, dont Xiao Ge, sont également exécutés, ce qui entraîne de profonds changements dans le gouvernement de l'empire Liao.
Après la rébellion, Yelü Yixin et son allié Yelü Renxian contrôlent conjointement la Commission du Nord pour les affaires militaires pendant un certain temps. En 1065, Renxian devient commandant en chef. Pendant les 15 années suivantes, Yixin exerce une influence prépondérante à la cour et agit de manière opportuniste pour servir ses propres intérêts, en sélectionnant des hommes corrompus et sans valeur, en acceptant des pots-de-vin et en permettant aux militaires de faire tout ce qu'ils veulent. Renxian tente de le contenir mais finit par partir pour prendre le poste de vice-roi de la capitale du Sud. Daozong reste à l'écart de la politique, n'exerçant absolument pas son rôle de chef d'État, et choisit plutôt de poursuivre ses propres intérêts scientifiques. En 1064, il ordonne une recherche de livres manquants dans la collection impériale. En 1074, le gouvernement distribue des copies du Shiji et du Livre des Han. La même année, un bureau chargé de compiler l'histoire nationale est créé, qui édite en 1085 des «Véritables documents (en)» pour les sept premiers règnes. Daozong rassemble autour de lui d'éminents érudits pour qu'ils se penchent sur divers textes canoniques et accorde un grand soutien aux moines bouddhistes. En 1090, un émissaire Song commente la façon dont l'empereur soutient généreusement le clergé bouddhiste et son influence omniprésente sur la société. Durant les dernières années de son règne, Daozong abandonne pratiquement ses fonctions administratives. L'empereur est si ambivalent à l'égard de l'administration, qu'il sélectionne les fonctionnaires en demandant aux candidats de lancer des dés. C'est avec cette méthode qu'il choisit l'historien qui va compiler les archives de son règne.
La résistance des Khitan à l'influence chinoise n'a pas disparu après la rébellion. En 1064, la publication privée de livres est interdite, une mesure qui n'aurait touché que l'élite urbaine chinoise. En 1067, Daozong subit une cérémonie traditionnelle de renaissance, alors qu'il s'est encore plongé dans ses études, afin de rétablir sa légitimité en tant que chef des Khitans. En 1070, les Chinois se voient interdire la chasse, qui est considérée comme un exercice militaire. Daozong reconnaît que les coutumes khitanes et chinoises sont différentes, il ordonne donc à Yixin et Renxian de réviser les lois universelles pour en tenir compte. Les nouvelles lois comptent plus de 1 000 articles, sont deux fois plus volumineuses que le Xinding tiaozhi de 1036 et font l'objet de nouveaux amendements entre 1075 et 1085. Finalement, elles sont si éloignées de la pratique réelle qu'elles sont inapplicables. Prenant acte de l'échec de cette réforme, Daozong abandonne les nouvelles lois en 1089 et rétabli le Xinding tiaozhi. Il est clair que si Daozong a une prédilection pour la culture chinoise, il reconnait également qu'il y a des limites à ce qu'il peut faire pour faire avancer les mesures pro-chinoises tout en gouvernant les élites khitan. Ainsi, en 1074, le fonctionnaire érudit Yelü Shuzhen suggère d'adopter des noms de famille de style chinois pour toutes les tribus khitan, ce que Daozong a rejeté, déclarant que "l'ancien ordre ne devrait pas être changé soudainement".

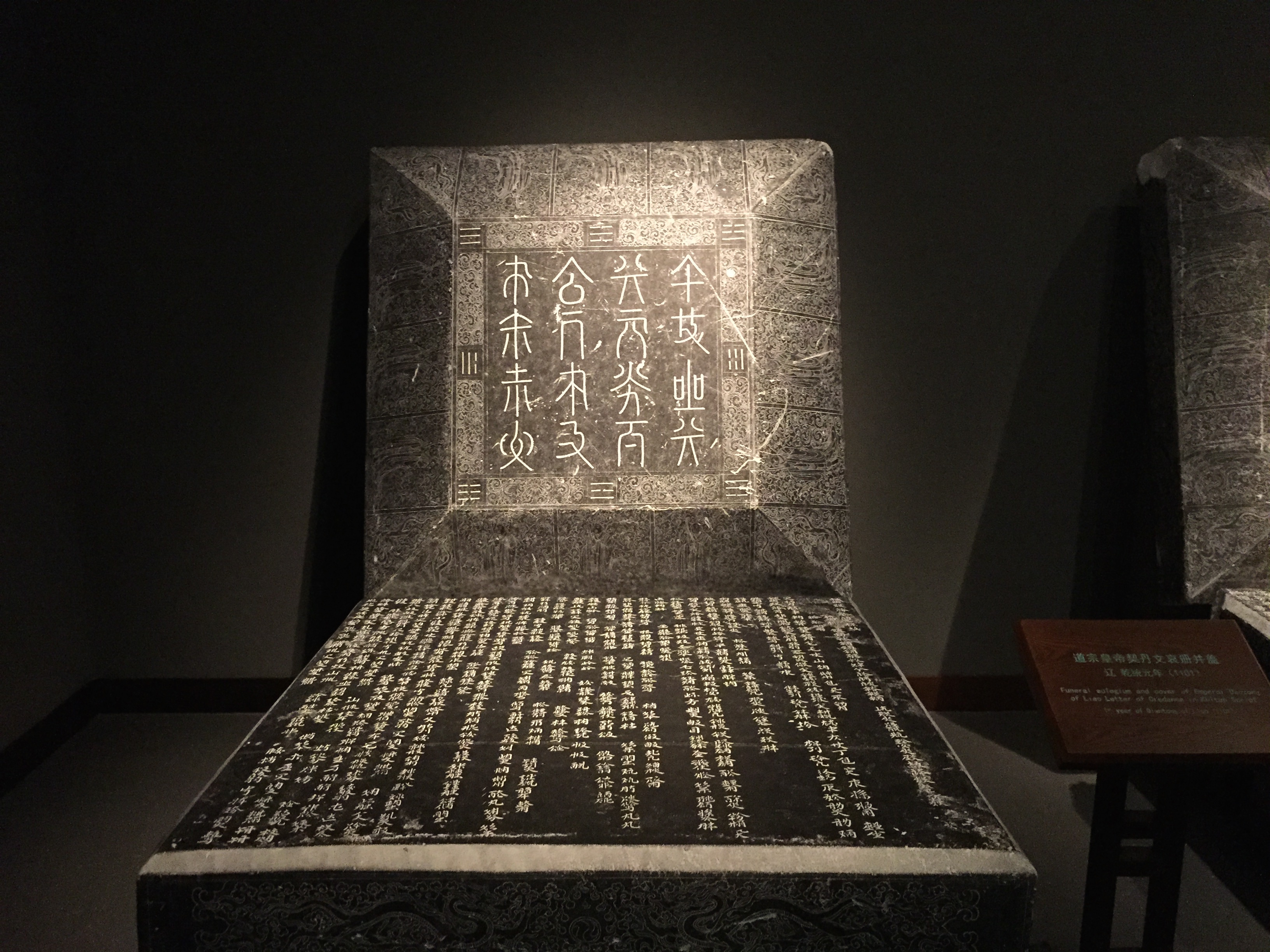
Épitaphe de Xiao Guanyin, l'épouse de l'empereur Liao Daozong, en

Yelü Renxian, le seul homme dont l'influence rivalise avec celle de Yelü Yixin, meurt en 1072. En 1075, Yelü Yixin commence à considérer que le fils et héritier présomptif de Daozong, le prince Jun, qui est à la fois bien éduqué et compétent en tant que cavalier et archer, est la seule menace qui pèse sur l'influence qu'il a sur l'empereur et sa volonté d'accéder au pouvoir. Il met donc en place un plan pour l'éliminer. Dans un premier temps, il supprime Xiao Guanyin, la mère du prince et femme de l'empereur, en accusant cette dernière d'avoir une relation avec un musicien du palais nommé Zhao Weiyi. Pour étayer leurs fausses accusations, Yixin et son allié, l'érudit chinois Zhang Xiaojie, fabriquent des preuves laissant croire que l'impératrice a écrit des poèmes érotiques à Zhao. Tombant dans le piège de Yelü Yixin, Daozong ordonne à son épouse de se suicider. Son corps est rendu à sa famille enveloppé dans une simple natte. Yelü Jun jure de venger la mort de sa mère et peu après son suicide, Yixin survit à une tentative d'assassinat. Xiao Guanyin est remplacée par la sœur d'un des hommes de main de Yixin, Xiao Xiamo, dont l'autre sœur est mariée au fils de Yixin. Après la mort de l'impératrice douairière Renyi en 1076, la nouvelle impératrice, Xiao Tansi, est installée. Yelü Yixin monte alors un nouveau complot pour inciter ses propres ennemis à monter un coup d'état afin de mettre le prince Jun sur le trône à la place de Daozong. Alors que l'empereur n'est tout d'abord pas convaincu, Yelü Yixin arrive finalement à le convaincre d'exiler son fils en fabriquant une fausse confession. Le prince Jun est immédiatement rétrogradé au rang de roturier et exilé, tandis qu'Yelü Yixin envoie des assassins l'éliminer afin d'éviter un éventuel retour de ce dernier et pour ne pas être découvert. Il réussit à persuader le vice-roi de la capitale suprême de déclarer que la mort de Jun est due à une maladie. La femme de Jun est également tuée lorsqu'elle est convoquée a la Cour par Daozong, qui en vint presque immédiatement à regretter ses actions.
La nouvelle impératrice restant stérile, Daozong décide de désigner le fils de Jun, Yelü Yanxi, comme héritier. En 1079, alors que l'empereur est sur le point de partir pour son voyage de chasse d'hiver, Yelü Yixin tente de le persuader de laisser son petit-fils derrière lui. Plusieurs courtisans hostiles à l'empereur protestent immédiatement et réussissent à convaincre Daozong d'emmener son petit-fils avec lui. À la suite de cet incident, l'empereur finit par comprendre la situation et la véritable nature des intentions de Yixin. En 1080, Yixin est rétrogradé et envoyé à Xingzhong. Un an plus tard, il est reconnu coupable de commerce de marchandises interdites avec un État étranger et condamné à mort. Zhang Xiaojie et la nouvelle impératrice sont tous deux exilés de la capitale, bien que Zhang soit autorisé à y retourner et meurt paisiblement à la fin des années 1080. Dès lors, Yanxi est soigneusement préparé pour monter sur le trône. En 1086, Daozong lui montre les armures et les armes d'Abaoji et de l'empereur Liao Taizong, tout en lui décrivant les difficultés des campagnes sur lesquelles la dynastie a été fondée. Quelques semaines plus tard, Yanxi subit une cérémonie de renaissance. En 1088, il est affecté à sa première fonction. Un an plus tard, il se marie et des fils naissent en 1089 et 1093.
Sur le plan économique, la dynastie Liao souffre d'un grand nombre de catastrophes naturelles pendant le règne de Daozong. À partir de 1065, il ne se passe pas une année sans qu'une région soit frappée par une catastrophe naturelle. Au début, ce sont surtout les régions agricoles du sud qui sont touchées, mais dans les années 1080 et 1090, les zones steppique semblent également connaître d'immenses souffrances, entraînant des déplacements de familles entières et la multiplication des vagabonds. Le gouvernement perd constamment des recettes fiscales à cause des versements d'aides et de l'octroi d'exonérations fiscales pour aider les zones dévastées. En 1074, la région de la capitale orientale est frappée par de graves inondations, à la suite desquelles la Cour donne l'ordre de construire des ouvrages hydraulique afin de prévenir de futures inondations. Une partie des officiels s'oppose à cet ordre, au motif que les prélèvements de main-d'œuvre nécessaires entraîneraient des difficultés et des troubles encore plus importants. Au cours de l'hiver 1082-1083, des chutes de neige exceptionnellement abondantes tuent jusqu'à 60-70 % du bétail et des chevaux.
Sur le plan militaire, il y a peu de conflits entre les Liao et leurs États vassaux durant le règne de Daozong. En 1074, il y a une crise au sujet de l'emplacement exact de la frontière avec les Song, mais elle est résolue par la voie diplomatique en 1076. En 1078, le roi de Goryeo demande à pouvoir annexer un territoire situé à l'est de la rivière Yalu, ce qui lui est refusé, sans que cela ne pose aucun problème ni génère une rupture des relations entre les deux états. La situation à la frontière nord-ouest est moins stable et il faut attendre la fin du règne de Daozong pour voir la soumission d'un groupe mongol, probablement des Tatars, connu sous le nom de Zubu, aux Liao. Il faut noter que certaines de ces royaumes vivent en territoire Liao mais ont longtemps résisté à la domination khitane avant d'être annexées. Des conflits avec les Zubu éclatent en 997-1000, 1007, 1012-23 et 1027. En 1063, 1064 et 1070, le commerce des métaux avec les Xia occidentaux, les tribus Zubu et les Ouïghours est interdit. En 1069, une nouvelle rébellion des Zubu est mise au pas par Yelü Renxian. En 1086, le chef des Zubu se rend à la cour et Daozong ordonne à son petit-fils, Yelü Yanxi, d'être amical envers lui car il est un allié précieux. Cependant, en 1089, Mogusi devient le nouveau chef des Zubu; et lorsqu'en 1092, les Khitans attaquent plusieurs tribus du nord-ouest voisines des Zubu, ces derniers s'impliquent dans le conflit. En 1093, Mogusi mène une série de raids qui le ménent au cœur du territoire Liao et font fuir de nombreux troupeaux de chevaux de l'État. D'autres tribus, telles que les Dilie (Tiriet), qui s'étaient déjà soulevées en 1073, rejoignent Mogusi. Il faut attendre 1100 pour que le commissaire du Nord aux affaires militaires, Yelü Wotela, capture et tue Mogusi. Sa mort ne met pas fin à la guerre avec les royaumes du nord-ouest et il faut encore deux ans pour battre les dernières forces zubues. La guerre contre les Zubus constitue la dernière campagne militaire victorieuse menée par la dynastie Liao.
Daozong meurt le 12 février 1101 à l'âge de 68 ans. Conformément à ses volontés, c'est son petit-fils, Yelü Yanxi, qui lui succède.

### Tianzuo (1101–1125)

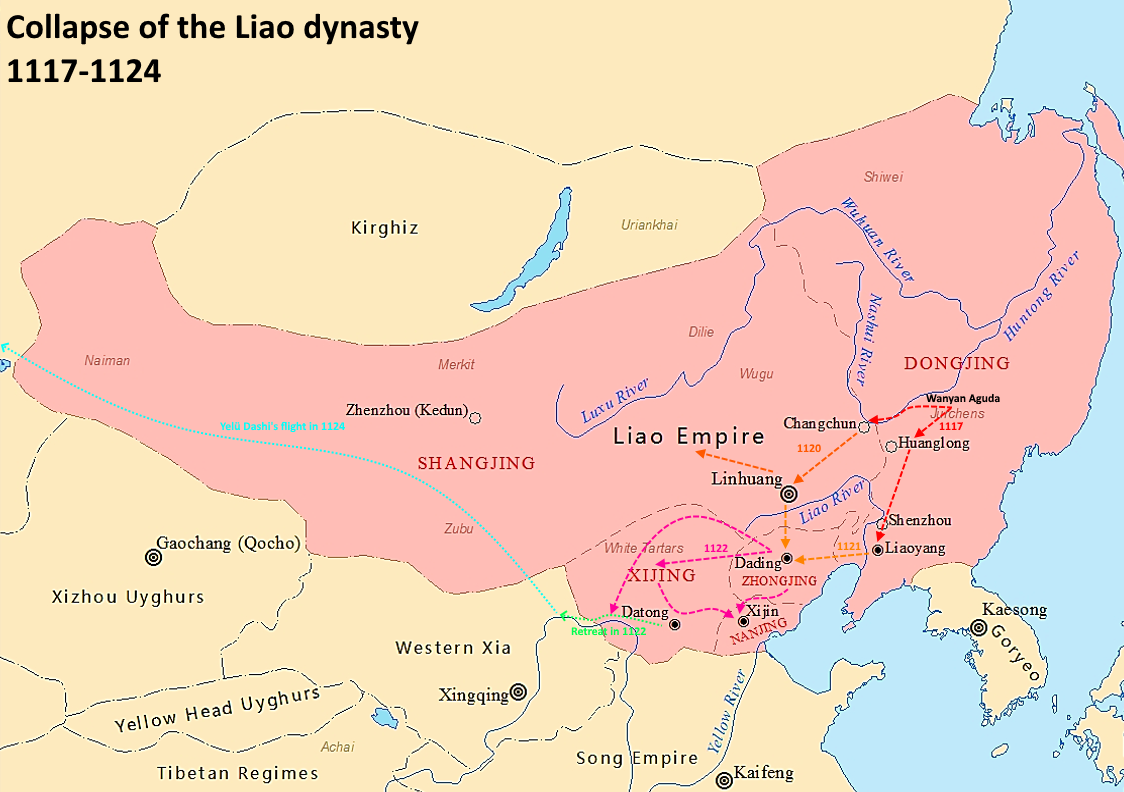
Chute de la dynastie Liao (1117–1124)

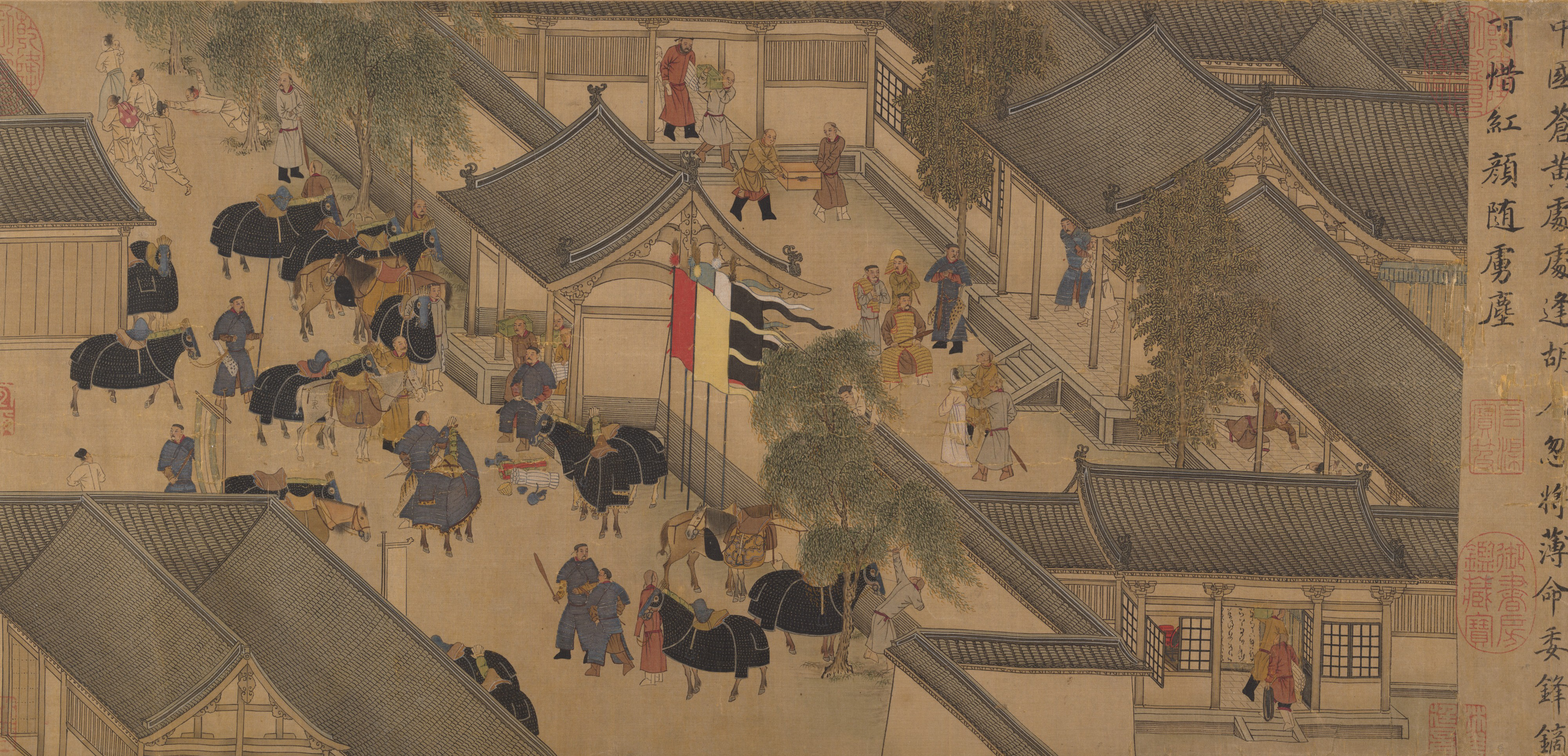
Représentation de la cavalerie Xiongnu dans les "Dix-huit chants d'une flûte nomade", œuvre commandée par l'empereur Song Gaozong. Bien que le sujet de l'œuvre soit les Xiongnu, la coiffure représentée est distinctement Khitane, et est probablement basée sur les peuples des steppes du nord contemporains des Song.

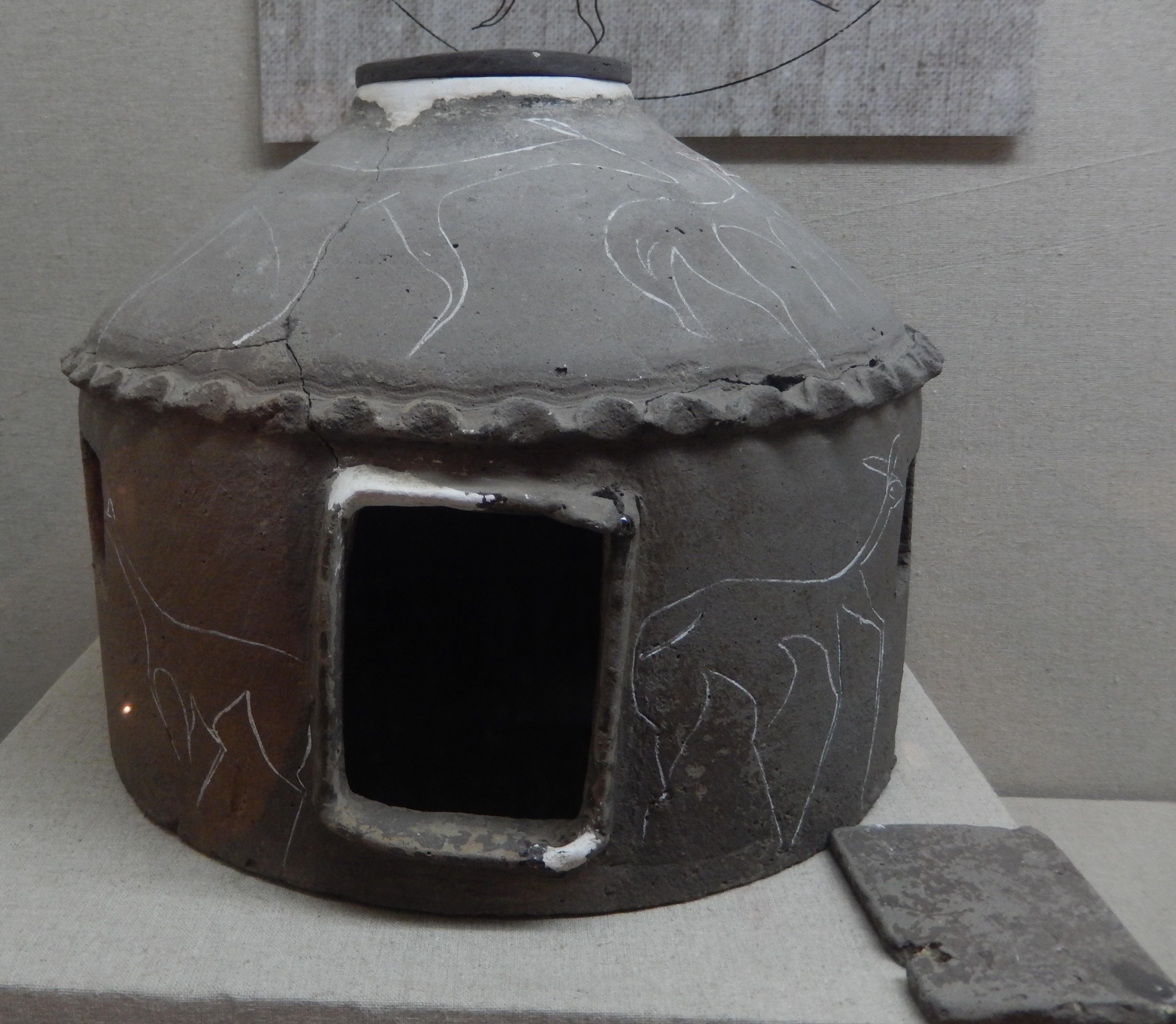
Maquette représentant une tente Khitane découverte dans la tombe de Hadatu en 1973

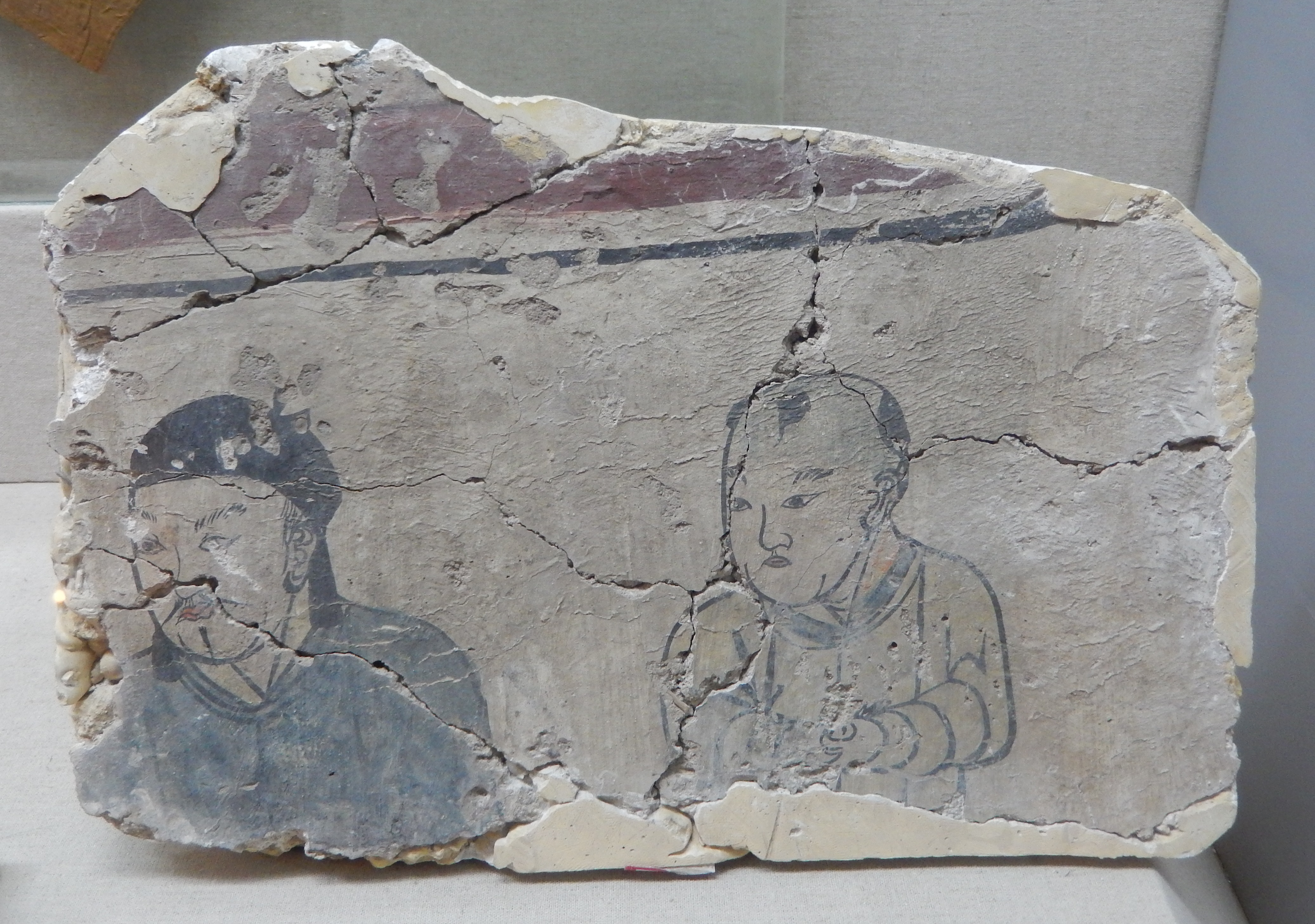
Fragment d'une fresque funéraire montrant un garçon khitan.

L'accession au pouvoir de Yelü Yanxi, devenu empereur Liao Tianzuo, se déroule sans incident. Son premier acte une fois devenu empereur est de profaner la tombe de Yelü Yixin et de tous ceux qui ont provoqué la mort de sa grand-mère et de ses parents. Les cadavres de Yixin et de ses alliés sont mutilés. Le défunt empereur Liao Daozong est enterré avec l'impératrice qu'il a obligé à se suicider et Jun, le père de Tianzuo, reçoit un nom de temple posthume comme s'il avait régné en tant qu'empereur.
Les catastrophes naturelles continuent de frapper la dynastie Liao par intermittence. En 1105, Tianzuo sort déguisé pour voir la souffrance du peuple, mais rien d'autre dans les archives n'indique ce qu'il a pu prescrire comme politique après cette sortie. La même année, les familles de marchands se voient interdire de passer l'examen de jinshi, ce qui suggère une sinisation continue du mode de gouvernance des Liao. Entre 1103 et 1105, les Xia occidentaux demandent à plusieurs reprises aux Khitans d'attaquer la dynastie Song, mais la cour Liao refuse. Les Liao cimentent leurs relations avec les Tangoutes par une alliance matrimoniale et envoient un émissaire demandant aux Song de cesser leurs attaques contre les Xia occidentaux. Les relations diplomatiques avec les États sédentaires voisins restent cordiales et même les Zubu envoient des ambassades pour renouveler leur allégeance aux Liao en 1106, 1110 et 1112.
Bien qu'étant en paix sur toutes ses frontières, la dynastie Liao tombe aux mains des Jürchens en 1125. Les Jürchens sont un peuple toungouse qui s'étendait vers le nord depuis la frontière de Goryeo. Ils sont en contact avec les Khitans depuis l'arrivée au pouvoir d'Abaoji. Malgré leur statut marginal, ils sont assez puissant sur le plan militaire pour causer périodiquement des problèmes aux Khitans et que les Song les considèrent comme un allié potentiel contre les Liao. Les Liao classent les Jürchens en trois groupes : Les Jürchens "civilisés" (shu nüzhi) qui descendent des populations capturées par les Liao au Xe siècle et sont assimilées à la société khitane, les Jürchens "obéissants" (shun nüzhi) vassaux des Liao et ayant des contacts réguliers avec la cour, et les Jürchens "sauvages" (sheng nüzhi) qui habitent la basse vallée de la rivière Songhua et les montagnes orientales de l'actuelle province du Heilongjiang. Les Jürchens sauvages sont nominalement subordonnés aux Liao mais sont, de fait, totalement indépendants. Au cours du XIe siècle, l'un des clans des Jürchens sauvages, les Wanyan, établi sa domination sur ses voisins et créé un semblant d'unité au sein des Jürchens. La cour Liao reconnait la puissance de ce clan et confére à ses chefs le titre de gouverneur militaire.
À mesure que le clan Wanyan consolide son contrôle sur les Jürchens, les relations avec les Liao deviennent de plus en plus tendues. Les Jürchens n'apprécient pas le comportement des fonctionnaires Liao à Ningjiang, le principal poste de commerce frontalier, qui les trompent constamment. Les Liao leur imposent également l'obligation de fournir à l'empereur Liao des faucons gerfauts appelés haidongqing, qui ne se reproduisent que dans les régions côtières et exigent des Jürchens qu'ils se battent à travers le territoire de leurs voisins, les "Cinq Nations", pour accéder à la côte et récupérer ces faucons. Les envoyés des Liao ont également l'habitude de battre les anciens des villages Jürchens et d'abuser de leurs femmes. L'une des principales causes de la rébellion des Jürchens est la coutume voulant que les envoyés Khitans de violer les femmes et les filles mariées des Jurchens, ce qui provoque le ressentiment de ces derniers.
Sur ce point précis, il faut préciser les choses. La coutume Khitane d'avoir des relations sexuelles avec des filles non mariées n'est pas en soi un problème, puisque la pratique de la prostitution pour les invités - c'est-à-dire donner des compagnes, de la nourriture et un abri aux invités - est courante chez les Jürchens. Les filles non mariées des familles des classes inférieures et moyennes des villages Jürchens sont envoyées aux messagers khitan afin que ces derniers aient des relations sexuelles avec elles, comme le rapporte Hong Hao. Et cela n'a rien d'exclusif aux relations avec les Liao, car les envoyés des Song auprès des Jin sont également divertis par des chanteuses à Guide, dans le Henan. Rien ne prouve que la prostitution des filles célibataires des Jürchens avec des hommes khitans ait été mal acceptée par les Jürchens. En fait, ce n'est que lorsque les Khitans ont forcé les familles aristocratiques Jürchens à donner leurs belles épouses comme prostituées pour invitées à des messagers khitans, que les Jürchens ont éprouvé du ressentiment. Cela suggère que dans les classes supérieures de la société Jürchen, seul un mari avait le droit d'avoir des relations sexuelles avec sa femme mariée, tandis que parmi les Jürchens des classes inférieures, la virginité des filles non mariées et les relations sexuelles avec des hommes khitans n'entravaient pas leur capacité à se marier plus tard.

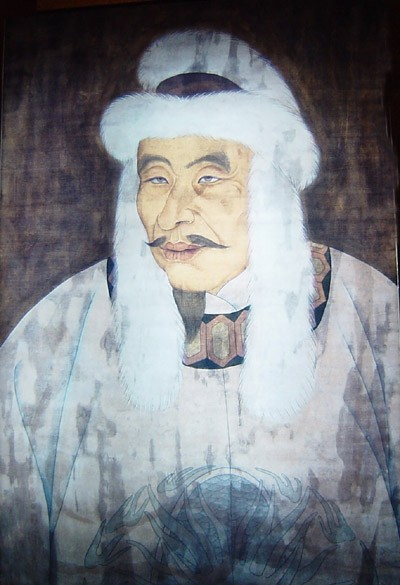
Aguda, fondateur de la dynastie Jin

Le problème Jürchen refait surface à la fin de l'année 1112, lorsque Tianzuo s'embarque pour une expédition de pêche sur la rivière Huntong (l'actuelle rivière Songhua), où les Jürchens sont censées rendre hommage à l'empereur. En guise de geste symbolique d'obéissance, les chefs Jürchens sont censés se lever à tour de rôle et danser dans le camp de l'empereur; mais l'un d'entre eux, Aguda du clan Wanyan, refuse. Même après y avoir été invité trois fois, Aguda refuse toujours de danser. Tianzuo veut qu'il soit exécuté pour son acte de défi, mais l'influent chancelier, Xiao Fengxian, l'en dissuade et minimise le mal que pourrait faire Aguda. Cette erreur va s'avérer fatale, car Aguda est élu khan des Jürchens l'année suivante. Il commence immédiatement à harceler les Liao pour obtenir le retour d'Ashu, un chef Jürchen qui s'opposait à l'hégémonie du clan Wanyan et qui c'est réfugié en territoire Liao. Lorsque ses demandes sont refusées, il commence à construire des fortifications à la frontière entre les Jürchens et les Liao. À la fin de l'automne 1114, Aguda attaque Ningjiang. Sous-estimant la menace Jürchen, Tianzuo n'envoie que quelques détachements balhae de la capitale orientale, qui sont balayés par les troupes d'Aguda. Une autre armée composée de troupes Khitan et Kumo Xi dirigée par Xiao Sixian, le frère de Xiao Fengxian, est également vaincue sur les rives de la Songhua. Malgré son incompétence, Sixian échappe à toute punition, ce qui démoralise les généraux khitans. À la fin de l'année, plusieurs préfectures frontalières sont déjà tombées entre les mains des Jürchens et ils sont également rejoints par certaines tribus voisines.
En 1115, Tianzuo envoie des émissaires pour négocier avec les Jürchens. Mais à cette date Aguda s'est déjà déclaré empereur de la dynastie Jin et il rejette les lettres des Liao car elles ne s'adressent pas à lui en utilisant son nouveau titre. Aguda continue d'exiger le retour d'Ashu et le retrait des troupes Liao de Huanglong, le principal centre administratif de la région. Huanglong tombe aux mains des Jin à la fin de l'automne. Tianzuo réagit en rassemblant une grande armée à l'ouest de la Songhua et traverse le fleuve au cours de l'hiver 1115. Son invasion est compromise par un complot visant à le détrôner et à installer sur le trône son oncle, le prince Chun. Les conspirateurs menés par Yelü Zhangnu désertent l'armée et envoient des messagers informant Chun de leur plan. Chun refuse de prendre part au coup d'État et décapite les messagers de Zhangnu. Les rebelles parcourent ensuite le pays en semant la pagaille, jusqu'à ce qu'ils soient vaincus par un petit groupe de Jürchens resté loyaux aux Liao. De plus, Zhangnu est surpris en train d'essayer de s'échapper vers les Jin déguisé en messager et est exécuté en étant coupé en deux au niveau de la taille. Plus de 200 nobles impliqués dans la tentative de coup d'état sont exécutés et leurs familles condamnées à l'esclavage. Au début de l'année 1116, une autre rébellion se produit dans la capitale orientale lorsqu'un officier balhae nommé Gao Yongchang se déclare empereur de la dynastie Yuan et demande l'aide des Jin. Les troupes Jin envoyée porter secours aux Yuan repoussent facilement les troupes Liao mais se retournent ensuite contre les rebelles Balhae et tuent Gao Yongchang. Avec la destruction de la dynastie Yuan, toute la région située à l'est de la rivière Liao tombe aux mains des Jin. Pendant ce temps, pour s'assurer de la loyauté de son oncle, Tianzuo nomme Chun commandant en chef des armées Liao et chargé des opérations de défense contre les Jin. Mais Chun se révèle être un piètre commandant et sa nouvelle armée, composée de réfugiés du Balhae, inflige plus de dégâts à la population civile qu'aux ennemis. Lorsque les Jin attaquent Chunzhou sur la Songhua au début de l'année 1117, l'armée Liao s'enfuit, sans même offrir une résistance symbolique. À la fin de l'année, les troupes Jin traversent la rivière Liao, infligent une défaite cinglante à l'armée de Chun et conquièrent plusieurs préfectures.
Après les conquêtes initiales des Jin, les opérations militaires se calment pour un temps. En 1118, Tianzuo entame des négociations de paix, mais les exigences des Jin sont si élevées, Aguda demandant la moitié de l'empire Liao en plus du paiement d'un tribut en soie et argent, qu'il est impossible de les satisfaire. De son côté, Aguda n'est pas en mesure de poursuivre immédiatement les campagnes militaires contre les Liao car ses ressources sont limitées. En 1119, une rébellion contre les Jin éclate dans l'ex-capitale orientale des Liao et doit être réprimée. Ce bref intermède n'est pas pour autant favorable aux Liao, qui sont en proie à la famine, aux rébellions locales et aux défections au profit des Jin. Les hostilités reprennent au printemps 1020 lorsque Aguda rompt les négociations.
Les Jin s'emparent de la capitale suprême à la mi-1120 et arrêtent leur progression pour échapper à la chaleur de l'été. Au printemps 1121, la seconde épouse de Tianzuo, Dame Wen, conspire avec son beau-frère, le général Yelü Yudu, pour déposer l'empereur et introniser son fils. Le complot est découvert par Xiao Fengxian, dont la sœur, Dame Yuan, espère également voir son fils succéder à l'empereur. Dame Wen est contrainte de se suicider, mais Yudu s'échappe et fait défection au profit des Jin. Il est autorisé à rester à la tête de ses troupes et, au cours de l'hiver 1121-2, il commande les soldats Jin qui s'emparent de la capitale centrale. Laissant le prince Chun responsable de la capitale du Sud, Tianzuo s'embarque dans une longue fuite pour tenter d'échapper aux Jin, en passant par le col de Juyong jusqu'à la capitale de l'Ouest. Peu de temps après, Tianzuo se lasse des manipulations de Xiao Fengxian, qui ont causé la mort de son fils, et l'oblige à se suicider. Tianzuo s''enfuit ensuite dans les Monts Yin où il essaye de recruter de nouvelles troupes au sein des tribus locales. Suivant sa trace, les Jin prennent la capitale de l'ouest au printemps 1122. Les Tangoutes, craignant une invasion de leur frontière, envoient des troupes aider Tianzuo et bloquent l'avancée des Jurchen. Peu après être arrivé sur place, Aguda défait une armée khitan-tangoute près de la frontière Xia, puis retourne vers l'est pour prendre la capitale sud, où le prince Chun est déclaré nouvel empereur Liao, fondant ainsi l'éphémère État des Liao du Nord,.
Trois mois seulement après être devenu empereur, Chun meurt, laissant son impératrice veuve aux commandes. À la fin de l'automne 1122, ses commandants Guo Yaoshi et Gao Feng font défection avec leurs troupes au profit des Song. Ils commandent les troupes Song lors d'une attaque contre la capitale du Sud, mais malgré l'état avancé de décrépitude des Liao, l'armée Song est toujours incapable de surmonter les défenses khitanes et ne parvient pas à prendre la ville. Durant l'hiver de la même année, Aguda prend la capitale du sud, et les Khitan restants fuient vers l'ouest en deux groupes. Un groupe dirigé, par Xiao Gan, s'enfuit à l'ouest des terres des Xia occidentaux où il fonde une dynastie Xi de courte durée, qui s'effondre au bout de cinq mois, lorsque Gan est tué par ses propres troupes. L'autre groupe, dirigé par Yelü Dashi, rejoint Tianzuo à la frontière des Xia. Au début de l'été 1123, Dashi est capturé par les Jin, qui le forcent à les conduire au camp de Tianzuo, où toute la famille impériale, à l'exception de Tianzuo et de ses fils, est capturée. Tianzuo cherche à se réfugier auprès de l'empereur Chongzong des Xia occidentaux. Si ce dernier semble ouvert et amical au début, il change d'avis après avoir reçu des avertissements des Jürchens et se déclare vassal des Jin en 1124. Tianzuo s'enfuit plus au nord dans les steppes, où il échange ses vêtements contre de la nourriture auprès des Khongirad. Malgré tous ces revers, Tianzuo s'accroche à l'illusion de pouvoir reprendre les capitales de l'Ouest et du Sud, et attaque les préfectures voisines. Dashi, qui a rejoint Tianzuo, se lasse de son comportement et part vers l'ouest. Tianzuo est capturé au début de l'année 1125 et est emmené à la cour Jin où il reçoit le titre péjoratif de "roi du bord de mer" (haipin wang), mettant ainsi définitivement fin à l'empire Khitan. Selon l'Histoire des Liao, Tianzuo meurt à l'âge de 54 ans en 1128.
Une analyse de l'historien Mote conclut qu'au moment de la chute de la dynastie Liao, « l'État Liao reste fort, capable de fonctionner à des niveaux raisonnables et capable de posséder plus de ressources militaires que n'importe lequel de ses ennemis » et que « personne ne peut trouver de signes de rupture économique ou fiscale sérieuse qui aurait pu appauvrir ou paralyser sa capacité de réaction. » L'historien estime également que l'acculturation n'a pas mené au remplacement des valeurs traditionnelles khitanes par la culture chinoise. Les roturiers khitans sont tout à fait capables et motivés pour combattre, ce que Mote considère comme une preuve que la société khitane reste forte. Au contraire, il attribue la chute des Liao aux capacités de dirigeant d'Aguda et aux actions des clans khitans Yelü et Xiao, qui ont servi de prétextes à ce dernier pour renverser Tianzou.
L'analyse du sinologue français Jacques Gernet est toutefois en désaccord avec celle de Mote. Il prétend qu'« au milieu du XIe siècle les Khitans ont perdu leur esprit combatif et ont adopté une attitude défensive envers leurs voisins, en construisant des murs, remparts pour leurs villes et fortifiant leurs positions. » Il attribue ce changement à l'influence du bouddhisme qui met en horreur la violence. Comme Mote, il estime que les rivalités entre les clans dirigeants et la succession de sécheresses et inondations sont à l'origine de la chute finale des Liao. Enfin, les attaques des jürchens à la frontière nord-est des Liao les ont affaibli jusqu'à un niveau critique.

### Qara Khitai

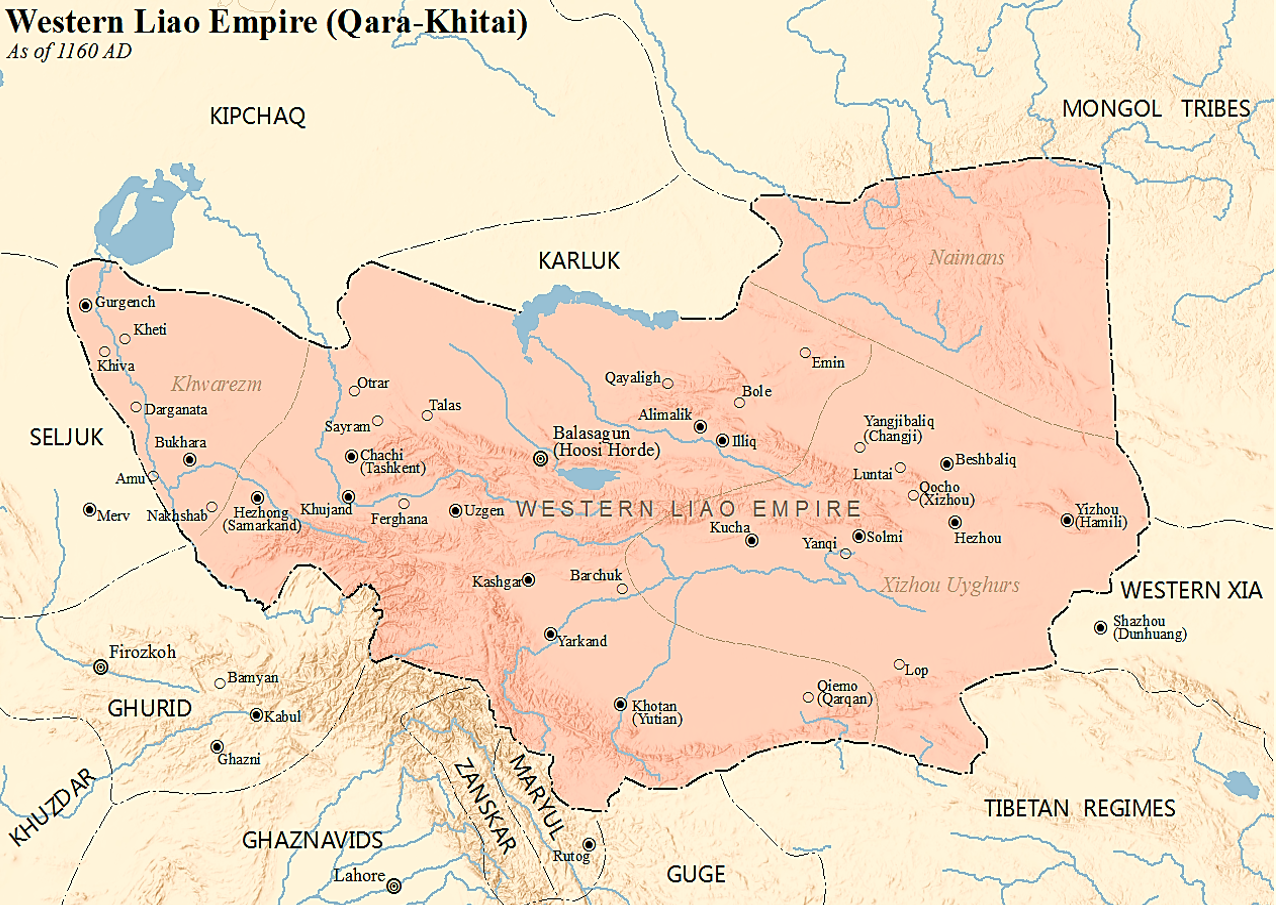
L'empire des Kara-Khitans en 1160

Le groupe de Khitans menés par Yelü Dashi fuit vers la frontière nord-ouest et établit son quartier général dans la garnison militaire de Kedun (Zhenzhou), dans le nord de l'actuelle Mongolie. Dashi réussit à convaincre la garnison locale, près de 20 000 cavaliers Liao et leurs familles, de le suivre et s'érige en gurkhan (khan universel). En 1130, Dashi conduit son armée plus à l'ouest, à la recherche de nouveaux territoires. En un an, il s'établit comme suzerain de Qocho et prend pied en Transoxiane. Après avoir conquis la cité Qarakhanide de Balasagun, dans l'actuel Kirghizistan, il tente de reconquérir l'ancien territoire des Liao, ce qui se solde par un désastre. Dashi renonce à relever la dynastie Liao et décide d'établir un état khitan permanent en Asie centrale, connu sous le nom de Khanat Kara-Khitans ou dynastie des Liao occidentaux. Il étend son nouveau territoire jusqu'à la mer d'Aral, en battant le Khanat Qarakhanides et l'empire seldjoukide lors de la bataille de Qatwan, et établit sa domination dans la région. Le nouvel état contrôle plusieurs cités commerciales importantes, est multiculturel et fait preuve d'une tolérance religieuse. "Qara, " qui signifie Noir, correspond à la couleur dynastique des Liao, le noir donc, et à l'élément eau qui y est associé.
L'État survit pendant près d'un siècle avant que la dynastie fondée par Yelü Dashi soit usurpée par les Naïmans de Kütchlüg en 1211. Les sources traditionnelles chinoises, persanes et arabes considèrent cette usurpation comme étant la fin de la dynastie. L'empire en lui-même disparait lors de la conquête mongole en 1218,,.
Quant à la dynastie Jin, elle est vaincue et annexée par l'Empire mongol en 1234,.

## Gouvernement

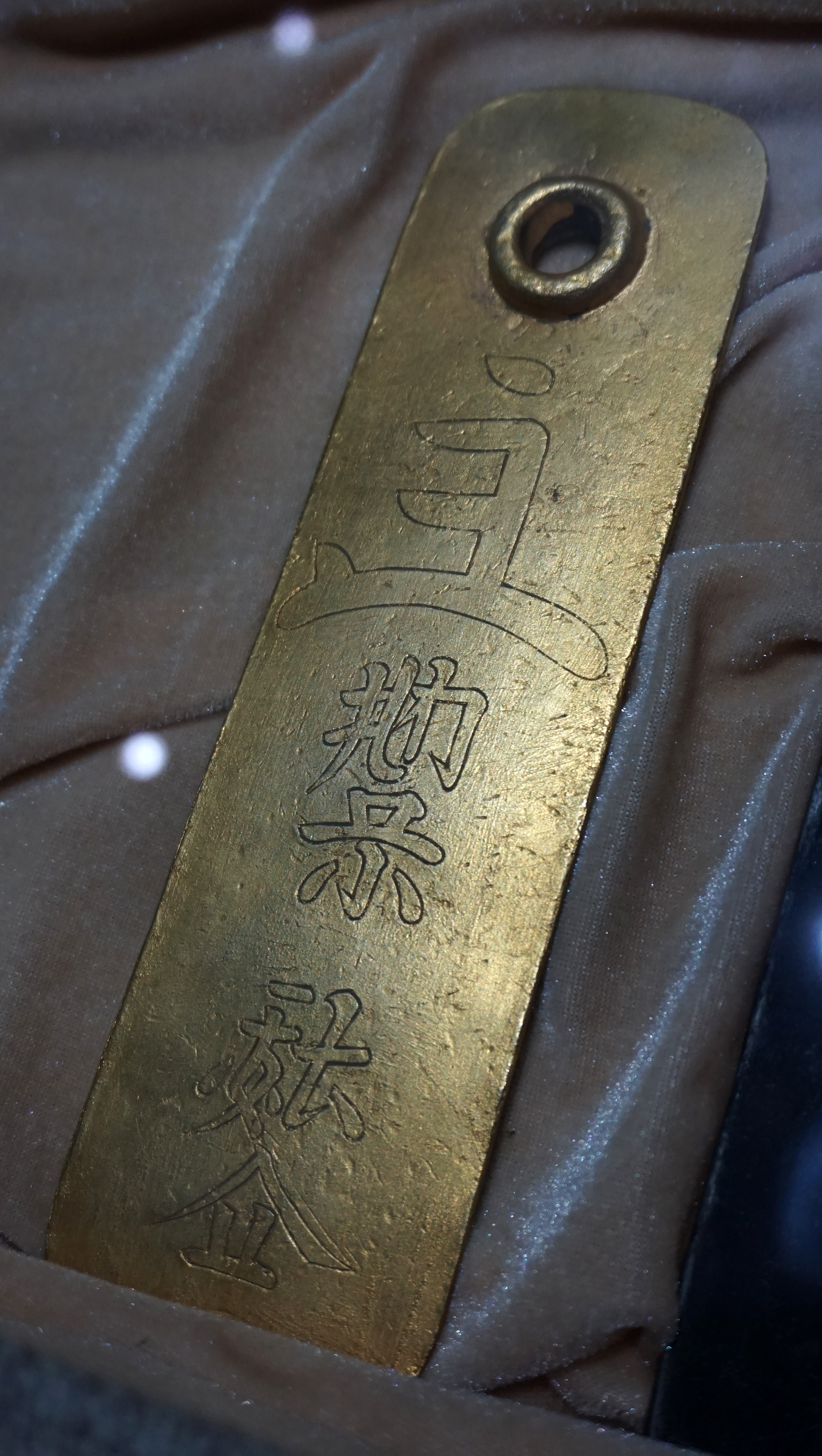
laissez-passer "Païza" de la dynastie Liao. Il s'agit d'un Paiza de rang supérieur, dont le porteur convoie un décret impérial de la plus grande urgence.

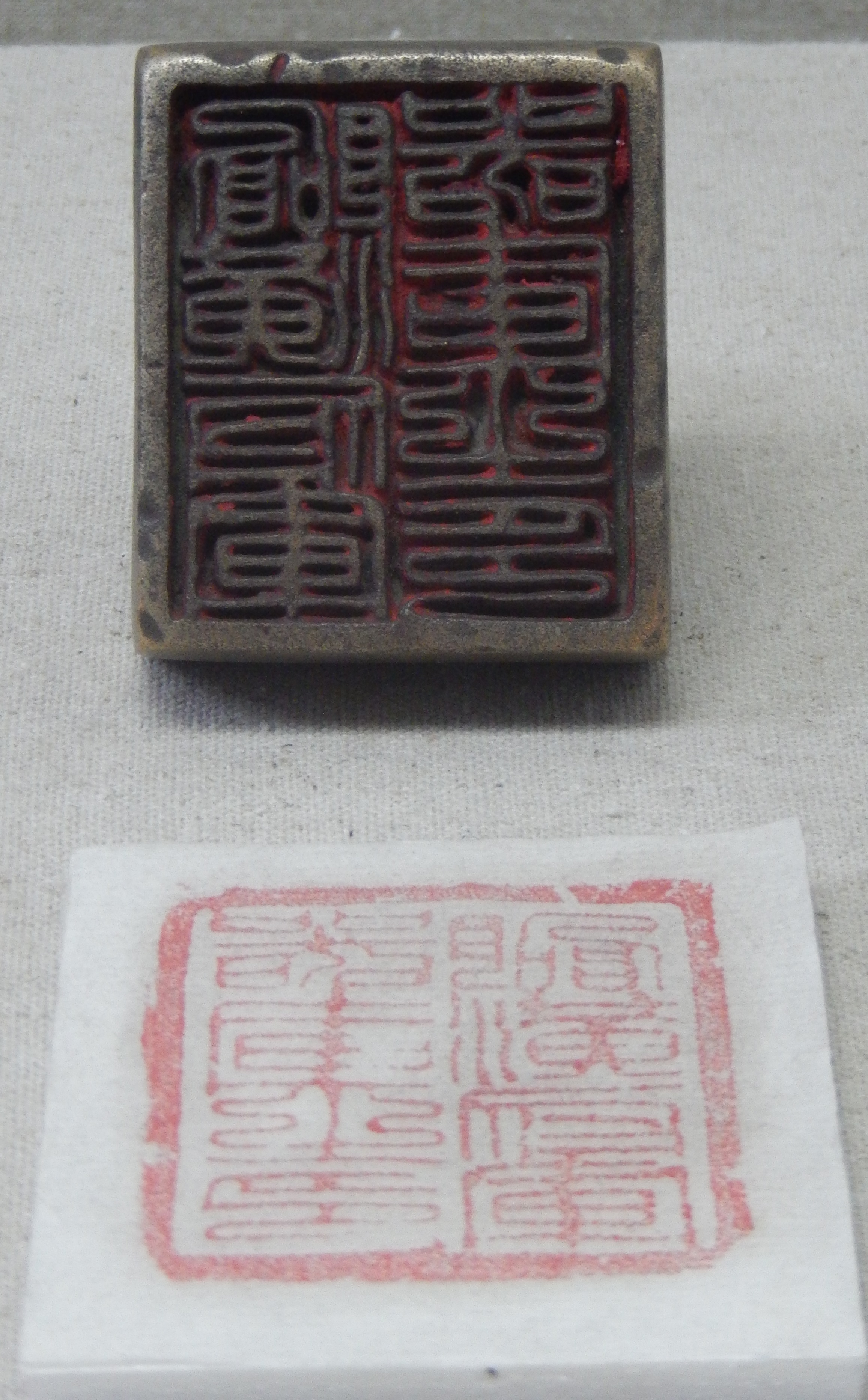
Sceau Liao portant l'inscription en langue chinoise "臨潢府軍器庫之印", signifiant "Sceau de l'armurerie de la préfecture de Linhuang".

À son apogée, la dynastie Liao contrôle les provinces actuelles du Shanxi, Hebei, Liaoning, Jilin, Heilongjiang et Mongolie-Intérieure en Chine, mais également des parties de la péninsule Coréenne et la plupart de la Mongolie,. Au plus fort, la population de la dynastie Liao est estimé à 750 000 Khitans et deux ou trois millions de Chinois.

### Administration
Les différences culturelles entre Khitans nomades et Chinois sédentaires ne contribuent pas au bon fonctionnement d'un gouvernement commun. Abaoji imagine donc un nouveau système révolutionnaire afin d'être capable de gouverner ces deux types de populations. Il divise l'empire en deux Chancelleries. La Chancellerie du Nord (北院) est peuplée essentiellement de nomades des steppes. La Chancellerie du Sud (南院) au contraire contient les territoires conquis par les Khitans et qui sont peuplés essentiellement par les Chinois et le peuple de Balhae. À noter que lorsque Abaoji crée ce système, les deux Chancelleries n'ont pas de frontières administratives strictes permettant de savoir de quelle chancellerie relève tel ou tel territoire et que c'est l'empereur Shizong qui les fixe au début de son règne.
La Chancellerie du Nord fonctionne sur un modèle militaire des steppes traditionnellement utilisé par les Khitans. Abaoji y règne avec le titre de Khagan de la Chancellerie du Nord. Toute la population de la steppe est en permanence mobilisée, prête pour toute action militaire nécessaire. La langue khitane, dont les premiers textes sont mis au point en 920 et 925, est la langue officielle. La famille Xiao, la famille consort de la nouvelle famille impériale, est chargée du gouvernement de cette région. Un grand nombre de postes gouvernementaux concernent les affaires steppique, les troupeaux et les serviteurs de la maison impériale; et la plupart des postes importants et de haut rang concernaient les affaires militaires. L'écrasante majorité des fonctionnaires de cette administration sont des Khitans, principalement issus du clan impérial Yelü et du clan consort Xiao.
La Chancellerie du Sud fonctionne quant à elle sur un modèle civil à l'image du système chinois de gouvernance. Twitchett et Tietze la qualifie de « conçue à l'imitation du modèle Tang ». Abaoji y a le titre d'empereur. La grande majorité du travail administratif est effectué par les populations sédentaires sous le contrôle de la famille d'Abaoji, qui parfois adopte le nom de Yelü. La langue chinoise y est la langue administrative officielle. À l'instar des coutumes Tang, des examens impériaux sont organisés pour recruter les nombreux bureaucrates requis pour gouverner l'importante population sédentaire et, contrairement à la Chancellerie du Nord, de nombreux fonctionnaires de rang inférieur ou moyen de celle du Sud sont chinois. Toutefois, ce système ouvertement chinois suscite la méfiance et peu de ces diplômés sont placés à des postes gouvernementaux importants. Comme le prévoient les coutumes des steppes, la loyauté reste une qualité importante pour décrocher un poste, même dans la Chancellerie du Sud.
« The southern commissioners were usually members of the Yelü royal clan, the northern commissioners mostly members of the Xiao consort clan. The administration of the Northern Region was mainly, though not exclusively, staffed by Khitan holding traditional Khitan titles. Its most powerful officers were the Khitan commissioners for military affairs, the prime ministers of the Northern and Southern administrations (Beifu zaixiang, Nanfu zaixiang), the Northern and Southern Great Kings (Bei Dawang, Nan Dawang), both of whom were members of the royal clan, and the commander in chief (yuyue). These men controlled all military and tribal affairs, the selection of military commanders, the disposition of the tribal herds, and the allocation of pastures. Beneath them was a bewildering array of tribal officials, an office for the royal clan of the former Bohai state, and a range of offices providing services to the imperial house: artisans, physicians, huntsmen, and commissioners responsible for the royal herds, stud farms, and stables.
The government of the Southern Region was designed in imitation of a Tang model. It was based, as was the government of the Northern Region, at the Supreme Capital, where it had its main offices. It had the traditional groups of elder statesmen, the Three Preceptors (san shi) and the Three Dukes (san gong) to act as imperial advisers, and a complex bureaucracy at the head of which were three ministries similar to the three central ministries (san sheng) of early Tang... but only the Secretariat played any significant role in political decisions.
... the Southern Administration was essentially an executive organization for the southern areas and their settled population. The high-sounding titles of its officers should not conceal the fact that routine decision making and all military authority (southern officials were specifically excluded from decisions on military affairs at court) were concentrated in the emperor's Khitan entourage drawn from the Northern Administration »
« Les commissaires du sud étaient généralement des membres du clan royal Yelü, les commissaires du nord des membres du clan consort Xiao. L'administration de la région du Nord était principalement, mais pas exclusivement, composée de Khitans portant des titres traditionnels Khitan. Ses officiers les plus puissants étaient les commissaires Khitans aux affaires militaires, les premiers ministres des administrations du Nord et du Sud (Beifu zaixiang, Nanfu zaixiang), les grands Rois du Nord et du Sud (Bei Dawang, Nan Dawang), tous deux membres du clan royal, et le commandant en chef (yuyue). Ces hommes contrôlaient toutes les affaires militaires et tribales, la sélection des commandants militaires, la disposition des troupeaux tribaux et l'attribution des pâturages. On se trouvait sous leurs ordres un éventail ahurissant de fonctionnaires tribaux, un bureau pour le clan royal de l'ancien État de Bohai, et toute une série de bureaux fournissant des services à la maison impériale : artisans, médecins, chasseurs et commissaires responsables des troupeaux royaux, des haras et des écuries.
Le gouvernement de la région sud était conçu à l'imitation d'un modèle Tang. Il était basé, comme le gouvernement de la région Nord, à la capitale suprême, où il avait ses principaux bureaux. Il disposait des groupes traditionnels d'hommes d'État aînés, les Trois Précepteurs (san shi) et les Trois Ducs (san gong) pour agir en tant que conseillers impériaux, et d'une bureaucratie complexe à la tête de laquelle se trouvaient trois ministères semblables aux trois ministères centraux (san sheng) du début des Tang... mais seul le Secrétariat jouait un rôle significatif dans les décisions politiques.

... l'Administration du Sud était essentiellement une organisation exécutive pour les régions du Sud et leur population sédentaire. Les titres ronflants de ses officiers ne doivent pas dissimuler le fait que les décisions de routine et toute l'autorité militaire (les fonctionnaires du Sud étaient spécifiquement exclus des décisions sur les affaires militaires à la cour) étaient entre les mains de l'entourage khitan de l'empereur, provenant de l'Administration du Nord. »
Malgré la pertinence de son innovation administrative, celle-ci ne rencontre pas de totale approbation au sein de l'élite khitane. Ses membres pensent, à juste titre, que le développement d'un système impérial de style chinois nuit sérieusement à leurs intérêts dans la société. Donc beaucoup d'entre eux, dont des membres de la propre famille d'Abaoji, se rebellent contre cette loi. Cette opposition dure neuf ans.
En 916, Abaoji tente d'instituer une autre mesure en vue de stabiliser le pays. Empruntant la notion chinoise de primogéniture, il nomme son fils aîné, le prince Bei, héritier présomptif, une première dans l'histoire khitane. Toutefois, malgré le soutien d'Abaoji pour ce système, il n'est pas réellement appliqué avant la fin du Xe siècle.
En plus des deux Chancelleries, le territoire de la dynastie Liao est divisé en cinq "circuits", chacun doté d'une capitale. Pour créer ce système, les Liao s'inspirent de ce qui existait au Balhae, bien qu'aucune ville auparavant rattachée à ce royaume ne soit transformée en capitale de circuit. Les cinq capitales sont Shangjing (上京), ce qui signifie "Capitale Suprême", qui est située dans l'actuelle région de Mongolie-Intérieure ; Nanjing (南京), ce qui signifie "Capitale du Sud", qui est située près de l'actuelle ville de Pékin ; Dongjing (東京), ce qui signifie "Capitale de l'Est", située près de l'actuelle province du Liaoning ; Zhongjing (中京), ce qui signifie "Capitale centrale", située dans l'actuelle province du Hebei, près de la rivière Laoha ; et Xijing (西京), ce qui signifie "Capitale de l'Ouest", située près de l'actuelle ville de Datong,. Chaque circuit est dirigé par un puissant vice-roi qui dispose de l'autonomie nécessaire pour adapter les politiques décidées par l'empereur aux besoins de la population de son circuit. Les circuits sont subdivisés en entités administratives appelées fu (府), qui sont des zones métropolitaines entourant les capitales, et en préfectures appelées zhou (州), pour les régions situes en dehors des zones métropolitaines. Les Zhou sont eux-mêmes divisés en xian (縣).
Le système des circuits et des 5 capitales c'est mis en place lentement. Shangjing est fondée en 918. À l'époque seule capitale des Liao, elle ne sert pas seulement de centre administratif du nouvel empire, mais elle contient également un district commercial appelé Ville chinoise (Hancheng, 漢城 ; à ne pas confondre avec l'ancien nom en Chinois de Séoul qui était le même). La ville est construite sur un site sanctifié par le peuple Khitan en amont de la rivière Shira Muren. Plus de trente cités fortifiées sont construites au cours des règnes suivants, dont les quatre autres capitales régionales pour chacune des autres régions de l'empire. Ainsi, ce n'est qu'après l'absorption des Seize préfectures dans l'empire que la capitale occidentale est construite près de Datong. Ces villes n'ont pas qu'une vocation purement administrative et gouvernementale, elles servent également de centres commerciaux et sont sources d'importantes richesses pour la dynastie Liao.
Malgré ces différents systèmes administratifs, les décisions importantes de l'État sont toujours prises par l'empereur. Ce dernier rencontre les fonctionnaires des Chancelleries du Nord et du Sud deux fois par an, mais à part cela, il passe la majeure partie de son temps à s'occuper des affaires tribales en dehors des capitales.

### Droit
La loi durant la dynastie Liao s'applique différemment entre les Chancelleries du Nord et du Sud. La Chancellerie du Nord est dirigées par le clan consort Xiao, gardant ainsi un caractère des steppes.
Le clan Yelü, qui gouverne la Chancellerie du Sud est considéré comme plus sinisé. À l'origine, la justice n'est pas délivrée de façon équitable aux habitants Chinois de l'empire. Cela change à partir de 989. En 994, des Khitans ayant commis un des dix grands crimes sont ainsi punis selon la loi chinoise. Ceci indique une transition d'une « loi ethnique » vers une « loi territoriale. »

## Armée

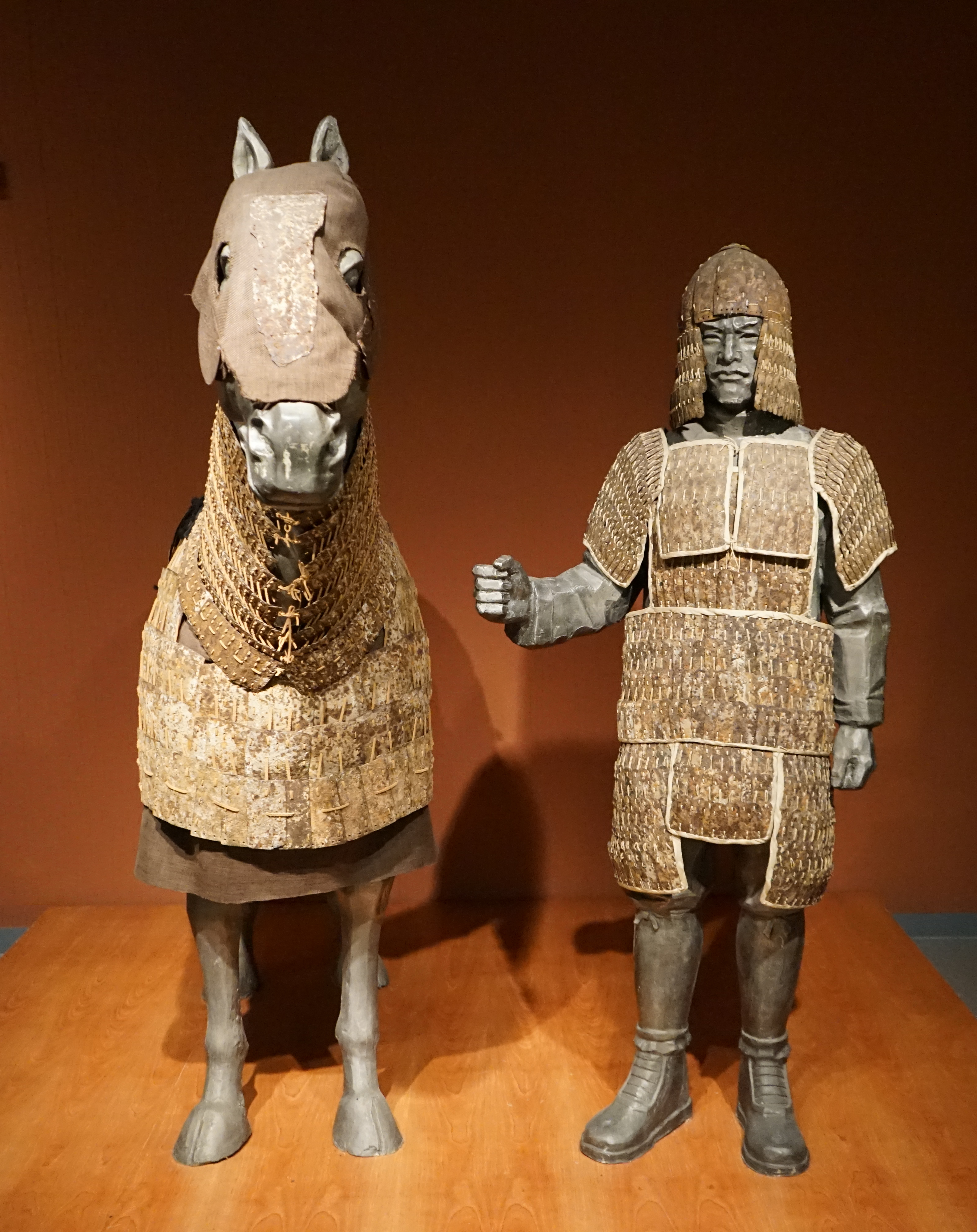
Cavalier de la dynastie Liao avec son cheval et leurs armures respectives

Lorsque Abaoji prend le pouvoir, l'armée Liao ne compte que 2 000 hommes choisis pour constituer la suite personnelle du nouveau dirigeant. À ces 2 000 hommes s'ajoutent les captifs du Balhae et de la préfecture de Jingzhou. Au moment où elle devient une orda, c'est-à-dire l'armée privée de l'empereur, elle compte 15 000 hommes et peut aligner jusqu'à 6 000 cavaliers. Les nobles Liao possèdent chacun leur propre orda que le gouvernement Liao "emprunte" pour ses campagnes. Selon l'Histoire des Liao, les nobles Liao traitent l'État comme s'il s'agissait de leur famille. Ils fournissent des armées privées pour aider le gouvernement en temps de guerre. Les plus grands ordas comprennent jusqu'à mille cavaliers ou plus, tandis que les plus petits en comptent quelques centaines. À la fin de la dynastie, les ordas regroupent 81 000 foyers khitans et 124 000 foyers balhae et chinois, qui ensemble peuvent aligner jusqu'à 101 000 cavaliers.
L'armée Liao est composée de trois corps différents :
- Les Ordu, qui constituent la cavalerie personnelle d'élite de l'empereur
- La cavalerie des Khitan, renforcée par des auxiliaires venant de royaumes non khitanes
- Les Milices d'infanterie formées de Chinois Han et d'autres peuples sédentaires.

En plus des fantassins, les sujets sédentaires des Liao fournissent également les archers à pied et les servants des catapultes.
Des sortes d'apanages sont souvent accordés aux commandants des différents corps d'armées. Le noyau de l'armée Liao est composé d'une cavalerie lourde. Au combat, ils disposent de la cavalerie légère à l'avant et de deux rangs de cavalerie lourde à l'arrière. Même les Fourrageurs portent des armures. Les unités de cavalerie lourde khitane sont organisées en groupes de 500 à 700 hommes. Contrairement à d'autres empires nomades, les Khitan préfèrent combattre en formations denses de cavalerie lourde plutôt qu'en formations larges d'archers à cheval.

## Société et culture

### Arts

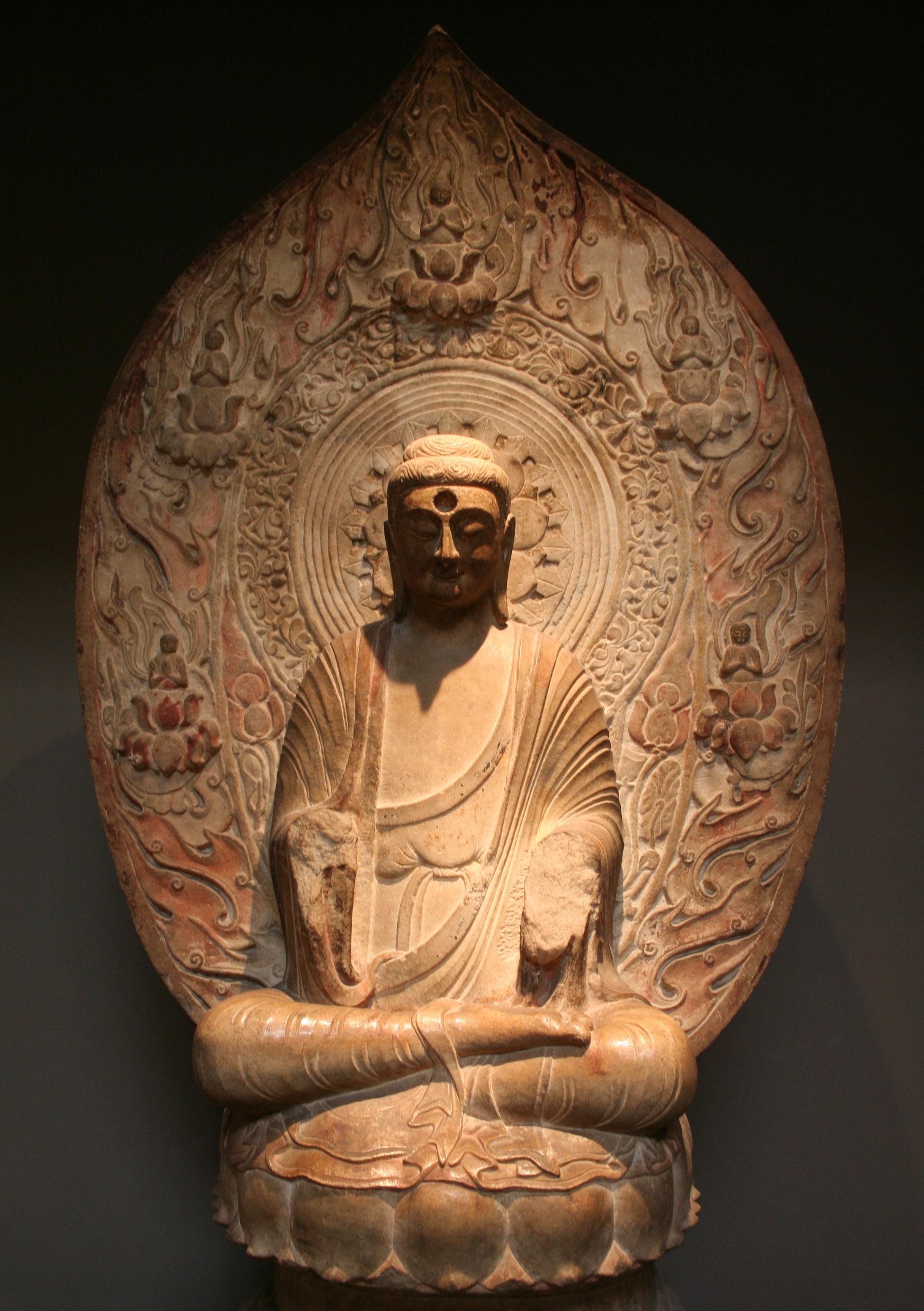
Le Buddha Amitabha (Amituofo). Marbre, H env. 100 cm. Hebei. Dans le style des Qi du nord (550 – 578). Liao. Musée Cernuschi
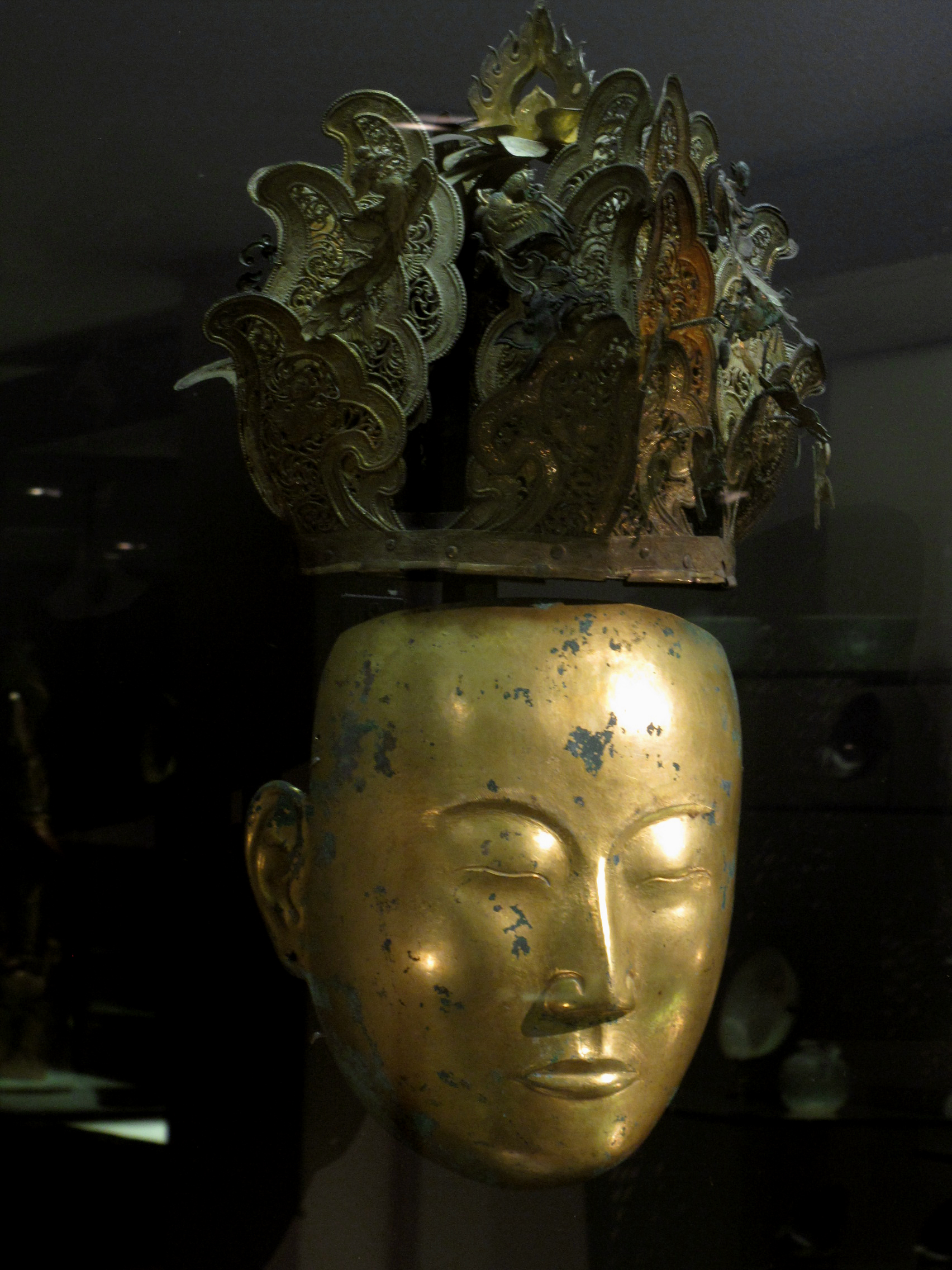
Parure funéraire d'homme[175],[176]. Bronze et argent dorés H 24,1 cm (masque) 23,7 cm (coiffe). Chine du nord (Mongolie intérieure?) 1er quart du XIIe siècle. Musée Cernuschi
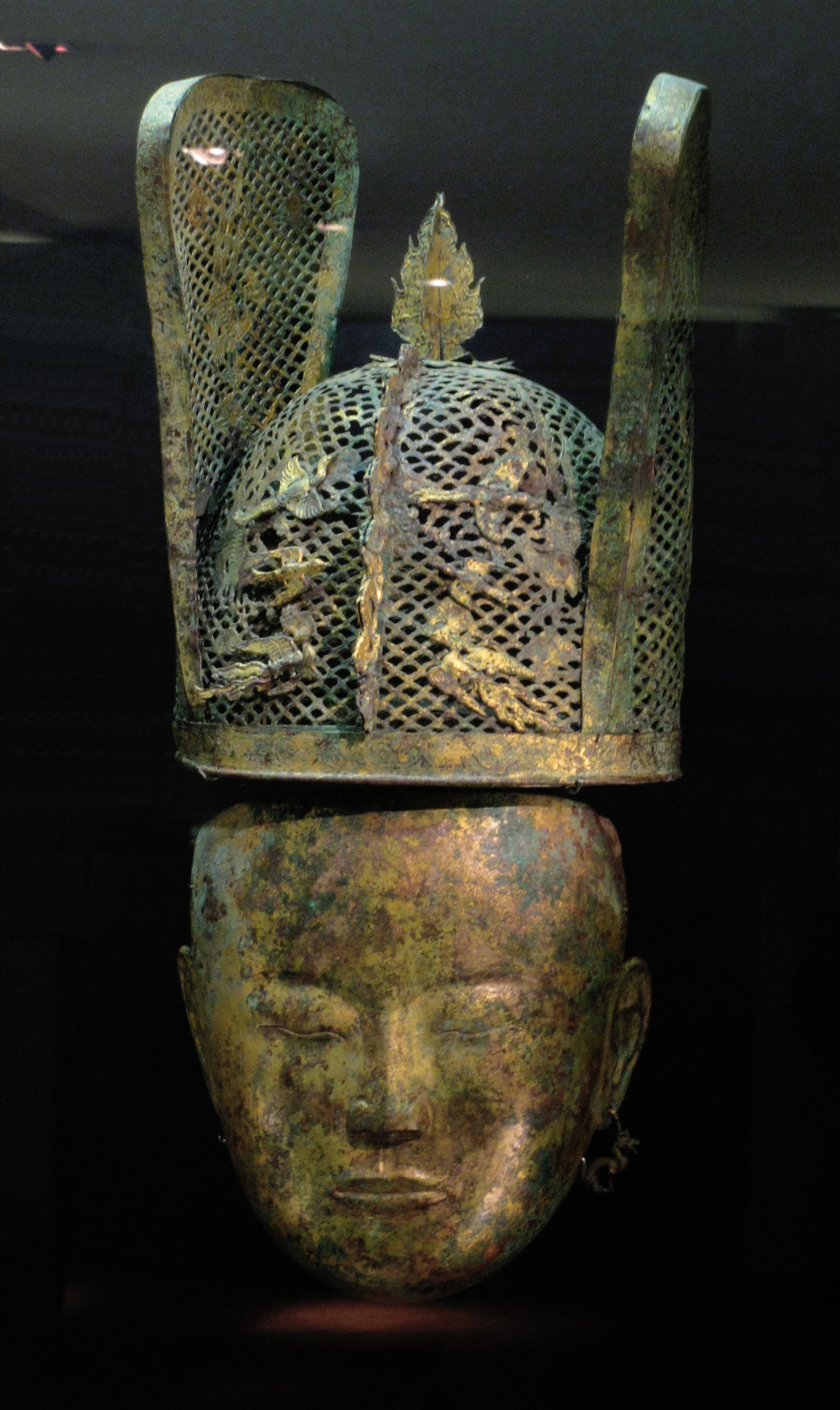
Parure funéraire féminine. Bronze et argent dorés H 23 cm L 21,1 cm, (Masque) H 30,3 cm L 24,4 cm (Coiffe à ailettes). Chine septentrionale (Mongolie intérieure?), 1er quart du XIIe siècle.Dynastie Liao (907-1125). Musée Cernuschi.
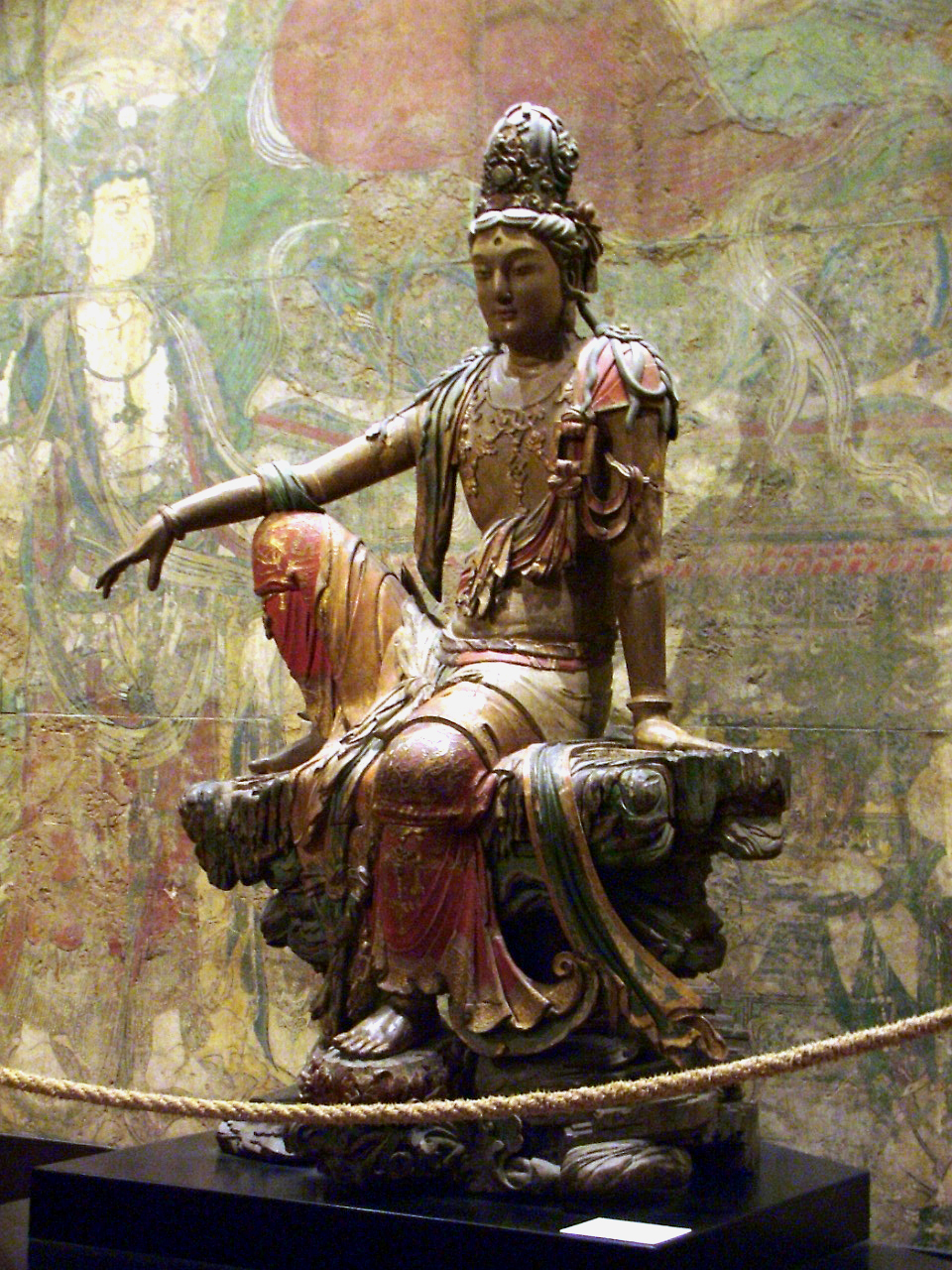
Statue de Bodhisattva dite "Guanyin des Mers du Sud", Nelson-Atkins Museum of Art, Kansas City
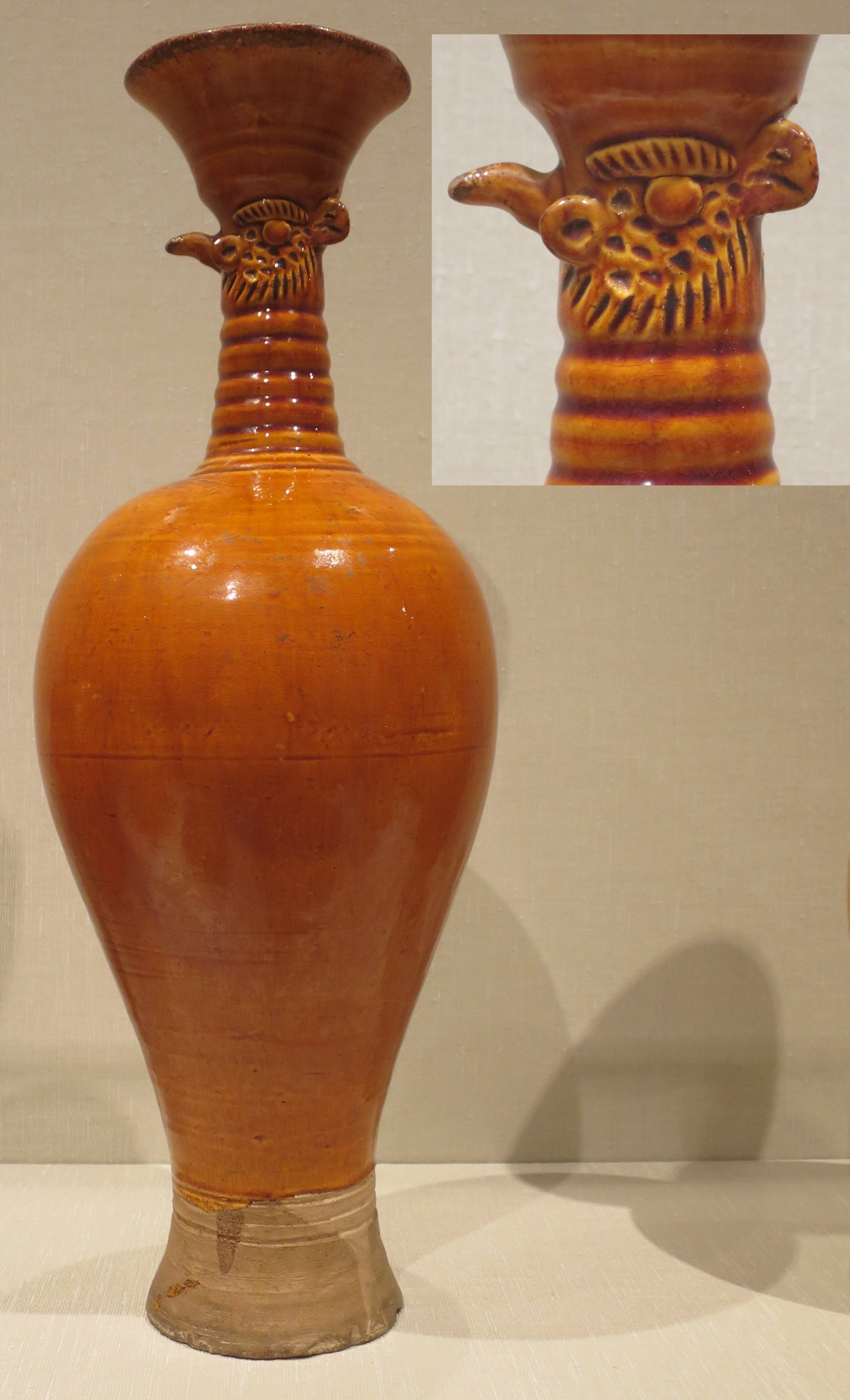
Vase chinois à motif de tête d'oiseau, dynastie Liao, faïence avec glaçure. Honolulu Museum of Art.
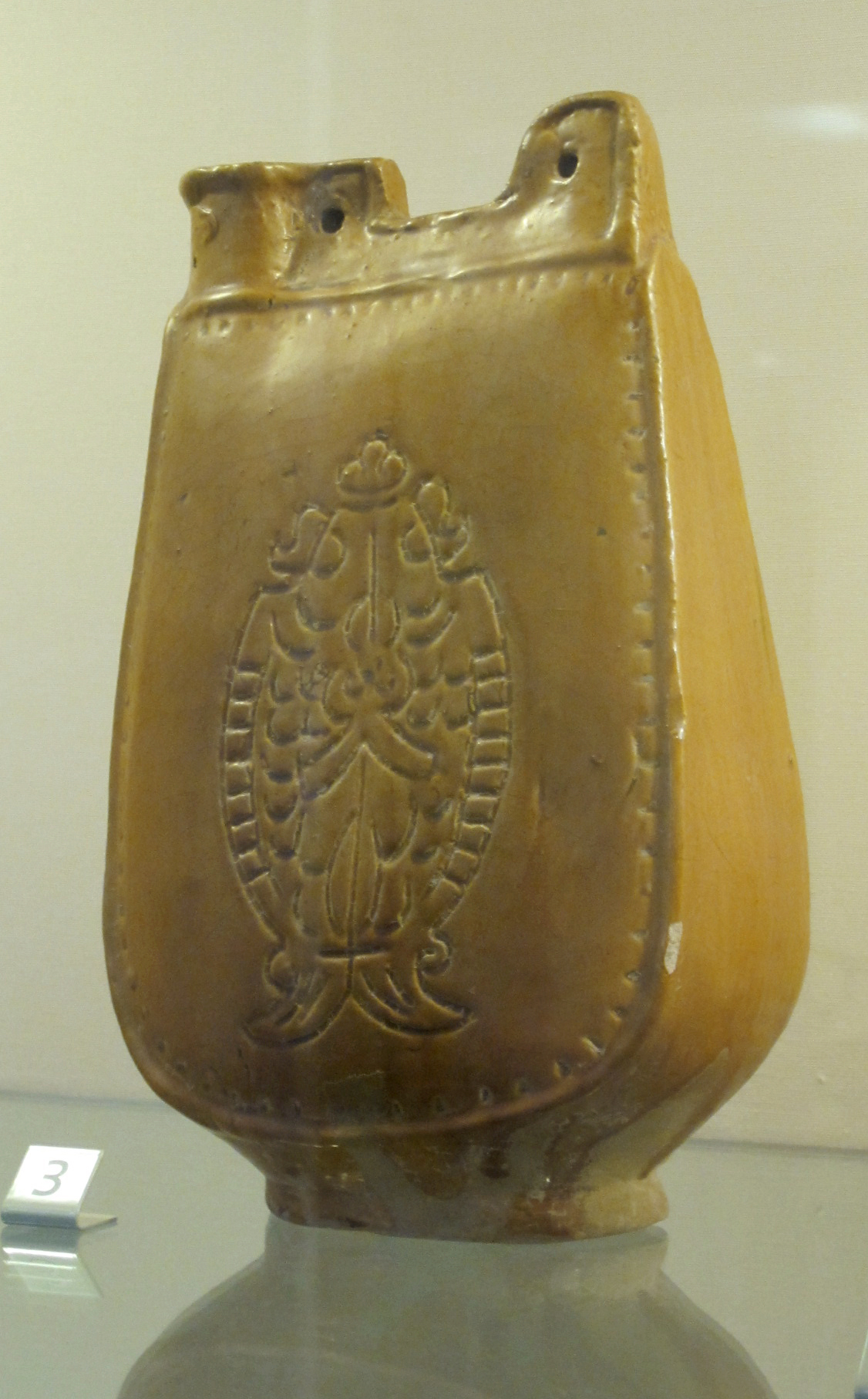
Photographie d'une vasque imitant l'aspect cuir
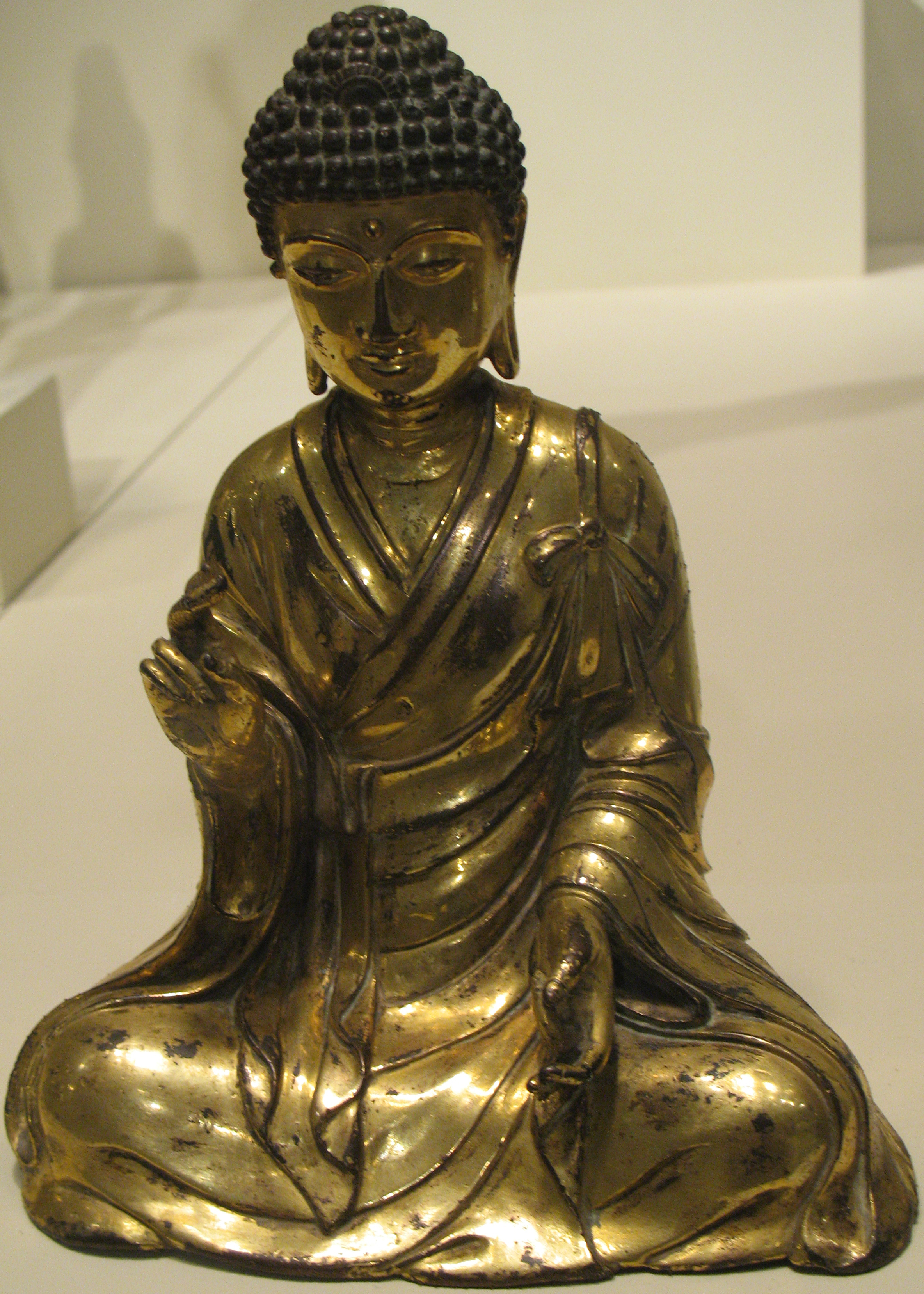
Statue en bronze représentant Siddhartha Gautama datant de la dynastie Liao
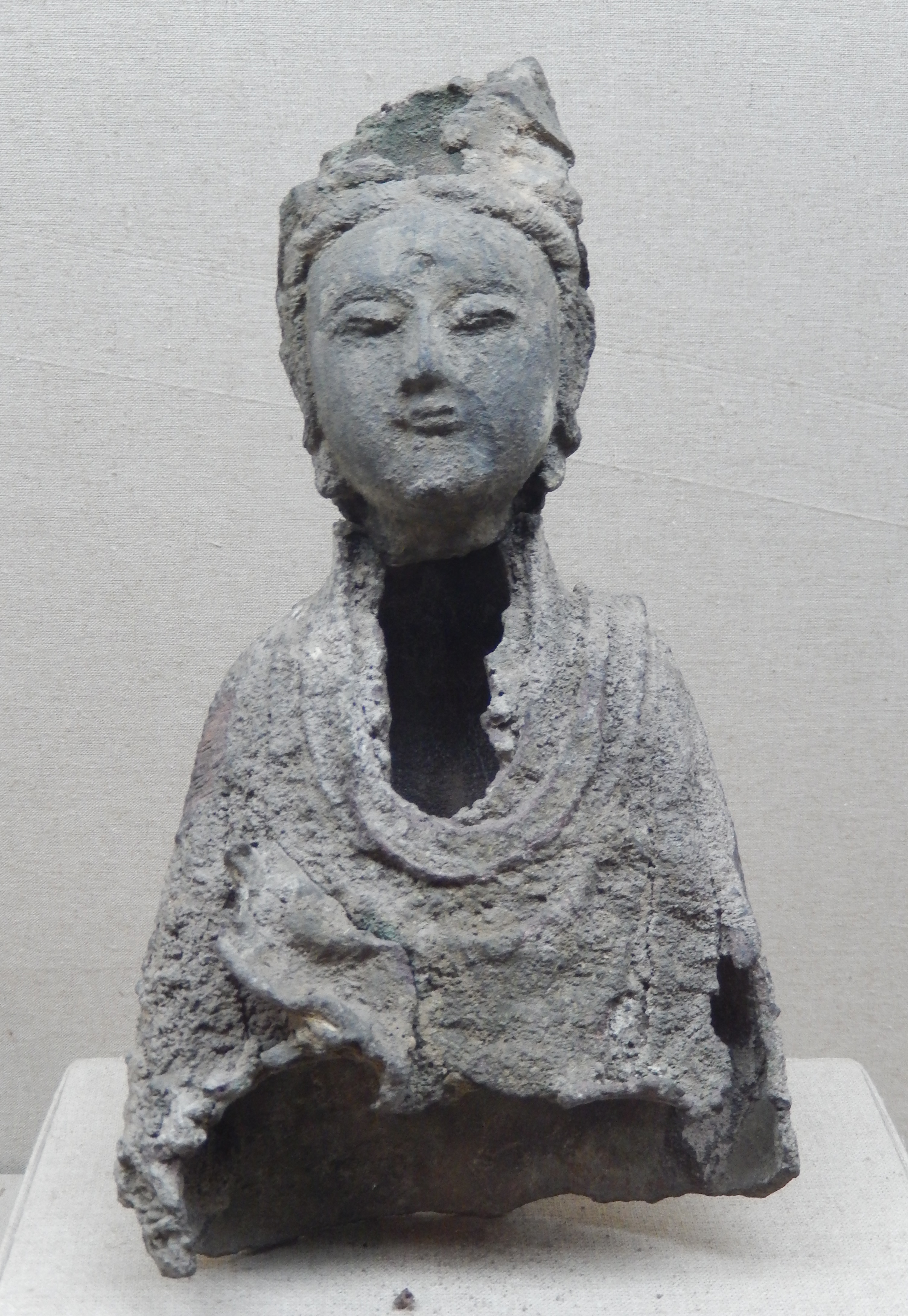
Statue de bronze représentant Guanyin provenant de la partie chinoise de la Capitale suprême
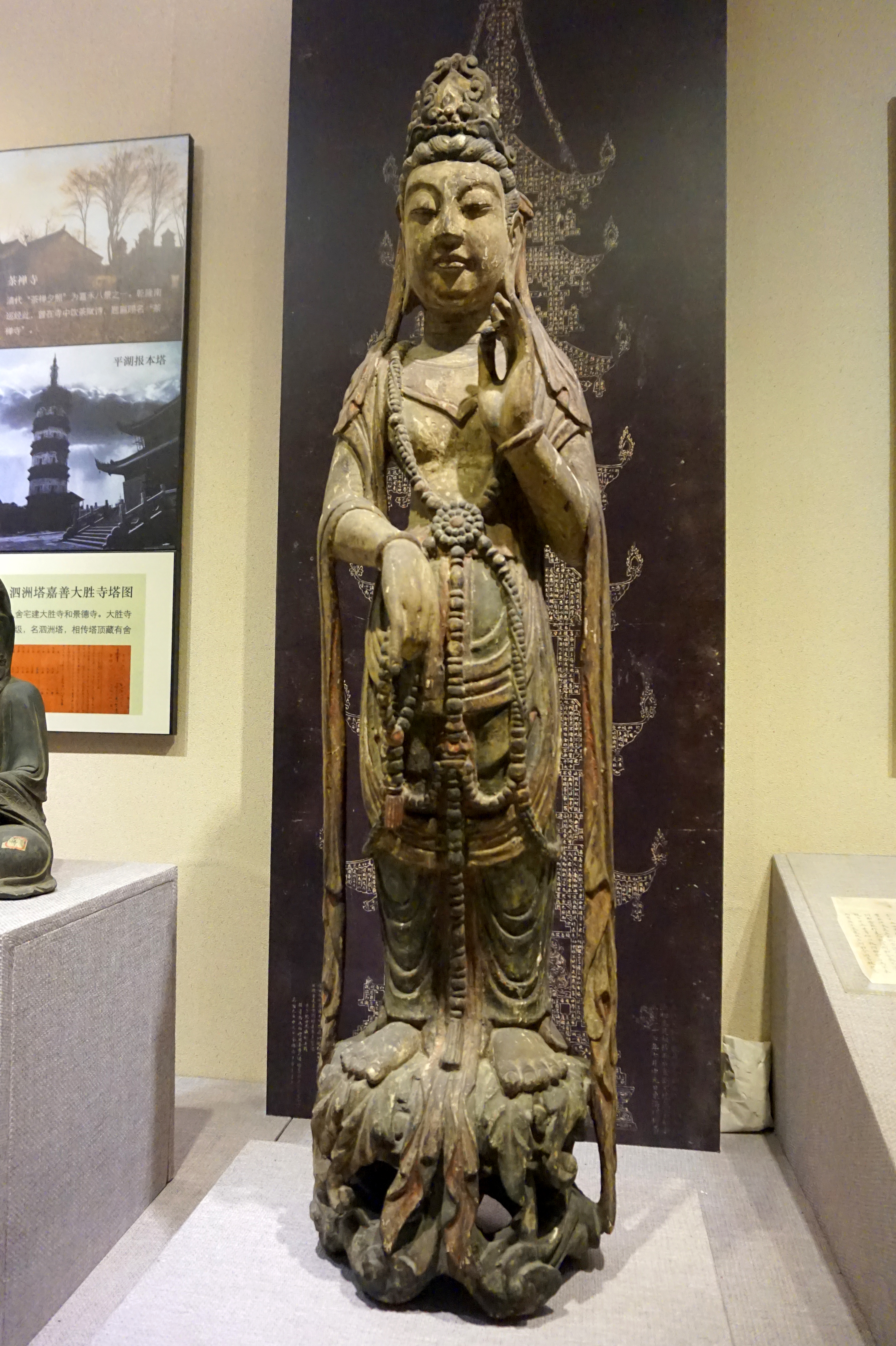
Statue en bois peint représentant Guanyin datant de la dynastie Liao.
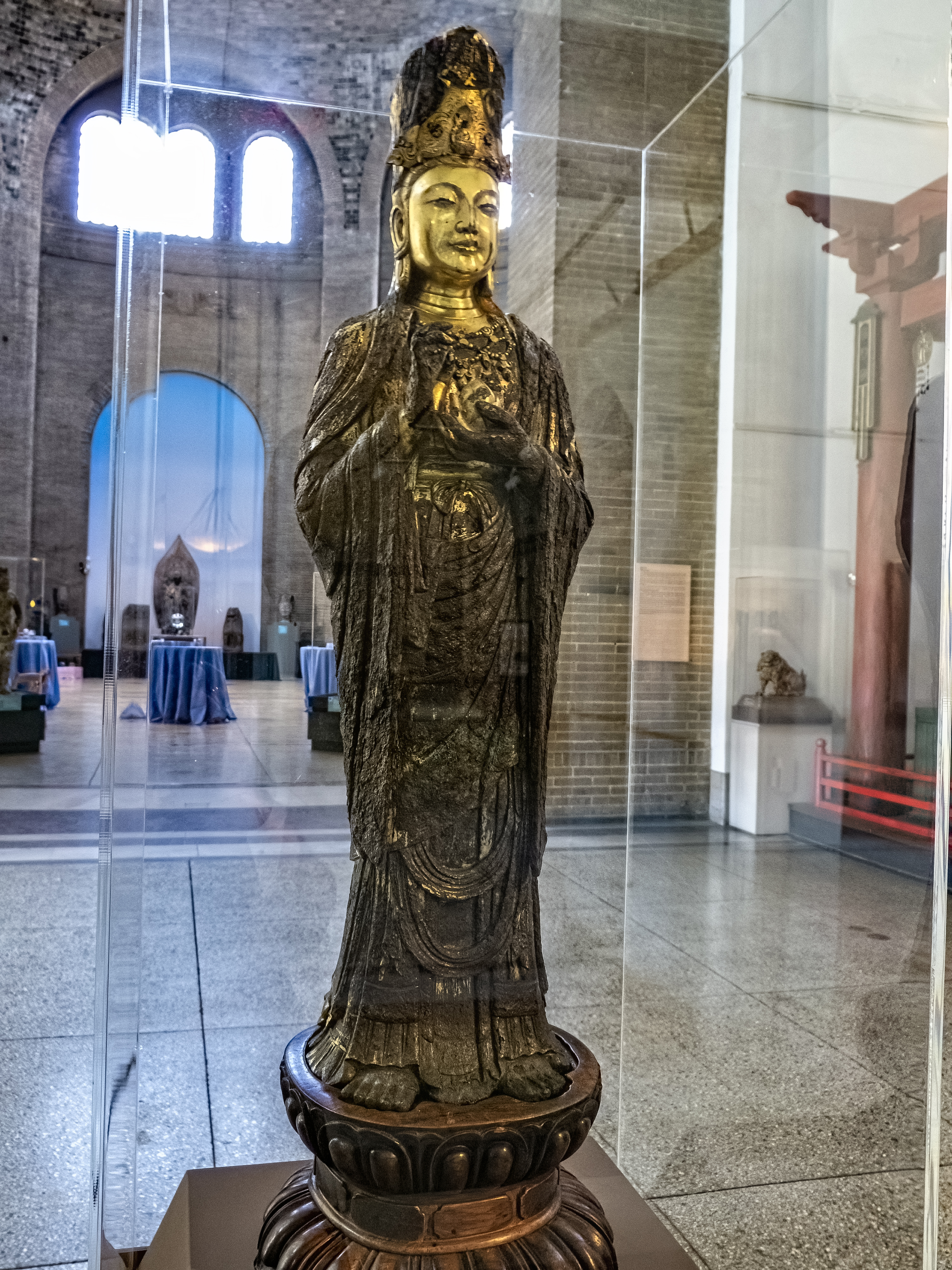
Statue en bronze de Guanyin, dynastie Liao, Xe siècle

### Religion

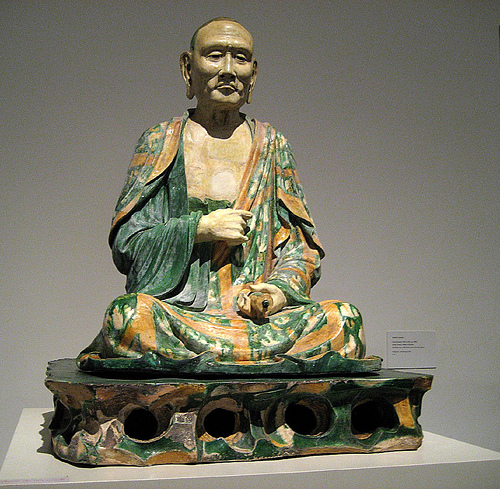
Sculpture en céramique d'un luohan bouddhiste, lustré dans le style sancai.

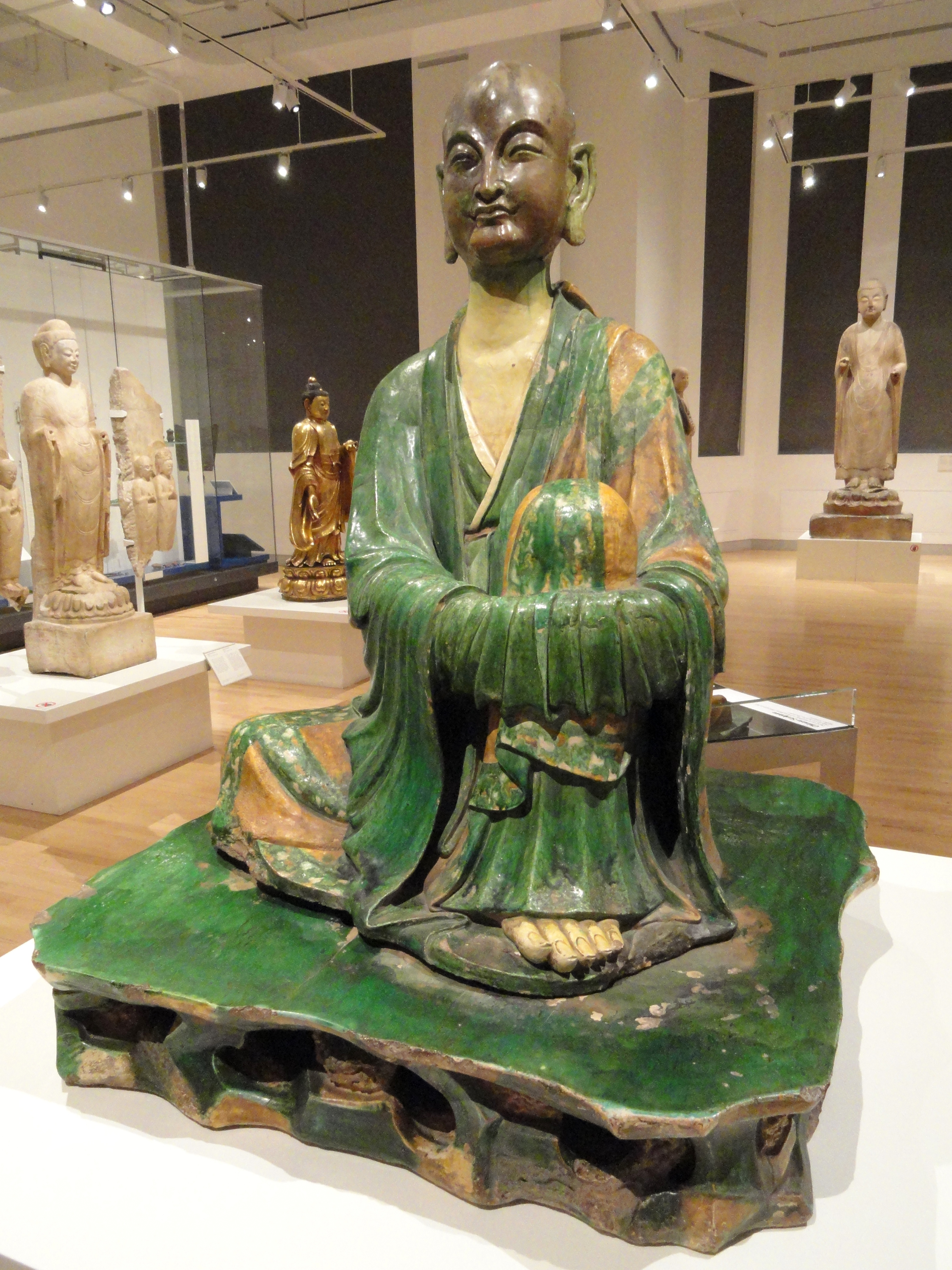
statue représentant un Luohan, Dynastie Liao, 11éme siécle

La religion dans la société Liao est une synthèse du bouddhisme, du confucianisme, du taoïsme et de la religion d'origine des Khitan. Sous le règne d'Abaoji, des temples dédiés aux trois grandes religions sont construits, mais par la suite, le patronage impérial se limite principalement au bouddhisme, que la majorité des Khitans adoptent au début du Xe siècle .
Les Khitan pratiquent une religion traditionnelle de type chamanistique. Ils vénèrent en particulier les forces de la nature comme le Ciel, la Terre et le Soleil, mais également les esprits résidant dans les arbres, les montagnes, et aussi les bannières et les tambours. Ainsi, la position rituelle de l'empereur Khitan lors des cérémonies est face à l'est où le soleil se lève, contrairement aux empereurs chinois Han, qui font face au sud. Les demeures royales sont également orientées vers l'est. Les Khitans vénèrent aussi les esprits de la montagne Muye, la demeure légendaire des ancêtres des Khitans, et une "montagne noire". Les esprits ancestraux font également l'objet d'un culte, reposant sur des rituels sacrificiels consistant en l'immolation d'animaux (chevaux, bœufs, moutons, volaille), en des offrandes d'alcool. Les chamanes sont des acteurs essentiels de cette religion, étant à la fois des devins, mais aussi des magiciens auxquels on prête le pouvoir d'appeler la pluie, les récoltes et le gibier abondants, et également des exorcistes.
Comme indiqué au début de ce chapitre, au moment où Abaoji prend le contrôle des Khitans, le bouddhisme est bien implanté parmi la population khitane, concernant selon certains la majeure partie de celle-ci, même si cela n'exclut jamais la pratique conjointe de la religion traditionnelle. La période des Liao est très favorable au développement du bouddhisme, en particulier à l'instigation de l'empereur Taizu qui a été un fervent soutien de cette religion, patronnant la construction de nombreux temples. Subsistent de cette période plusieurs pagodes (à Chifeng, Hohhot, Ying). Des monastères, et le bouddhisme est particulièrement important durant les règnes des empereurs Shengzong, Xingzong et Daozong. Symbole de cet essor, il y aurait eu 360 000 moines dans tout le royaume en 1078, contre 50 000 en 942. Le Bouddha est considéré comme une divinité protectrice par les Khitans, qui le nomment "le roi bienveillant qui garde le pays". Ils organisent des cérémonies et des prières bouddhistes chaque fois qu'ils partent en guerre et font ensuite des offrandes massives pour apaiser les âmes des soldats tombés au combat.
Les érudits bouddhistes vivant à cette époque prédisent que le mofa (末法), un âge durant lequel trois trésors du bouddhisme seront détruits, a commencé en 1052. Les précédentes dynasties chinoises dont les dynasties Sui et Tang, ont aussi été concernées par le mofa, bien que les prédictions sur le début de cette période diffèrent de celle des Liao. Dès les débuts de la dynastie Sui, des efforts sont donc engagés pour préserver les enseignements bouddhistes en les gravant dans la pierre ou en les enterrant. Ces efforts continuent sous la dynastie Liao avec l'empereur Xingzong qui finance plusieurs projets dans les années précédant directement 1052, en particulier l'impression d'une édition critique du "Tripitaka", le canon bouddhiste, la première du genre, qui est achevée en 1075. On en a retrouvé des fragments dans une pagode construite en 1056.
Des fouilles menées sur les lieux de sépultures des Liao mettent en exergue le brassage des différentes pratiques menées lors de mariages ou de funérailles. Des traditions animistes et shamanistes, avec des sacrifices d'animaux et d'humains, côtoient des pratiques bouddhistes. Les cérémonies de funérailles reprennent également des éléments d'influences taoïstes, zodiacales et zoroastriennes.

### Langues écrites et parlées

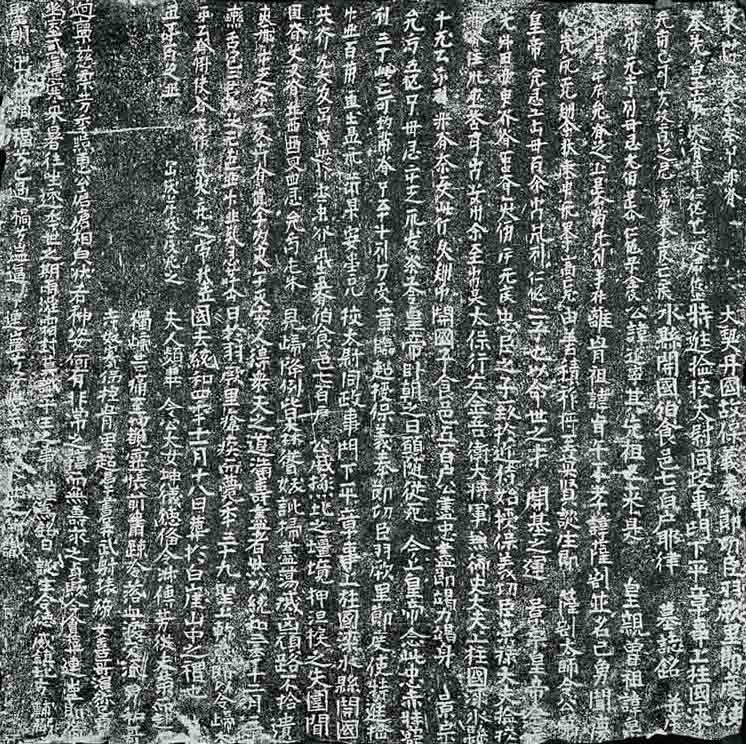
Les Mémoires de Yelü Yanning, contenant 271 caractères khitans.

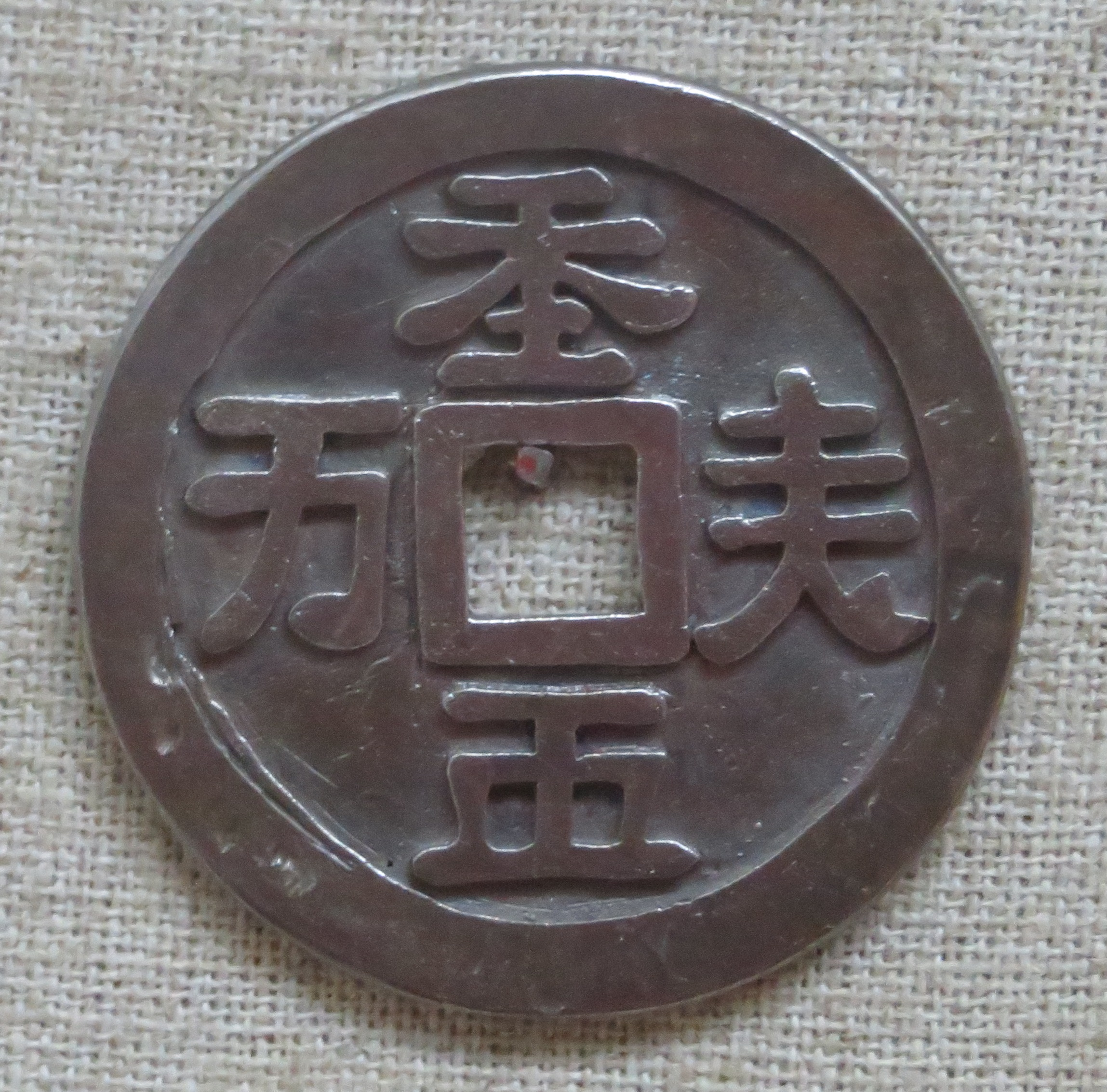
Pièce d'argent Liao avec un texte en grand script khitan, traduit par "天朝萬順". (Dynastie céleste - Les myriades d'[affaires] sont favorables).

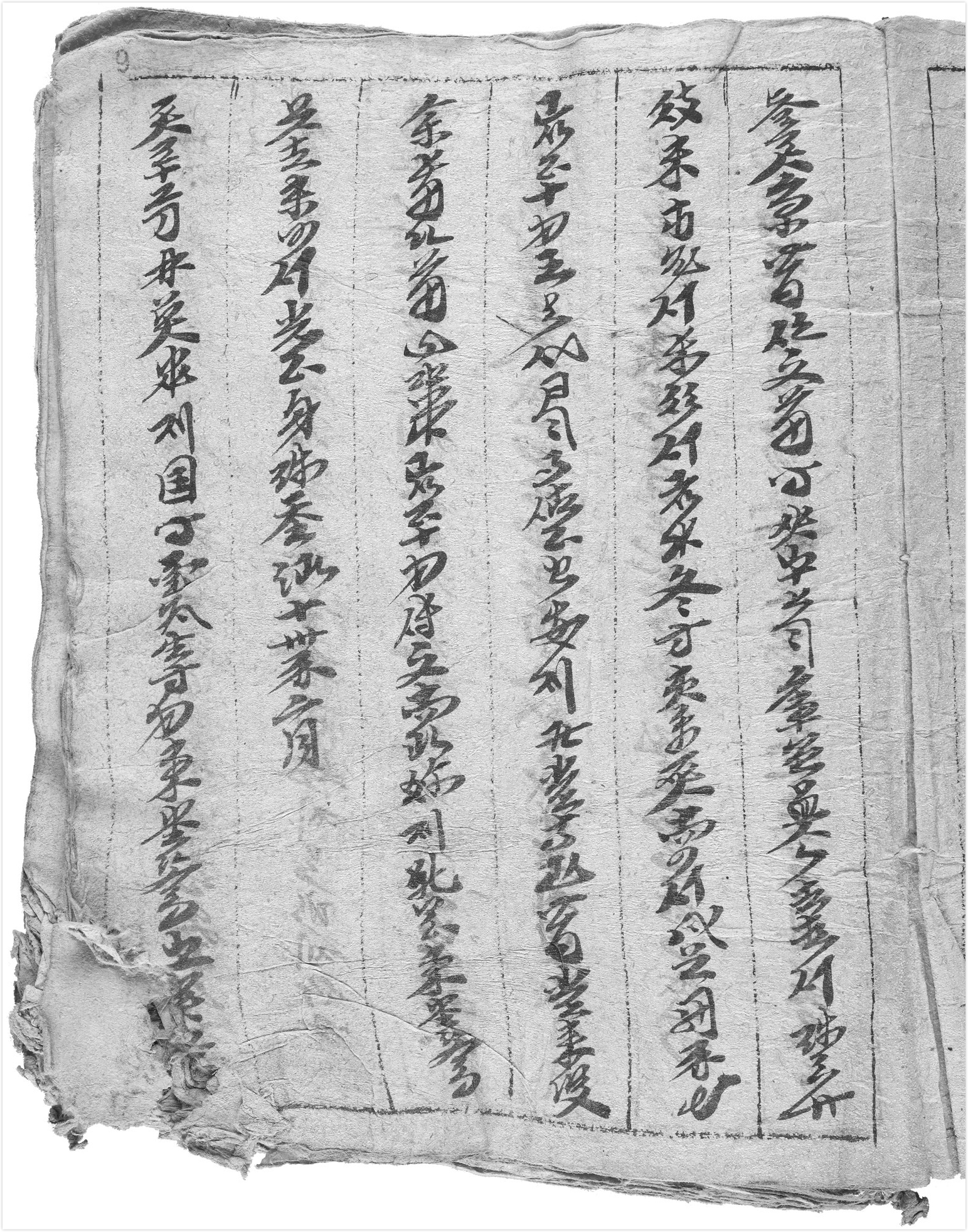
Le seul manuscrit connu en grande écriture khitane, Folio 9 du codex manuscrit Nova N 176

La langue parlée khitane fait partie de la famille des langues altaïques. Même si elle est proche des langues mongoles, certains termes sont partagés avec la langue turcophone parlée par les Ouïghours, qui partagent les steppes du nord de l'Asie avec les Khitans depuis plusieurs centaines d'années.
Avant leur conquête du nord de la Chine et l'établissement de la dynastie Liao, les Khitans ne possèdent pas de langue écrite. C'est en 920 qu'apparait le premier système d'écriture khitan, la grande écriture khitan (en) (契丹大字). Le second système, la petite écriture khitan (en) (契丹小字), apparaît en 925. Ces deux systèmes d'écriture se basent sur la même langue parlée et contiennent un mélange de logogrammes et de phonogrammes. Malgré des similitudes avec les caractères chinois, les textes khitans sont fonctionnellement différents de leurs équivalents chinois et totalement illisibles pour un lecteur chinois. À l'heure actuelle, en 2021, aucune de ces deux écritures n'a été entièrement déchiffrée.

« Au début du Xe siècle, le royaume khitan ou dynastie Liao (+907-1125) créa une forme d'écriture de quelque 3000 caractères, basée sur le système chinois, pour exprimer sa propre langue, et de nombreux classiques, histoires et ouvrages médicaux chinois furent traduits en khitan et imprimés, bien que leur circulation fût interdite en dehors du territoire khitan. Aucune de ces publications Liao n'a survécu, bien qu'il existe une reproduction Song d'un glossaire Liao imprimé en chinois, le Lung Khan Shou Chien, avec des préfaces datées de + 997 et 1034. La publication Liao la plus complète que nous connaissions est l'édition Chhitan du "Tripitaka" en chinois, en quelque 6000 "chüan" dans 579 cas, imprimée avec du papier et de l'encre coréens à Pékin en 1031-64 ; mais rien de tout cela n'existe encore aujourd'hui. »

— Tsien Tsuen-Hsuin
Peu de documents écrits à la fois en petite et grande écriture khitane nous sont parvenus. La plupart des écrits survivants sont des épitaphes sur des tablettes en pierre, ainsi que des inscriptions sur des pièces, miroirs et sceaux. Un seul manuscrit en grande écriture khitane est connu, le codex Nova N 176. Son existence est connue depuis au moins 1954, mais ce n'est qu'en 2010 que l'écriture utilisée a été identifiée comme étant du khitan et non du jürchen. Les empereurs Liao savent lire le chinois. Alors que certains ouvrages chinois sont traduits en khitan durant la dynastie Liao, les classiques confucianistes, qui servent pourtant de guide à l'administration en Chine ne semblent pas l'avoir été.

### Statut des femmes
Le statut des femmes durant la dynastie Liao connaît une importante évolution. D'un côté, la tradition khitane est très égalitaire, contrairement à la tradition des Chinois Han qui donne plus d'importance aux hommes. Les Hans vivant sous le contrôle des Liao ne sont pas forcés d'adopter leurs pratiques et bien que certains d'entre eux vont les suivre, la grande majorité ne le fait pas.
Contrairement à la société Han, dans laquelle les responsabilités sont strictement partagées selon le sexe et qui place la femme dans un rôle très asservi envers l'homme, les femmes khitanes de la dynastie Liao ont accès à la plupart des mêmes fonctions que leurs homologues masculins. Elles apprennent à chasser et à gérer les troupeaux, les finances et la propriété pendant que les hommes sont partis à la guerre,,. Les femmes des classes élevées peuvent même occuper des postes gouvernementaux ou militaires.
Les libertés sexuelles des Liao contrastent nettement avec celles des Hans. Les femmes Liao des classes aisées, comme celles des Hans, subissent des mariages forcés, parfois dans des buts politiques,. Toutefois, les femmes des classes plus modestes ne sont pas victimes de mariages arrangés et attirent les prétendants en chantant ou dansant dans les rues. Les femmes font l'apologie de leurs qualités dans leurs chansons, puisqu'elles y parlent de leur beauté, de leur statut familial et de leurs compétences domestiques. La virginité n'est pas requise pour un mariage sous les Liao et beaucoup de femmes Liao sont sexuellement libres avant le mariage, ce qui est profondément différent dans les croyances des Hans. Les femmes khitanes ont le droit de divorcer de leurs maris et peuvent se remarier après le divorce.
L'enlèvement de femmes en âge de se marier est également courant sous la dynastie Liao. Les hommes khitans de toutes les classes sociales participent à cette activité et les victimes sont aussi bien Khitans que Hans. Dans certains cas, il s'agit d'une étape dans le processus de séduction, où la femme accepte l'enlèvement et le rapport sexuel en résultant. Puis le ravisseur et sa victime retournent dans la famille de la femme pour annoncer leur intention de se marier. Ce procédé est connu sous le nom de baimen (拜門). Dans d'autres cas, l'enlèvement n'est pas consenti et il en résulte un viol.

### Pratiques matrimoniales
Dans la tradition Liao, les fiançailles sont considérées comme aussi importantes, voire plus importantes, que le mariage proprement dit. Il est donc difficile de les annuler. Le jeune marié doit s'engager à travailler pendant trois années dans la famille de son épouse et la dédommager en argent et en généreux cadeaux. À la fin des trois années, il est autorisé à ramener la mariée chez lui et celle-ci coupe généralement les liens avec sa famille.
Les pratiques matrimoniales des Khitans diffèrent de celles des Chinois Han en plusieurs points. Les mariages arrangés sont la norme au sein de l'élite Khitane, le choix de l'époux se faisant dans certains cas à des fins politiques,. Les hommes de l'élite ont pour habitude d'épouser des femmes de la génération de leurs supérieurs. Même si ce n'est pas systématique, l'écart d'âge entre les époux est de ce fait souvent important. Sous le règne du clan Yelü, traditionnellement, l'âge du mariage est de seize ans pour les garçons et seize à vingt et un ans pour les filles. Rarement, certains enfants, aussi bien garçons que filles, peuvent se marier à douze ans.
Une forme particulière de polygamie appelée sororat est couramment pratiquée dans les classes élevée. Dans ce cas, un homme est autorisé à se marier avec deux femmes ou plus si elles sont sœurs,. toutefois, la polygamie n'est en pratique pas restreinte au sororat car des hommes parviennent à avoir plus de trois femmes dont toutes ne sont pas des sœurs. Le sororat continue à être pratiqué tout au long de la dynastie Liao, malgré les lois l'interdisant. Sous le règne des Liao, l'élite khitane s'éloigne de la polygamie traditionnelle pour se rapprocher du modèle des Chinois Han consistant à avoir une seule femme et une ou plusieurs concubines. Ceci permet d'égaliser le plus possible le processus d'héritage.

### Héritage culturel

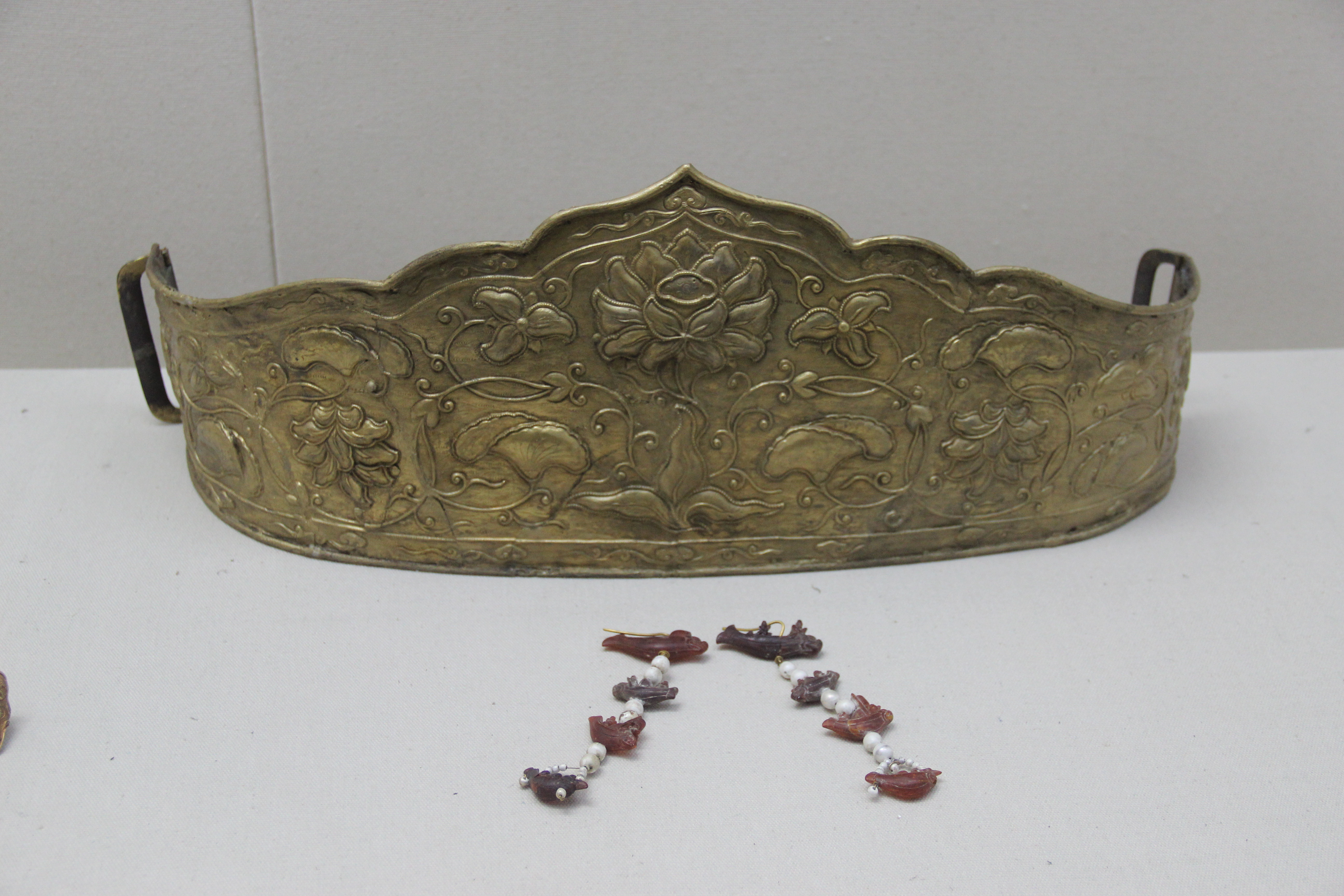
Ornement de taille Liao en or

Peinture de Chen Juzhong représentant des chasseurs Khitans, 1196

L'influence culturelle de la dynastie Liao sur les différentes cultures qui lui succèdent est principalement constituée de sculptures, avec un nombre important de statues en bois peint, en métal ou de céramiques sancai tricolores. La musique et les chansons Liao sont également connues pour avoir influencé les traditions musicales des Mongols, des Jürchens et des Chinois.
La forme de poésie ci (词), qui fait partie intégrante de la poésie (en) de la dynastie Song, utilise un ensemble d'objets métriques et est basée sur certains airs musicaux précis. L'origine spécifique de ces divers airs originaux et modes musicaux n'est pas connue, mais l'influence des textes de la dynastie Liao, à la fois directe et indirecte par le biais de la musique et des textes des Jürchens de la dynastie Jin, semble probable. Leur musique est par ailleurs considérée, par au moins une source chinoise han, comme suffisamment vigoureuse et puissante pour être utilisée sur les champs de bataille afin de motiver les cavaliers,.
Une autre influence des Liao se retrouve dans le théâtre zaju (杂剧) de la dynastie Yuan, ainsi que dans les formes de poésies qu (曲) et sanqu (散曲)  de la poésie chinoise classique. Une explication de cette influence viendrait du fait que les officiers et militaires Khitans ont été incorporés dans les forces mongoles à la suite de la première invasion mongole des Liao entre 1211 et 1215. Cet héritage culturel prend donc dans un premier temps la route du Nord, avant d'être diffusé en Chine sous la dynastie Yuan.

« Le Khita est le meilleur pays du monde en ce qui concerne la culture, car il n'y a aucun endroit dans toute son étendue qui ne soit pas cultivé. Les habitants ou leurs voisins sont responsables du paiement de l'impôt foncier. Les vergers, les villages et les champs cultivés s'étendent des deux côtés de la rivière, de la ville de Khansa à la ville de Khan Baliq, soit un voyage de soixante-quatre jours. »

— Description de la Chine du Nord par Ibn Battûta alors qu'il est en route pour Cambaluc

## Sites historiques

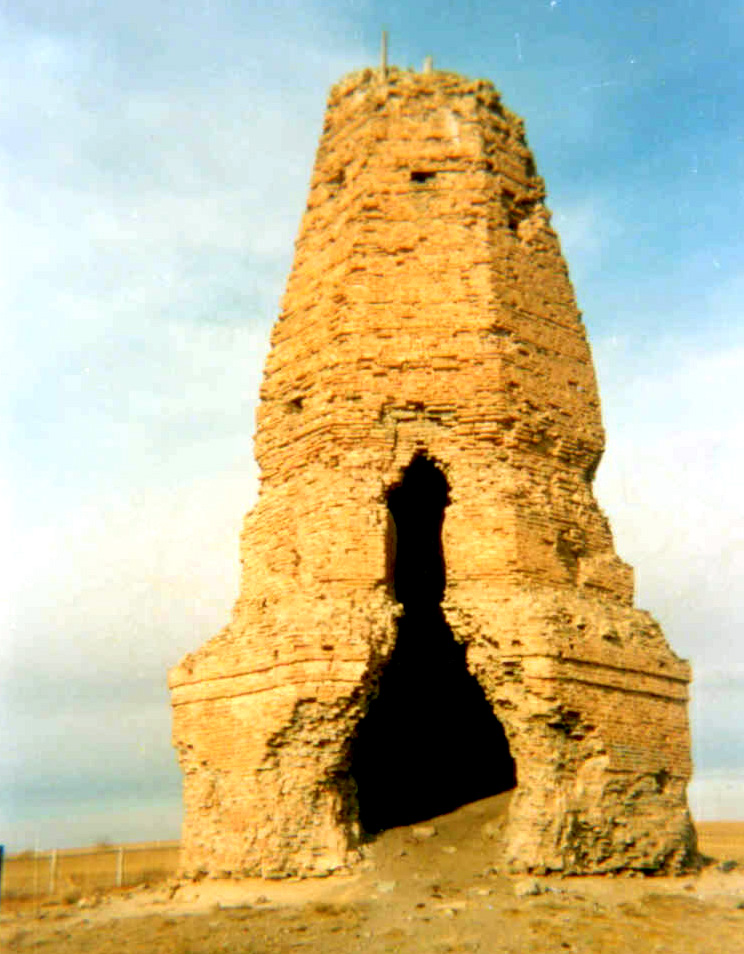
Un stūpa en brique dans la ville Khitane de Hedong (Bars-Hot)

L'agence de presse d'état chinoise Xinhua, annonce en janvier 2018 la découverte, dans le Xian de Duolun, en Mongolie intérieure, des ruines d'un ancien palais qui servait de lieu de villégiature estivale à la famille royale de la dynastie Liao et a ses serviteurs. Ils se rendaient dans ce palais chaque année de mi-avril à mi-juillet, pour éviter la chaleur. Les fouilles du site ont permis de retrouver, pour l'instant, les fondations de 12 bâtiments de plus de 760 mètres carrés, ainsi que des objets, tels que des tuiles vernissées, des poteries et des clous en cuivre, qui ont été utilisés pour dater le site.

## Genealogie
- Yelü Nieli, (v.690 - ap.735), seigneur des Liaonian;
  - Yelü Pidie, (v.710 - ?), seigneur des Liaonian;
    - Yelü Keling, (v.730 - ?), seigneur des Liaonian;
      - Yelü Nouslisi, (v.750 - ?), seigneur des Liaonian;
        - Yelü Salade;
          - Yelü Yundeshi;
            - Yelü Sala;
              - Liao Taizu, (872 - 6/9/926), Khagan en 907;
                - Yelü Zhigu, (v.891 - 911), épouse de Xiao Shilu;
                - Yelü Bei, (899 - 7/1/937), Khagan en 926;
                  - Liao Shizong, (29/1/919 - 7/10/951), Khagan en 947;
                    - Yelü Hou'abu, (v.946 - ?), Prince de Zhuangsheng;
                    - Liao Jingzong, (1/9/948 - 13/10/982), Khagan en 969;
                      - Guanyinnü, (969 - 1045), épouse de Xiao Jixian;
                      - Liao Shengzong, (16/1/972 - 25/6/1031), Khagan en 982;
                        - Yelu Fubaonu, (988 - ?);
                        - Yange, (990 - ?), épouse de Xiao Pili;
                        - Yanmuqin, (v.1002 - ?), épouse de Xiao Zhuobu;
                        - Shuogu, (v.1003 - ?), épouse de Xiao Xiaozhong;
                        - Cuiba, (v.1003 - 1029), épouse de Xiao Xiaoxian;
                        - Taoge, (v.1004 - ?), épouse de Xiao Yangliu;
                        - Diani, (v.1005 - ?), épouse de Ciao Shuanggu;
                        - Juige, (v.1005 - ap.1023), épouse de Xiao Liao;
                        - Liao Xingzong, (3/4/1016 - 28/8/1055), Khagan en 1031;
                          - Liao Daozong, (14/9/1032 - 12/2/1101), Khagan en 1055;
                            - Yelü Jun, (1058 - 1077);
                              - Liao Tianzuo, (5/6/1075 - 1128), Khagan de 1101 à 1125;
                                - Yelü Aoluwo, (v.1094 - 1122), Prince de Jin;
                                - Yelü Yali, (1094 - 1123), Prince de Liang;
                                - Yelü Talu, (v.1096 - 1104), Prince de Yan;
                                - Yelü Xinilie, (v.1098 - ap.1123), Prince de Zhao;
                                - Yelü Ding, (v.1100 - ap.1123), Prince de Qin;

                              - Yelü Yanshou, (1076 - ?), épouse de Xiao Han;

                            - Sagezhi, épouse de Xiao Xiamo;

                          - Yelü Baoxinnu, (6/1035 - 1040);
                          - Yelü Heluwo, (11/1041 - 1110), roi de Lu;
                            - Yelü Chun, (1062 - 24/6/1122), roi de Qin et Jin;
                              - Yelü Asa, (v.1085 - ap.1115);

                            - Yelv Shidu, (v.1168 - ?);
                            - Yelv Yuan, (v.1170 - ?);

                          - Yelü Alian, (v.1044 - 7/1087);
                            - Yelv Zhulie, (v.1070 - 11/1123);

                          - Baqin, (v.1045 - ?), épouse de Xiao Saba;
                          - Wolitai, épouse de Xiao Yuliye;

                        - Yelu Shusi, (1017 - ?);
                        - Yelü Zongyuan, (1018 - 1072), Prince de Beiyuan;
                        - Yelü Zongjian, (v.1019 - 1050), Prince de Liucheng;
                        - Yelü Zongxun (v.1019 - ?),
                        - Yelü Zongwei, (v.1020 - ?), Prince de Liang;
                        - Yelü Zongyuan, (3/1021 - 7/1063), prince de Qin;
                          - Yelv Nielugu, (v.1045 - 7/1063);

                      - Yelü Longqing, (973 - 1016);
                        - Yelv Chage, (1003 - 12/3/1062), roi de Nanyuan;
                        - Yelv Suige, (v.1004 - 1046);
                        - Yelv Xiejianu, (1005 - 7/12/1064);
                        - Yelv Lvfen;
                        - Yelv Susa;

                      - Changshounü, (975 - 1017), épouse de Xiao Paiya;
                      - Yanshounü, (976 - 996), épouse de Xiao Hengde;
                      - Yelü Longyou, (979 - 1012), Prince de Chu;
                        - Yelv Hudugu, (v.1000 - ?);
                        - Yelu Helu, (v.1005 - ?);
                          - Yelv Guyu, (v.1025 - ?);

                        - Yelu Tiebu, (v.1010 - ap.1063), Roi de Wei;
                          - Yelu Yelu, (v.1040 - ap.1057);

                      - Yelü Shuge, (v.977 - ap.983), épouse de Lu Jun puis de Xiao Shennu;
                      - Yelü Yaoshinu, (v.980 - 981);

                    - Yelü Zhimo, (v.950 - 983), roi de Ning;
                    - Hegudian, (v.948 - ?), épouse de Xiao Chuoli;
                    - Guanyin, (v.949 - ?), épouse de Xiao Xiala;
                    - Sala, (950 - ?), épouse de Xiao Woli;

                  - Yelü Louguo, (921 - 952);
                    - Yelv Yinguo, (v.950 - ?);
                      - Yelv Helu, (v.985 - ?);
                        - Yelv Hudu, (v.1020 - ?);
                          - Yelv Neizhi, (v.1050 - ?);
                            - Yelv Yvlu, (v.1100 - ?);
                              - Yelv Lv, (1132 - 1191);
                                - Yelv Biancai, (1171 - 1237);
                                  - Yelv Yong, (v.1200 - ?);

                                - Yelv Shancai, (1172 - 1232);
                                  - Yelv Jun, (v.1210 - 1304);
                                    - Yelv Yonshang, (1236 - 1320);
                                      - Yelv Kai, (v.1260 - ?);
                                      - Yelv Quan, (v.1265 - ?)

                                - Yelü Chucai, (24/7/1190 - 20/6/1244);
                                  - Yelü Zhu, (1221 - 1285);
                                    - Yelü Xiliang, (1246 - 1327);
                                    - Yelü Xiyi;

                                  - Yelv Xuan;

                  - Yelü Shao, (923 - 985), Prince de Wu;
                  - Yelü Longxian, (924 - ?), Prince de Ping;
                  - Yelü Daoyin, (v.927 - 983), Prince de Jin;
                  - Yelü Abuli, (v.925 - 949), épouse de Xiao Han;

                - Liao Taizong, (25/11/902 - 18/5/947), Khagan en 927;
                  - Liao Muzong, (19/9/931 - 12/3/969), Khagan en 951;
                  - Yelü Yanchege, (935 - 972), Roi de Qi;
                  - Yelü Tiande, (v.936 - 948),
                  - Yelü Dilie, (v.938 - 978), prince de Jin;
                  - Yelü Bishe, (v.940 - 973), Prince de Yue;
                  - Lübugu, (v.938 - ?)), épouse de Xiao Siwen;
                  - Yelü Chaogui, (v.942 - ?), épouse de Xiao Haili,

                - Yelü Lihu, (911– 960);
                  - Yelü Xiyin, (v.940 - 982), prince de Song;
                    - Yelü Liulishou, (v.960 - 981);

                  - Yelü Wan, (v.942 - ?), prince de Wei;

                - Yelü Yaliguo (v.912 - ?),
                  - Yelv Dilie, (v.940 - ?);
                  - Yelv Xidi, (v.945 - ?);
                    - Yelü N, (v.980 - ?);
                      - Yelü N, (v.1010 - ?);
                        - Yelü Siyuan, (v.1030 - ?);
                          - Yelü N, (v.1055 - ?);
                            - Yelü Dashi, (v.1087 - 1143), Khagan en 1124;
                              - Yelü Yilie, (1134 - 1163), Khagan en 1150;
                                - Xiao Wolila, (v.1152 - 1163);
                                - Yelü Zhilugu, (v.1153 - 1213), Khagan en 1177;
                                  - Hunhu, (v.1190 - 1218), épouse de Kütchlüg;

                              - Yelü Pusuwan, (v.1135 - 1177), régente;

              - Yelü Lage, (v.874 - 917);
                - Yelv Saibao, (v.900 - 923);
                - Yelv Balide;

              - Yelü Diela, (v.876 - 926);
              - Yelü Yindidan
              - Yelü Anduan, (v.880 - 952);
                - Yelv Aiyin, (v.905 - 951);
                - Yelv Chage;

              - Yelü Su, (? - 926);
              - Ne, épouse de Xiao Shilu;
              - Yelv Su, (? - 926)

            - Yelü Shilu;
              - Yelv Huage, (? - 914);
                - Yelv Henzhi;

            - Ne, épouse de Shulü Pogu;
            - Yelv Malu;
            - Yelv Yanmu;
              - Yelv Huguzhi;
              - Yelv Moduo;

          - Yelv Shula;
          - Yelv Niaoguzhi;
          - Yelü Tiela;
            - Yelü Xiamage;
              - Yelü Ousi;
                - Yelü Helu, (872 - 918);
                  - Yelü Tila,
                  - Yelv Sala;

                - Yelv Dilie, (880 - 935);
                  - Yelv Kaili;
                    - Yelv Milijiabo;
                    - Yelv Yuanning, (939 - 1008);
                      - Yelv Tianwangnu
                      - Yelv Tan'abo
                      - Yelv Baonu
                      - Yelv Pulubu
                      - Yelv Qufangmi

                - Yelv Yuzhi, (890 - 941);
                  - Yelv Fonu;
                  - Yelv Que;
                  - Yelv Ganlu;
                    - Yelv Yuanning, (979 - 1012);
                      - Yelv Chongqingnu
                      - Yelv Guanyinnu
                      - Yelv Cishinu
                      - Yelv Shijianu
                      - Yelv Asinaabo
                      - Yelv Huduguabo
                      - Yelv Daochangnv

                    - Yelv Yanning;
                      - Yelv Daoqing, (999 - 1023);

                  - Yelv Heli;

                - Yelv Nielieshenzi;
                - Yelv Huzhi;
                - Yelv Zhubao;

            - Yelv Puguzhi;
            - Yelv Xiadi, (? - 913);
              - Yelv Dielite, (? - 913);
              - Yelv Shuogua;

        - Yelv Qiashen;
        - Yelv Gela;
        - Yelv Qiali;

### Histoire de la Chine
- (en) Frederick W. Mote, Imperial China : 900–1800, Cambridge, Harvard University Press, 1999, 1106 p. (ISBN 0-674-44515-5)
- (en) Jacques Gernet, A History of Chinese Civilization, Cambridge, Cambridge University Press, 2008 (ISBN 9780521497817)
- (en) Patricia Buckley Ebrey, The Cambridge Illustrated History of China, Cambridge, Cambridge University Press, 1996 (ISBN 9780521669917)
- Jacques Gernet, Le Monde chinois. Tome 2, L'époque moderne Xe – XIXe siècle, Paris, Armand Colin. Pocket, Agora, 2006, 378 p. (ISBN 2-266-16133-4).
- John K. Fairbank et Merle D. Goldman (trad. de l'anglais), Histoire de la Chine - Des origines à nos jours, Paris, Tallandier, 2010, 749 p. (ISBN 978-2-84734-626-8). Titre original : China, A New History, 1992, 1996, 2006 Harvard College.
- (en) Samuel Adrian Miles Adshead, China in World History, New York, 3, 2000, 434 p. (ISBN 0-312-22565-2)
- (en) Victor Cunrui Xiong, Historical Dictionary of Medieval China, United States of America, Scarecrow Press, Inc., 2009 (ISBN 978-0810860537)
- (en) Tsuen-hsuin Tsien, Science and Civilization in China 5, 1985

### Khitans et dynastie Liao
- (en) Michal Biran, The Empire of the Qara Khitai in Eurasian History : Between China and the Islamic World, Cambridge, Cambridge University Press, 2005, 279 p. (ISBN 0-521-84226-3, lire en ligne)
- (en) Herbert Franke et Denis Twitchett, The Cambridge History of China, Volume 6, Alien Regime and Border States, 907-1368, Cambridge, Cambridge University Press, 1994 (ISBN 0521243319), « Introduction », p. 1-42
- (en) Denis Twitchett et Klaus-Peter Tietze, The Cambridge History of China, Volume 6, Alien Regime and Border States, 907-1368, Cambridge, Cambridge University Press, 1994 (ISBN 0521243319), « The Liao », p. 43-153
- (en) Elina-Qian Xu, Historical development of the pre-dynastic Khitan, Helsinki, University of Helsinki, 2005 (ISBN 9521004983, lire en ligne)
- Pierre Marsone, La Steppe et l'Empire : La formation de la dynastie Khitan (Liao) - IVe – Xe siècles, Paris, Les Belles Lettres, 2011, 322 p. (ISBN 978-2-251-38109-1)
- (en) Karl A. Wittfogel et Chia-Sheng Feng, « History of Chinese Society Liao (907-1125) », Transactions of the American Philosophical Society, vol. 36,‎ 1946, p. 1-752 (DOI 10.2307/1005570, JSTOR 1005570, lire en ligne, consulté le 14 mars 2013)

### Culture et société
- (en) Linda Cooke Johnson, Women of the Conquest Dynasties : gender and identity in Liao and Jin China, Honolulu, University of Hawai'i Press, 2011, 251 p. (ISBN 978-0-8248-3404-3)
- (en) Daniel Kane, The Kitan Language and Script, Leiden, Brill, 2009, 305 p. (ISBN 978-90-04-16829-9, lire en ligne).
- (en) Hsueh-Man Shen, « Realizing the Buddha's "Dharma" Body during the Mofa Period: A Study of Liao Buddhist Relic Deposits », Artibus Asiae, vol. 61, no 2,‎ 2001, p. 263-303 (lire en ligne, consulté le 14 mars 2013).
- (en) Paul Jakov Smith, « Shuihu zhuan and the Military Subculture of the Northern Song, 960–1127 », Harvard Journal of Asiatic Studies, vol. 66, no 2,‎ décembre 2006, p. 363-422 (lire en ligne, consulté le 14 mars 2013).
- (en) C.J. Peers, Soldiers of the Dragon: Chinese Armies 1500 BC – AD 1840, Osprey Publishing Ltd, 2006
- (en) Chris Peers, Battles of Ancient China, Pen & Sword Military, 2013
- (en) James Irving Crump, Chinese Theater in the Days of Kublai Khan, Ann Arbor, Center for Chinese Studies, University of Michigan, 1980, 429 p. (ISBN 0-89264-093-6)
- (en) Jennifer Holmgren, « Marriage, Kinship and Succession under the Ch'i-tan Rulers of the Liao Dynasty (907-1125) », T'oung Pao, second, vol. 72,‎ 1986, p. 44-91 (lire en ligne, consulté le 14 mars 2013)
- (en) Chen Yuan (2014), "Legitimation Discourse and the Theory of the Five Elements in Imperial China, " Journal of Song-Yuan Studies 44: 325-364. DOI: 10.1353/sys.2014.0000.
- (en) Joseph Needham, Science and Civilization in China: Volume 3, Mathematics and the Sciences of the Heavens and the Earth, Taipei, Caves Books, 1986a
- (en) Joseph Needham, Science and Civilization in China: Volume 4, Physics and Physical Engineering, Part 1, Physics, Taipei, Caves Books, 1986g
- (en) Joseph Needham, Science and Civilization in China: Volume 4, Physics and Physical Engineering, Part 2, Mechanical Engineering, Taipei, Caves Books, 1986b
- (en) Joseph Needham, Science and Civilization in China: Volume 4, Physics and Physical Technology, Part 3, Civil Engineering and Nautics, Taipei, Caves Books, 1986c
- (en) Joseph Needham, Science and Civilization in China: Volume 5, Chemistry and Chemical Technology, Part 1, Paper and Printing, Taipei, Caves Books, 1986d
- (en) Joseph Needham, Science and Civilization in China: Volume 5, Chemistry and Chemical Technology, Part 4, Spagyrical Discovery and Invention: Apparatus, Theories and Gifts, Taipei, Caves Books, 1986e
- (en) Joseph Needham, Science and Civilization in China: Volume 6, Biology and Biological Technology, Part 1, Botany, Cambridge University Press, 1986h
- (en) Joseph Needham, Science & Civilisation in China, vol. V:7: The Gunpowder Epic, Cambridge University Press, 1986f (ISBN 0-521-30358-3)
- (en) Joseph Needham, Science and Civilization in China Volume 5 Part 6, Cambridge University Press, 1994
- (en) Joseph Needham, Science & Civilisation in China Volume 5 Part 11, Cambridge University Press, 2008
- (en) Paul Jakov Smith, A Crisis in the Literati State, 2015
- (en) Marvin C. Whiting, Imperial Chinese Military History, Writers Club Press, 2002

### Arts
- Danielle Elisseeff, Histoire de l'art : De la Chine des Song (960) à la fin de l'Empire (1912), Paris, École du Louvre, Éditions de la Réunion des Musées Nationaux (Manuels de l'École du Louvre), 2010, 381 p. (ISBN 978-2-7118-5520-9) Ouvrage de référence, bibliographie et Sites Internet.
- Chine, la gloire des empereurs : [exposition], Petit Palais, Musée des beaux-arts de la Ville de Paris, 2 novembre 2000-28 janvier 2001, Paris, Paris Musées, 2000, 23 p. (ISBN 2-87900-547-7)
- Hélène Chollet, « Les Liao, dynastie du Nord », dans Chine, la gloire des empereurs, 2000, p. 360-364
- (en) Nancy Shatzman Steinhardt, « Liao: An Architectural Tradition in the Making », Artibus Asiae, 1/2, vol. 54,‎ 1994, p. 5-39 (lire en ligne, consulté le 14 mars 2013)
- (en) Nancy Shatzman Steinhardt, Liao architecture, Honolulu, University of Hawai'i Press, 1997 (ISBN 9780824818432)
- Gilles Béguin, L'art bouddhique, Paris, CNRS (éditions), 2009, 415 p. (ISBN 978-2-271-06812-5).
- Monique Crick et Helen Loveday, L'Or des Steppes : Arts somptuaires de la dynastie Liao (907-1125), Genève et Milan, Collections Baur, musée des arts d'Extrême-Orient et 5 Continents, 2007, 255 p. (ISBN 978-2-88031-012-7 et 2-88031-012-1)

### Autres
- (en) Peter Turchin, Jonathan M. Adams et Thomas D. Hall, « East-West Orientation of Historical Empires and Modern States », Journal of World-Systems Research, vol. 12, no 2,‎ décembre 2006, p. 219–229 (lire en ligne, consulté le 14 mars 2013)
- (en) Pamela Kyle Crossley, The Manchus, Cambridge, Mass., Blackwell, 1997 (ISBN 1557865604, lire en ligne )
- (en) Lo-han Fu, Natpat and Ordo, 2018
- (en) H.A.R Gibb, The Travels of Ibn Battuta, 1994
- (en) Victor Cunrui Xiong, Sui-Tang Chang'an: A Study in the Urban History of Late Medieval China (Michigan Monographs in Chinese Studies), U OF M CENTER FOR CHINESE STUDIES, 2000 (ISBN 0892641371)